# Civiltà cartaginese
La civiltà cartaginese o civiltà punica fu un'antica civiltà situata nel bacino del Mediterraneo e l'origine di una delle maggiori potenze commerciali, culturali e militari di questa regione nei tempi antichi.
Fondata dai Fenici sulle coste dell'attuale Tunisia, più precisamente nel golfo di Tunisi nell'814 a.C., secondo la tradizione più comunemente accettata, la città di Cartagine prese progressivamente il sopravvento sulle altre colonie fenicie del Mediterraneo occidentale, prima di sviluppare una propria civiltà, derivante dalla mescolanza tra la cultura dei popoli indigeni (Berberi, Numidi, Libici) e quella apportata dai coloni fenici.
Non è facile distinguere tra Punici e Fenici negli scavi archeologici, il cui dinamismo dagli anni 1970 in poi ha aperto vasti campi di studio in cui appare l'unità di questa civiltà nonostante le particolarità locali. Nonostante questi progressi, molte incognite sulla civiltà non materiale persistono a causa della natura delle fonti scritte: poiché tutta la letteratura punica è scomparsa, ci si deve affidare alle fonti di due popoli con cui i Punici furono lungamente in conflitto: Greci e Romani.

## Storia

### Dalle origini al V secolo

#### Fenici in Africa
Il Nord Africa, che è presumibilmente per i Fenici solo un semplice passo sulla strada per i metalli della Spagna, conosce installazioni fenicie permanenti molto presto, come Utica che è stata fondata nel 1101 a.C. secondo Plinio il Vecchio. Il XII secolo a.C. vide anche un insediamento a Lixus in Marocco e la fondazione di Gadès in Spagna. 

Rotte commerciali fenicie

La data della fondazione di Cartagine da parte di Didone, una principessa di Tiro, è sempre stata oggetto di dibattito, non solo durante l'antichità ma anche oggi. Due antiche tradizioni si scontrano: la più diffusa la situa nel 814 a.C., seguendo Timeo di Tauromenio di cui rimangono solo frammenti riutilizzati da altri autori. L'altra leggenda narra della nascita di Cartagine attorno alla guerra di Troia, una tradizione ripresa da Appiano.
Gli scavi archeologici non hanno consegnato una data così antica, alcuni storici hanno ipotizzato una fondazione molto più tarda (intorno al 670 a.C.), anche una doppia fondazione, un insediamento che abbia preceduto la nascita della città in senso stretto secondo Pierre Cintas. Gli storici più recenti si basano sull'analisi degli annali di Tiro, usati come fonte da Menandro e Flavio Giuseppe, per accettare la datazione intorno all'ultimo quarto del IX secolo a.C..

#### Substrato libico
Al tempo delle prime installazioni fenicie, il Nord Africa è occupato da importanti popolazioni libiche, la cui continuità con i Berberi del Maghreb era difesa da Gabriel Camps . Si è ritenuto che vi fosse una pausa cronologica troppo importante e soprattutto ondate di invasioni successive troppo numerose per non aver segnato le popolazioni locali in modo sostenibile. Gli Egiziani menzionano i Libici sotto il nome di Libu già nel XII secolo a.C. come delle popolazioni immediatamente ad ovest del loro territorio.
L'origine del popolo libico è stata raccontata da un gran numero di leggende e tradizioni, più o meno fantasiose, alcune che menzionano un'origine mediana, o addirittura persiana, secondo Procopio di Cesarea. Meglio informato Sallustio, che evoca l'origine dei libici nella sua Guerra giugurtina. Strabone descrisse anche le loro diverse tribù, i vari nomi non necessariamente portavano a una distinzione etnica e quindi non rimettevano in discussione l'unità dell'insediamento di questa regione al momento dell'arrivo dei Fenici.

### Espansione nel Mediterraneo e in Africa

#### Presa dei possedimenti fenici nel Mediterraneo occidentale e colonizzazione punica
È molto difficile distinguere, dagli scavi archeologici condotti in tutto il dominio fenicio-punico, ciò che appartiene ai Fenici dai Punici. Pertanto, gli archeologi non segnalano una rottura come per alcuni siti antichi (Bithia e Nora in Sardegna). La fondazione di Ibiza, tradizionalmente datata al 675 a.C., potrebbe quindi una vicenda come altre.
L'"Impero" punico, la cui formazione e funzionamento non rientra nell'imperialismo in senso stretto, è ora visto come una sorta di confederazione di colonie preesistenti dietro le più potenti di esse al momento del declino della città madre, Tiro. Cartagine sarebbe stata responsabile di garantire la sicurezza collettiva e la politica esterna e persino commerciale della comunità.
I Fenici dell'Occidente e dei Punici hanno avuto i primi rapporti con altre civiltà, in particolare con gli Etruschi, con i quali si intrecciano i legami commerciali. L'archeologia testimonia questi scambi, in particolare nelle lamine di Pyrgi di Cerveteri e alcune scoperte fatte nelle necropoli cartaginesi: vasi etruschi chiamati bucchero ma anche in iscrizioni etrusche sulla quale un Cartaginese si presenta. L'alleanza con gli Etruschi mirava anche a ostacolare l'espansione dei Greci occidentali, operazione culminata nella difesa fenicia di Alalia. Dal declino degli Etruschi, tuttavia, l'alleanza diventa inoperante.

#### Antagonismo con i Greci: le guerre siciliane
La prosperità di Cartagine, legata al commercio marittimo, provoca una rivalità con i Greci sul territorio siciliano. Questo è il motivo per cui l'isola rimane a lungo un'area di scontri locali, a causa della volontà dei protagonisti di stabilire insediamenti o colonie sulle sue coste.
All'inizio del V secolo a.C., il conflitto cambia natura: Gelone, tiranno di Siracusa, cerca di unificare l'isola con il sostegno di diverse città greche. L'inevitabile guerra scoppia con Cartagine, che potrebbe ricevere aiuto dall'Impero persiano. Amilcare I, comandante delle truppe puniche, è battuto nella battaglia di Imera nel 480 a.C.

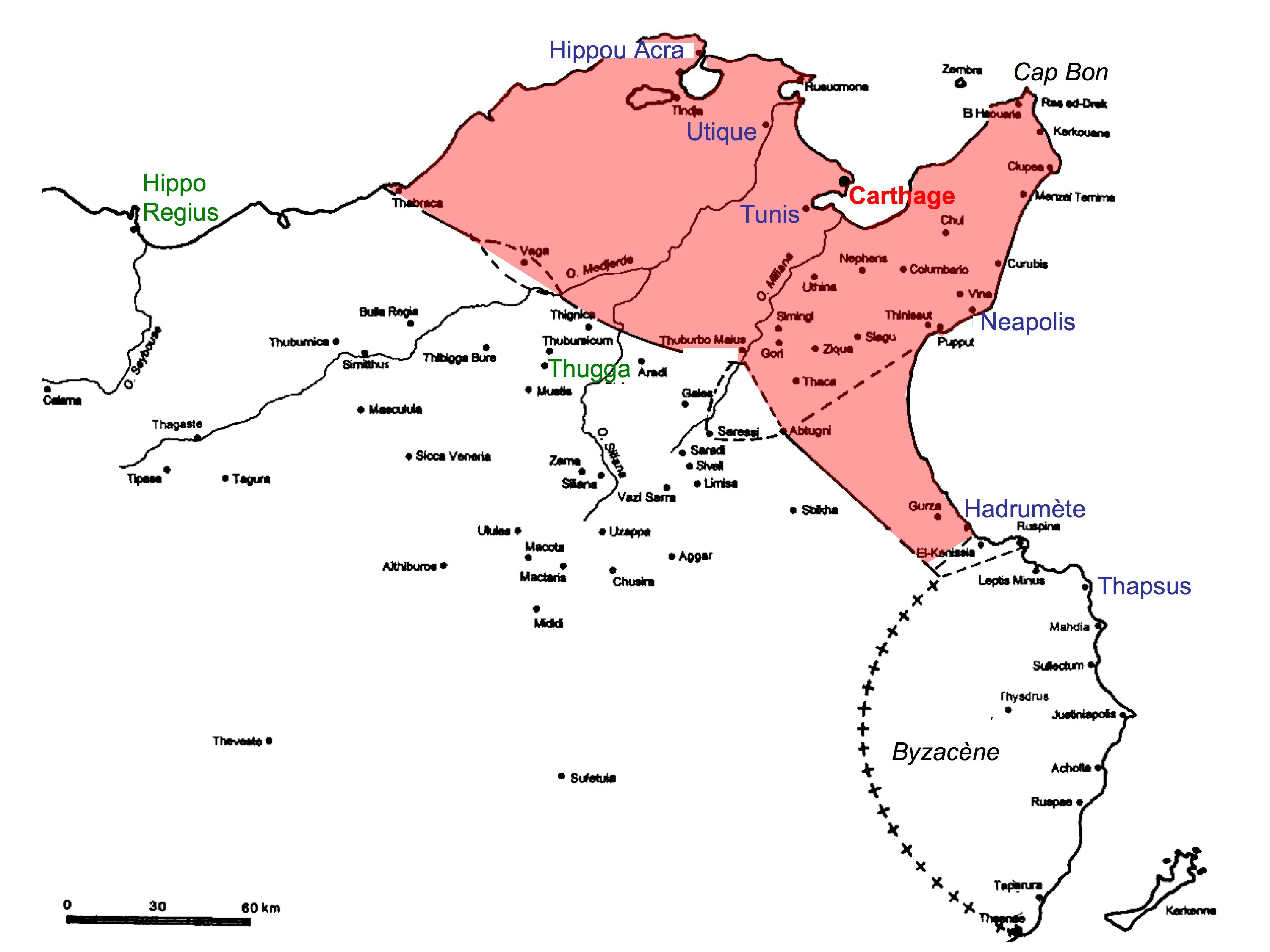
Possessi di Cartagine in Africa al tempo dell'invasione di Agatocle

Intorno al 410 a.C, Cartagine si riprese da questa battuta d'arresto; la sua presenza africana è più potente e le lontane spedizioni di Annone e Imilcone rafforzano il controllo dei mari. Annibale Magone prende quindi piede in Sicilia nel 409 a.C. e conquista vittorie localizzate che non riguardano Siracusa. Nel 405 a.C., la seconda spedizione è più difficile, il capo dell'esercito ha ceduto a un'epidemia di peste durante l'assedio di Agrigento . Imilcone, che succede ad Annibale, riesce a negoziare con Dionigi una cessazione delle ostilità che è più una tregua che una vera pace. Nel 398 a.C. attacca davvero Mozia, che cade ma viene ripresa in seguito. Un nuovo assedio si svolge di fronte a Siracusa e dura fino al 396 a.C., anno in cui la peste ne obbliga la revoca. La guerra continua per sessant'anni tra i belligeranti. Nel 340 a.C. l'esercito cartaginese rimane confinato solo a sud-ovest dell'isola.
Nel 315 a.C. Agatocle di Siracusa conquista Messina e, nel 311, invade gli ultimi insediamenti cartaginesi della Sicilia. Amilcare guida la risposta; nel 310, controlla quasi tutta la Sicilia e mette l'assedio a Siracusa. La spedizione guidata da Agatocle nel continente africano rappresenta una vittoria poiché Cartagine è costretta a richiamare il suo esercito per difendere il proprio territorio; la guerra dura tre anni e termina con la fuga di Agatocle.

#### V secolo e nascita di un impero africano
Secondo il punto di vista più comunemente accettato, Cartagine si rivolse al suo entroterra in seguito alla sconfitta di Himera nel 480 a.C. Tuttavia, questa tesi viene sempre più messa in discussione dagli storici che ritengono che l'establishment africano sia diventato più importante in maniera tardiva. Il V secolo avrebbe visto in questa prospettiva solo un'estensione dello spazio necessario per nutrire una popolazione in crescita.

### Antagonismo con Roma e la fine della Cartagine punica

#### Primi rapporti con Roma: i trattati
Le prime relazioni con Roma sono pacifiche, come dimostrano i trattati conclusi nel 509 a.C. - trasmesse dall'opera di Polibio - poi nel 348 a.C. e nel 306; garantiscono a Cartagine l'esclusività degli scambi dal Nord Africa e l'assenza di saccheggi contro gli alleati di Roma in Italia. La durata sempre più breve tra questi trattati è stata considerata significativa delle crescenti tensioni tra i due poteri.

#### Il confronto: le guerre puniche

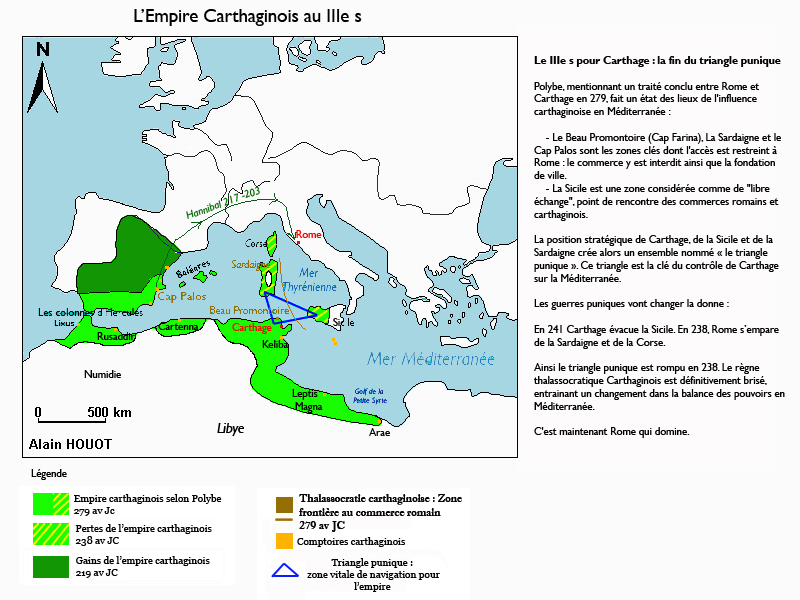
L'Impero cartaginese del III secolo a.C.

Variazioni del dominio cartaginese, dal 265 al 149 a.C. e posizione dei principali fatti d'armi del periodo

Gli episodi chiamati "Guerre puniche" vedono l'antagonismo diffuso per oltre un secolo, dal 264 al 146 a.C. il cui risultato potrebbe sembrare incerto per molto tempo.
Il primo conflitto va dal 264 al 241 a.C., con la conseguenza per Cartagine della perdita della Sicilia e il pagamento di un pesante tributo. Questa prima sconfitta ha gravi conseguenze sociali con l'episodio della guerra dei mercenari, tra il 240 e il 237 a.C., la città viene infine salvata da Amilcare Barca . Roma sfrutta queste difficoltà interne per aumentare le condizioni della pace.
Dopo questa fase, l'imperialismo di Cartagine gira verso la penisola iberica e si scontra con gli alleati di Roma, rendendo inevitabile il secondo conflitto ( 219 - 201 a.C. ) dopo l'assedio di Sagunto . Durante l'avventura italiana, Annibale Barca si dimostra capace di brillanti vittorie ma incapace di sfruttarle per spingere il suo vantaggio e mettere in ginocchio una Roma quanto mai vacillante. Dopo il 205 a.C., la guerra si svolge solo sul suolo africano, l'anno 202 a.C. segna la vittoria finale di Scipione a Zama.
Nel corso dei successivi cinquant'anni, Cartagine ripaga regolarmente un tributo elevato, ma allo stesso tempo acquista attrezzature costose, come i porti punici nel loro ultimo stato di sviluppo. La città sembra aver trovato in quel momento una certa prosperità, corroborata dalla costruzione di programmi di educazione concertati come quello del distretto punico di Byrsa (legato al suffetato di Annibale Barca).
Tuttavia, di fronte al rilancio della città e alla fine del pagamento del tributo, Roma richiede ai Cartaginesi di abbandonare la città e ritirarsi nell'entroterra, rinunciando così alla loro identità marittima. A questo proposito, Velleio Patercolo scrisse che "Roma, già amante del mondo, non si sentì al sicuro finché rimase il nome di Cartagine". Il rifiuto logico che seguì a questa intransigenza porta al terzo e ultimo conflitto . Questo, segnato dall' assedio di Cartagine che dura tre anni. Alla fine, anche se il sale non fu sparso sul terreno, così come la storiografia della fine del XIX secolo afferma, la distruzione della città è totale e viene lanciata una maledizione sul suo sito, che è dichiarato sacro . Cartagine non esiste più come entità politica, ma per lungo tempo rimangono aspetti della sua civiltà, sciamati nel Mediterraneo: elementi religiosi, artistici, linguistici e persino istituzionali in Nord Africa.

## Geografia

### Localizzazione degli insediamenti
I siti occupati dai Fenici e dai Punici, rivolti verso il mare per garantire il collegamento con le rotte commerciali, dovevano anche garantire la sicurezza degli abitanti proteggendoli da un entroterra che poteva essere loro ostile. Questa sicurezza era naturalmente garantita su un'isola, come a Gades o Mozia, ma anche, sebbene in misura minore, su una penisola o su uno spazio circondato da colline, rendendo più facile la sua difesa in caso di attacco. Da questo punto di vista, l'eccellenza del sito di Cartagine spiega come è stato elogiato da numerosi autori antichi, incluso Strabone che ha paragonato il sito a una "nave all'ancora". Tuttavia, la qualità protettiva del sito naturale non potrebbe essere sufficiente, il che significa che è stato rafforzato da ulteriori sviluppi, come a Mozia: l'isola è quindi circondata da un muro, una strada rialzata per raggiungere la terraferma e facilitare le forniture.

### Cartagine, la città principale: caratteri generali

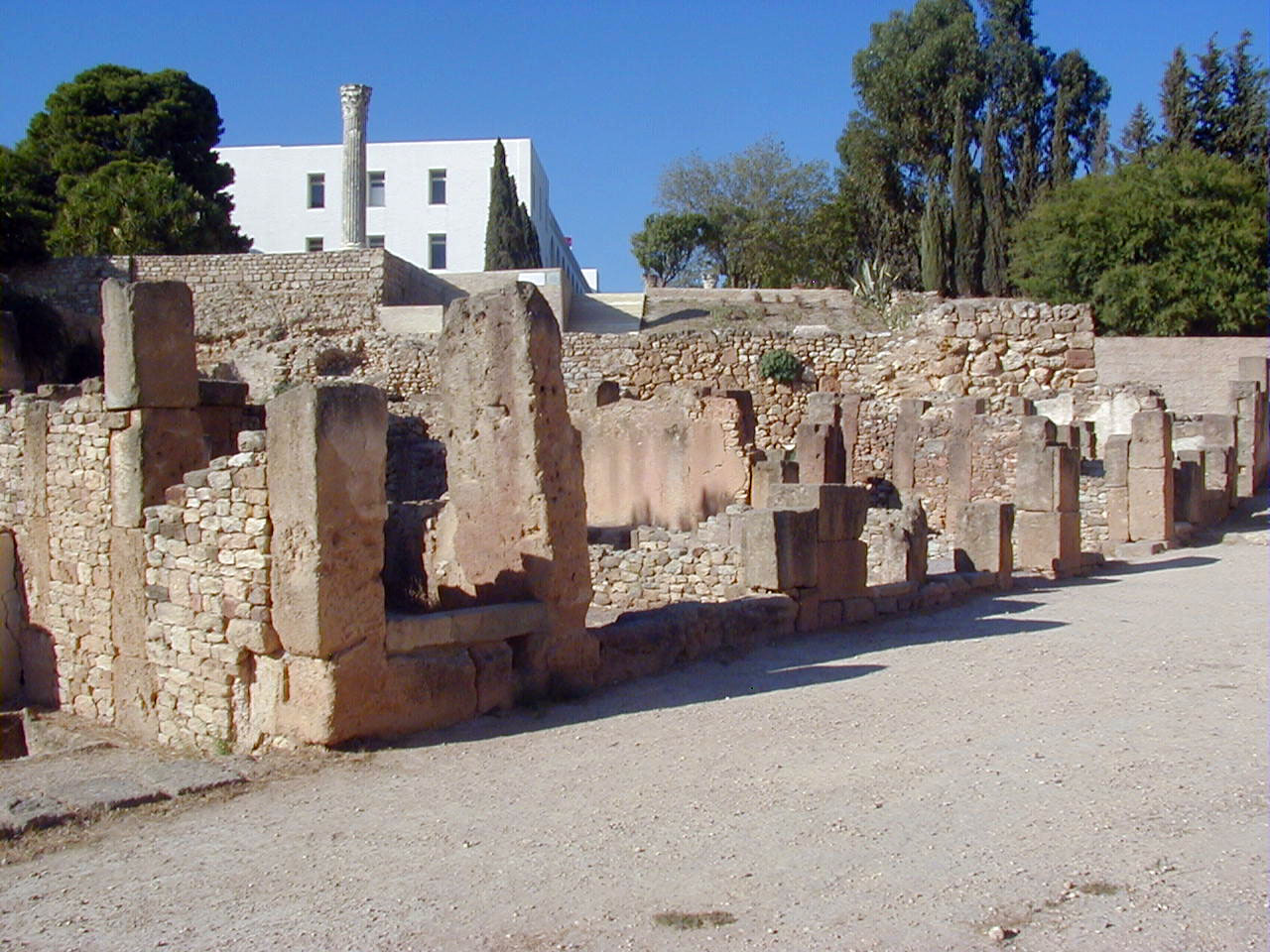
Vista del quartiere Annibale di Byrsa con pareti in opus africanum risalente all'inizio del II secolo a.C.

Secondo la leggenda, Cartagine si sviluppò dalla collina di Byrsa, una cittadella e un centro religioso, poi si estese sulla pianura costiera e sulle colline a nord, con il sobborgo di Megara (ora La Marsa) che sembra essere stata costruita in un modo più anarchico rispetto al resto della città; è forse il sobborgo più recente e quindi non ebbe il tempo di essere strutturato. Perché, ad eccezione di Megara, Cartagine è stata organizzata secondo un piano piuttosto ordinato, con strade diritte, tranne sulle colline dove non si pensava ancora all'urbanizzazione. A livello globale, la pianura era attraversata dalle strade, dall'agorà e dalle piazze che collegavano le strade che si irradiavano verso le colline. La città era circondata da spesse mura di blocchi di pietra bianca che la rendevano luminosa e visibile da lontano. Gli scavi nel cosiddetto quartiere di Magone hanno permesso di studiare l'evoluzione delle strutture difensive e urbane per un lungo periodo di tempo.
La città è stata quindi concepita secondo un piano che suggerisce che i Greci potrebbero non essere esclusivamente all'origine dei piani urbani rettilinei disposti su due assi, che si incrociano perpendicolarmente nel loro centro, comune alla maggior parte delle città del mondo antico. L'area libera sulla collina di Byrsa è stata costruita secondo un piano ortogonale, rivelando l'aspetto organizzato dell'urbanistica. Le strade, lastricate e diritte ma fatte di argilla sulle colline, si sovrapponevano ad angolo retto.
Per pragmatismo, il rilievo viene preso in considerazione negli assi delle strade che cambiano, con l'aggiunta di rampe di scale; furono fatti ampi interventi dove il rilievo del terreno li rendeva necessari. I suoi alloggi furono in parte costruiti per mezzo di una specie di cemento mescolato a pezzi di ceramica, questa miscela veniva utilizzata per il pavimento delle stanze o l'elevazione delle pareti. Le case avevano corridoi e le scale di legno permettevano di salire le scale. Le case erano alimentate da cisterne sotterranee che raccoglievano l'acqua piovana da un cortile centrale attraverso condutture. Non esisteva un sistema fognario ma una sorta di fossa biologica.
Tra gli elementi principali della città ci sono l'agorà, i porti mercantili e militari, vari negozi e bancarelle, magazzini, quartieri di artigiani alla periferia (come quello dei vasai), mercati, necropoli (di cui molti si trovano tra le case e la pianura, e altri più in alto sulle colline) così come i templi. Il tutto fu incoronato dalla cittadella centrale sulla collina di Byrsa, che ospitava anche i templi principali, come quello di Eshmoun.
Cartagine era una grande città cosmopolita dell'antichità, dove vivevano i Fenici e dove Greci, Berberi dal Nord Africa, Iberici dalla Spagna e altre popolazioni dei Territori Cartaginesi d'oltremare si unirono lungo le coste. Strade dell'Oceano Atlantico o dell'oasi, strade successivamente prese in mano dai romani. I matrimoni misti non erano rari, contribuendo allo sviluppo di una particolare civiltà.

### Possedimenti: zona di influenza o impero?
Al momento della sua più grande espansione territoriale (264 a.C., alla vigilia della prima guerra con Roma) l'area di influenza di Cartagine consisteva nella maggior parte del Mediterraneo occidentale, attraverso i suoi insediamenti nel Nord Africa (compresa la Libia occidentale, con almeno parte della costa mauritana), in Sicilia, in Sardegna, Isole Baleari e Spagna, per non parlare delle piccole isole come Malta, le Isole Eolie e le Isole Pelagie, ma anche dal controllo che esercitava sugli antichi insediamenti fenici come Lixus (vicino a Tangeri in Marocco), Mogador (l'attuale Essaouira sulla costa atlantica del Marocco), Gadès (attuale Cadice in Andalusia ) e Utica . Tra le grandi città puniche ci sono, oltre alla capitale Cartagine, Hadrumetum, Ruspina, Cartagena e Ippona.
Gadès e Utica (sul territorio dell'attuale Tunisia) furono fondati dai Fenici tra il XII e il X secolo a.C. Cartagine è stata fondata su una penisola circondata da lagune a nord-est dell'attuale Tunisi. Al culmine della sua gloria, la città contava 700.000 abitanti, secondo Strabone, un geografo greco del I secolo d.C.
Anche se il tipo di legami tra Cartagine e le varie componenti dei suoi possedimenti ci sfugge in gran parte, la città probabilmente si occupava di dirigere la politica estera e il commercio. Le dinamiche che portarono alla formazione dell'impero di Cartagine e la tipologia dei legami tra questa e il suo dominio non sembrano essere state molto differenti da quelle perseguite e poste in essere dallo Stato romano in Italia e poi in altre aree: una città-stato che domina direttamente un certo territorio ed esercita una forte egemonia su città e popoli alleati o sottomessi, con alcuni alleati che godono di privilegi che gli equiparano all'egemone. Sabatino Moscati ha tuttavia ipotizzato che "l'incapacità [di Cartagine] di creare un impero solido e strutturato" (simile alla cosiddetta "federazione romano-italica") sia stata la causa della sua sconfitta finale.

## Architettura e urbanistica

### Protezione della città: la città fortificata
Gli scrittori antichi hanno parlato a lungo delle mura delle città puniche in relazione al rapporto degli assedi subiti da alcuni di essi. Oltre alle cittadelle delle principali città c'erano anche fortezze destinate al controllo di un determinato territorio. Gli scavi archeologici hanno ampiamente confermato la diffusione di tutto il modello spaziale punico della città con recinzione fortificata, almeno nell'attuale stato di ricerca. Gli scavi del quartiere Magone di Cartagine hanno messo in evidenza la disposizione delle mura della città, attraverso le quali è stata ricavata una porta, sul lato del mare.

I Punici hanno riutilizzato le mura precedenti in alcuni casi, come ad Erice in Sicilia, e le loro fortezze sono talvolta servite come base per altri elementi fortificati, come a Kelibia nella penisola di Capo Bon . 

Esempi di fortificazioni cartaginesi
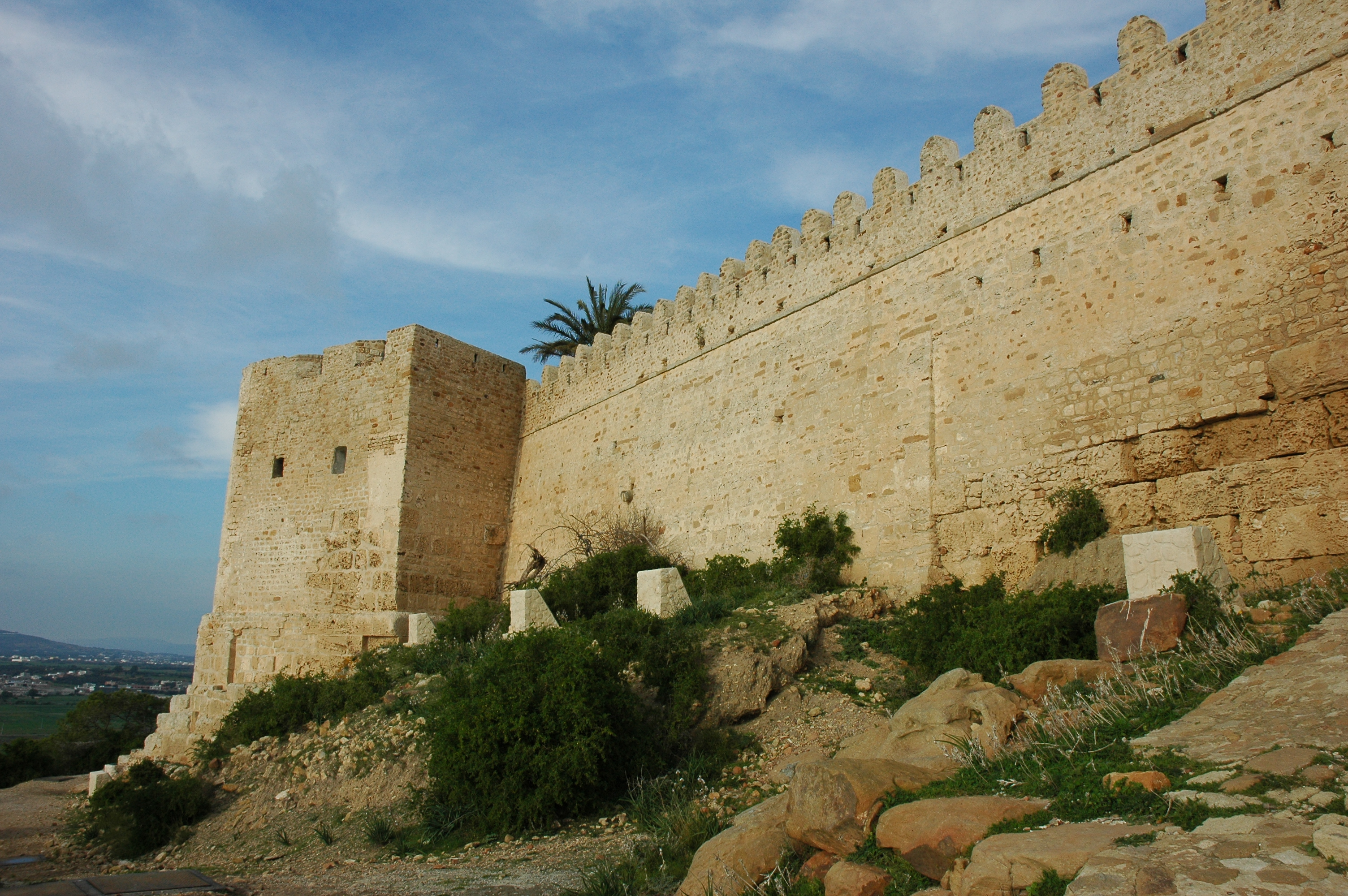
Forte Spagnolo-turco a Kélibia costruito sulle fondamenta del punica (V-II sec a.C.)
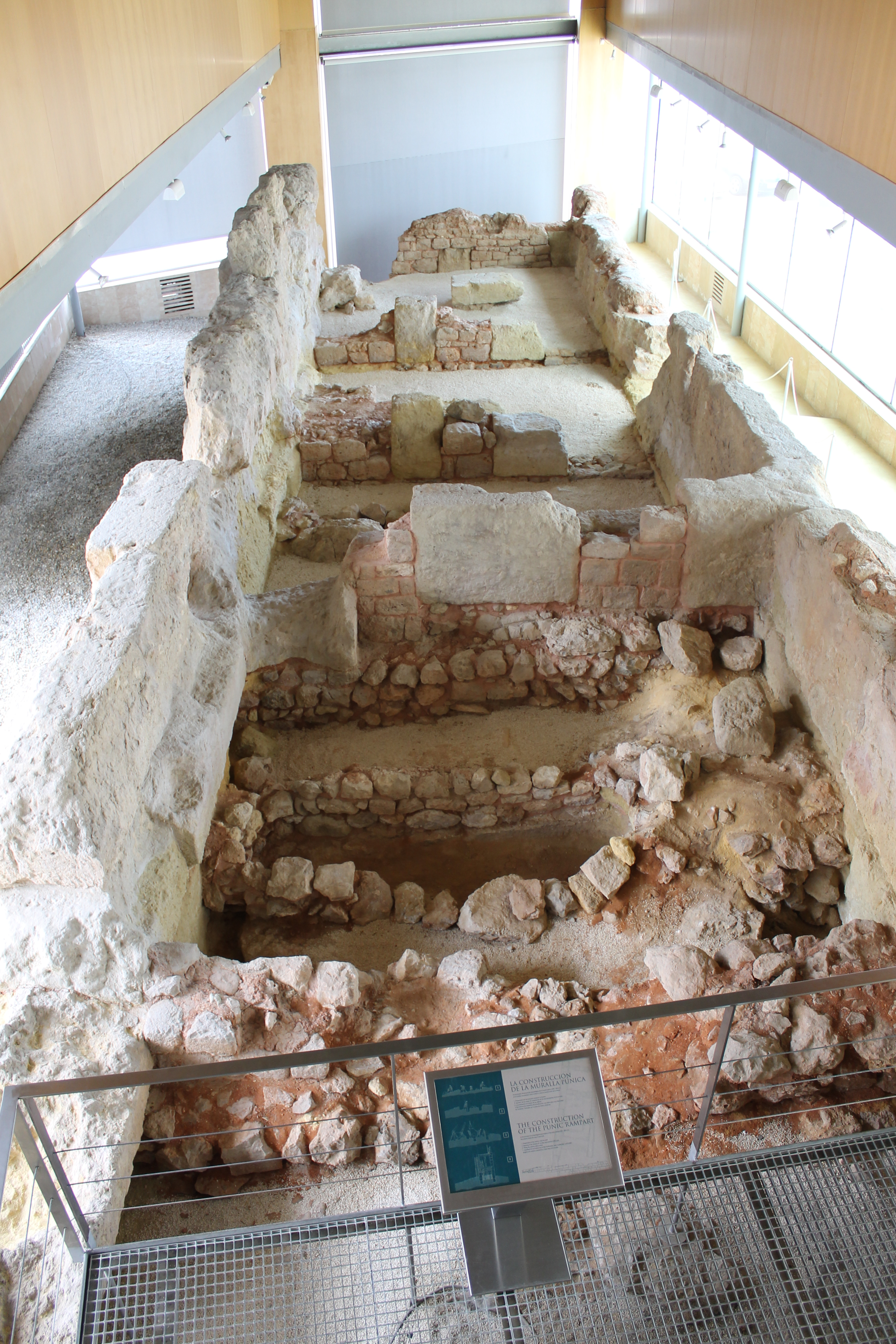
Resti del Muro punico di Cartagena (III sec a.C.)
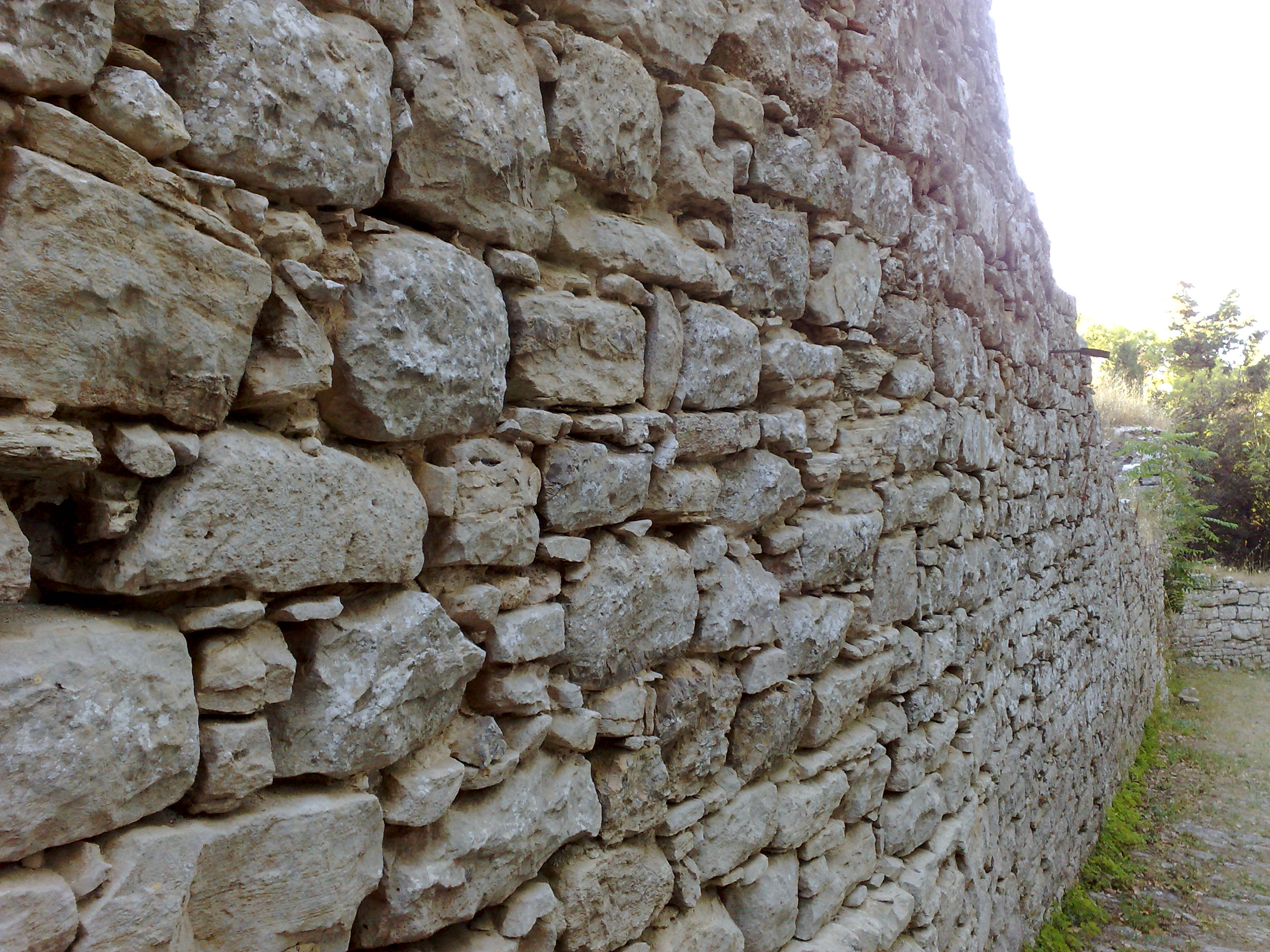
Mura della città di Erice in Sicilia con riutilizzo di una base precedente (IV-III sec a.C.)
Mappa Punica di Cartagine

### Spazi e strutture pubbliche: strade e porti

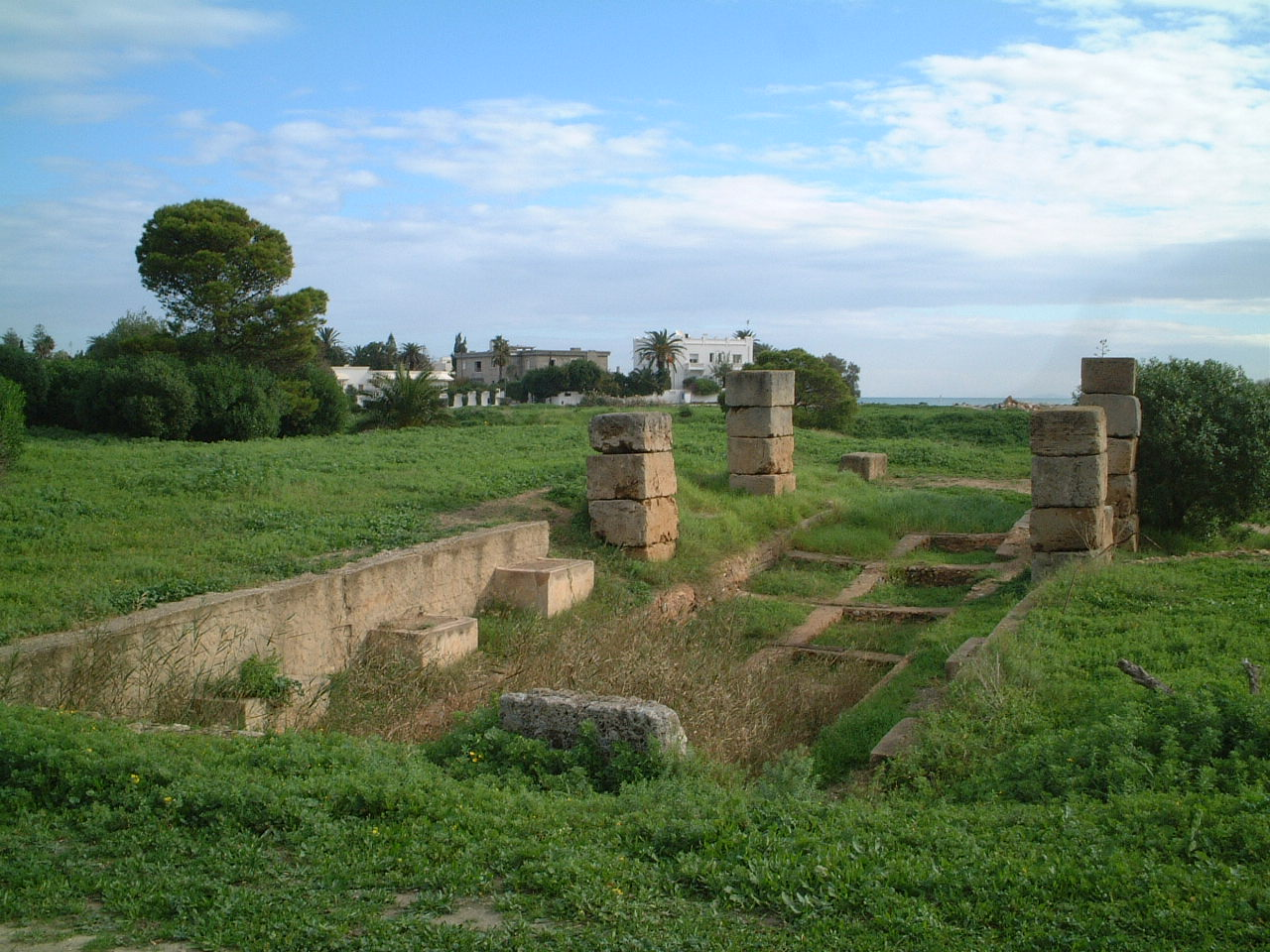
Bacino di carenaggio dell'isola dell'ammiragliato (dopo il IV secolo a.C.)

Lo spazio pubblico era organizzato attorno all'agorà: al centro della città, la piazza era delimitata dall'edificio del Senato e anche da edifici con funzioni religiose. L'agorà di Cartagine, anche se la sua posizione è quasi nota, non è stata oggetto di riconoscimento archeologico. La posizione dei siti utilizzati dai Punici ha richiesto l'istituzione di strutture, come porti e Kothon. Anche se le barche dovevano essere riparate solo in insenature o in siti naturali privilegiati, come lo stagnone di Mozia, all'inizio della loro storia, divenne rapidamente necessario creare strutture artificiali chiamati "cothon". Questo tipo di porto artificiale si trova a Rachgoun, Motyé o Sulki, anche a Mahdia, anche se si discute di quest'ultima attribuzione.

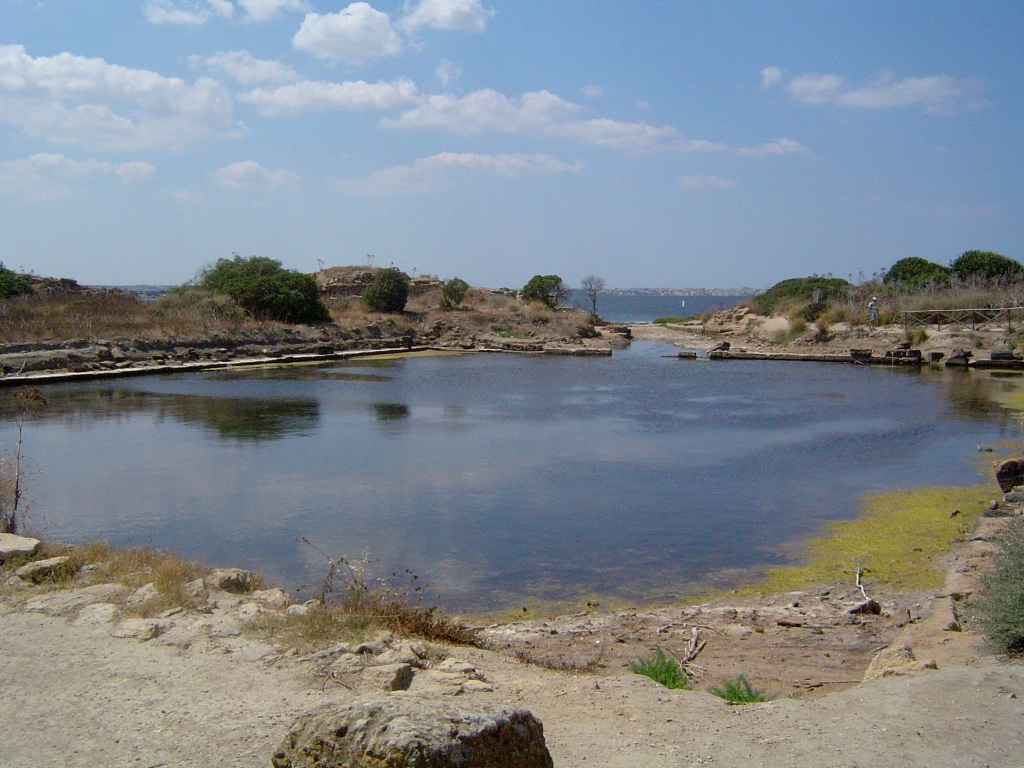
Cothon di Mozia (prima del 397 a.C.)

Nel caso di Cartagine, le installazioni - almeno nel loro stato finale perché la questione della posizione dei porti primitivi di Cartagine non è ancora risolta - sono molto elaborate e descritte da un famoso testo di Appiano. La fase finale della costruzione fu probabilmente nella prima metà del II secolo a.C., con un porto mercantile raddoppiato, un porto circolare con un isolotto (detto ammiragliato) che consente la sicurezza della flotta di guerra e una discrezione che limitava il rischio di spionaggio. Lo scavo di queste strutture durante la campagna internazionale di Cartagine ha confermato alcuni dati tratti dai testi, in particolare il numero di 220 navi che potevano essere riparate in loco ora sembra probabile, con poche decine di unità. Lo svernamento è stato assicurato da bacini di carenaggio installati sull'isolotto e attorno al porto militare alla fine del periodo di dominazione cartaginese. Alla periferia del porto commerciale c'era anche un'area per magazzini, o persino di botteghe artigiane.

### Architetture sacre

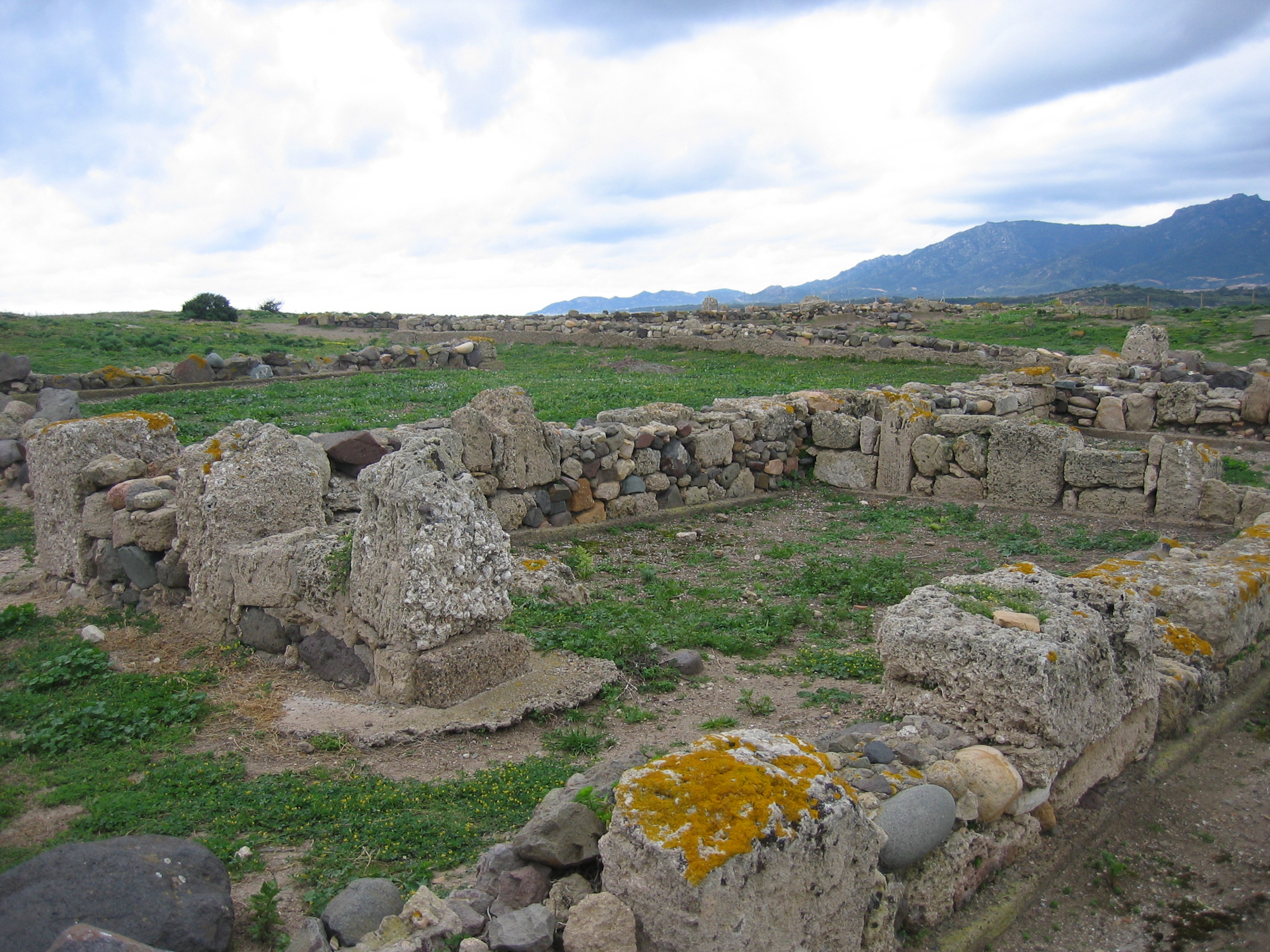
Tempio di Eshmun-Esculapio di Nora, II secolo a.C.

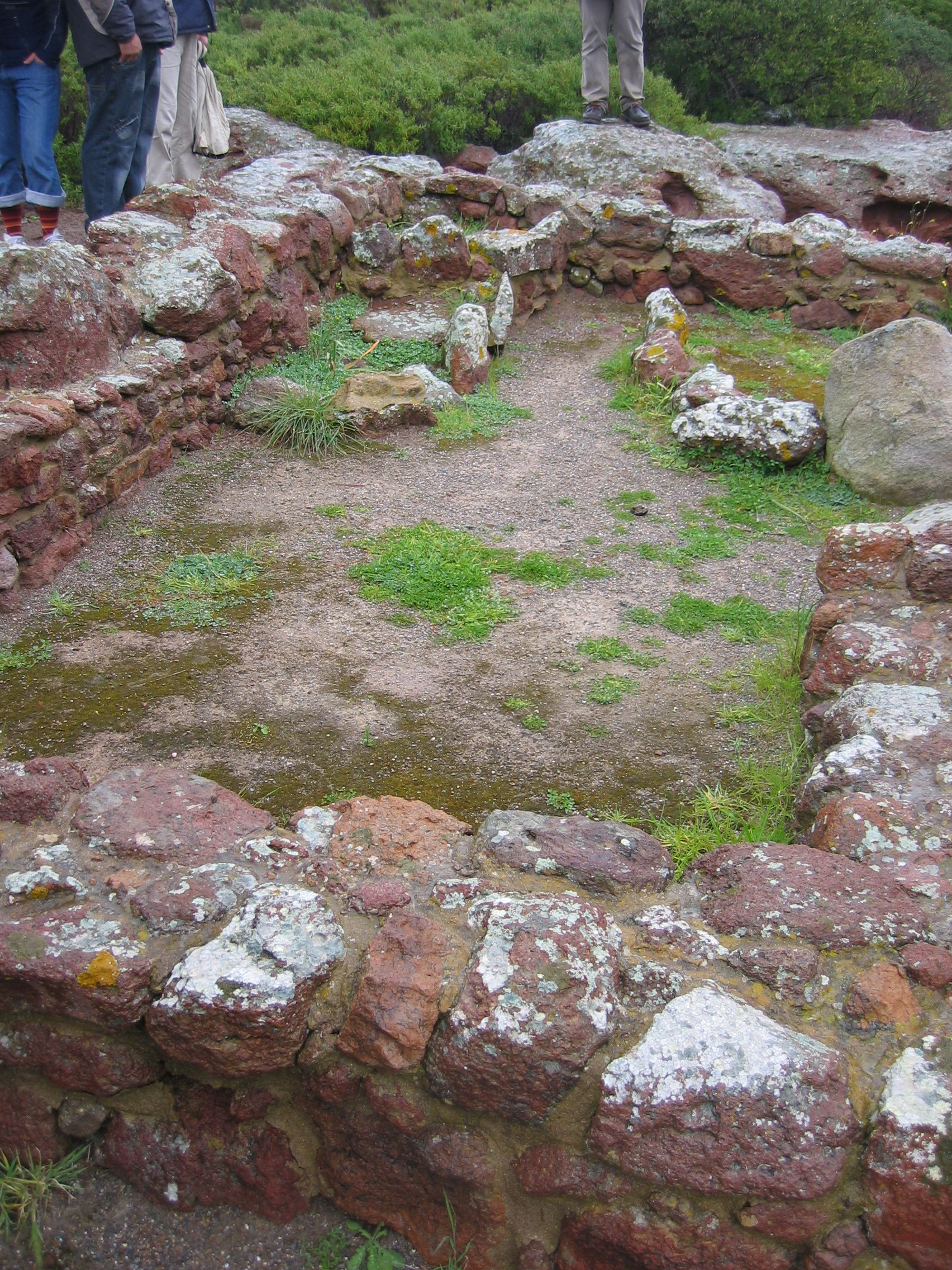
Tophet di Monte Sirai in Sardegna (IV - I secolo a.C.)

Il posto dello spazio sacro nella civiltà cartaginese è legato alla topografia urbana, anche se l'archeologia ha talvolta messo in evidenza l'assenza di regole nel posizionamento dei luoghi assegnati a questo uso. Sono stati trovati in entrambi i centri urbani e acropoli e nelle periferie, se non addirittura nelle aree rurali. La posizione dei luoghi di culto dipende dalla crescita delle città, che rimane sconosciuta per gran parte, la loro posizione nella città è stata in grado di evolversi.
Alcuni sono conosciuti da fonti letterarie, come il tempio di Eshmun, il più grande santuario di Cartagine, che si trovava secondo Appiano nella parte superiore dell'acropoli e che fu identificato con la collina di Saint-Louis, ribattezzata Byrsa. Tuttavia, la sommità totalmente livellata in epoca romana ha portato alla perdita di tutte le sue vestigia. Il tempio di Melqart a Gades è noto da molto tempo, fino ai tempi dei romani.
Famoso è anche il santuario di Astarte a Tas Silg, a Malta, che subentra a uno spazio culturale indigeno. Gli scavi di Cartagine hanno anche permesso di liberare spazi di culto più modesti, vicino all'attuale stazione TGM Salammbô a Cartagine, ma anche ai margini del villaggio di Sidi Bou Saïd. Sembrerebbe anche che la campagna internazionale dell'UNESCO abbia trovato il cosiddetto tempio di Apollo ai margini dello spazio utilizzato dall'agorà, a cui dovrebbero essere aggiunte molte delle stele scoperte nel quartiere nel diciannovesimo secolo e attribuite al tophet.
Il santuario rurale di Thinissut (l'attuale Bir Bouregba), sebbene risalente all'inizio dell'Impero romano, ha tutte le caratteristiche dei santuari orientali, tanto per la sua serie di cortili giustapposti quanto per i suoi mobili di statue in terracotta, la cui rappresentazione da Ba'al Hammon. Il tophet è una struttura che si trova in molti siti del Mediterraneo occidentale e che si trova lontano dalla città, o anche in un luogo non igienico, nel caso di Cartagine. L'area si presenta come uno spazio gradualmente occupato dalle deposizioni di urne e steli e che si copre con la terra per continuare a usarla. Lo studio della struttura ha condotto fin dall'inizio un dibattito molto virulento, che persiste ancora, gli scavi non sono riusciti a porre fine alle controversie di alcune fonti classiche. Secondo alcuni autori, questo sarebbe un santuario e un cimitero.

### Architettura privata

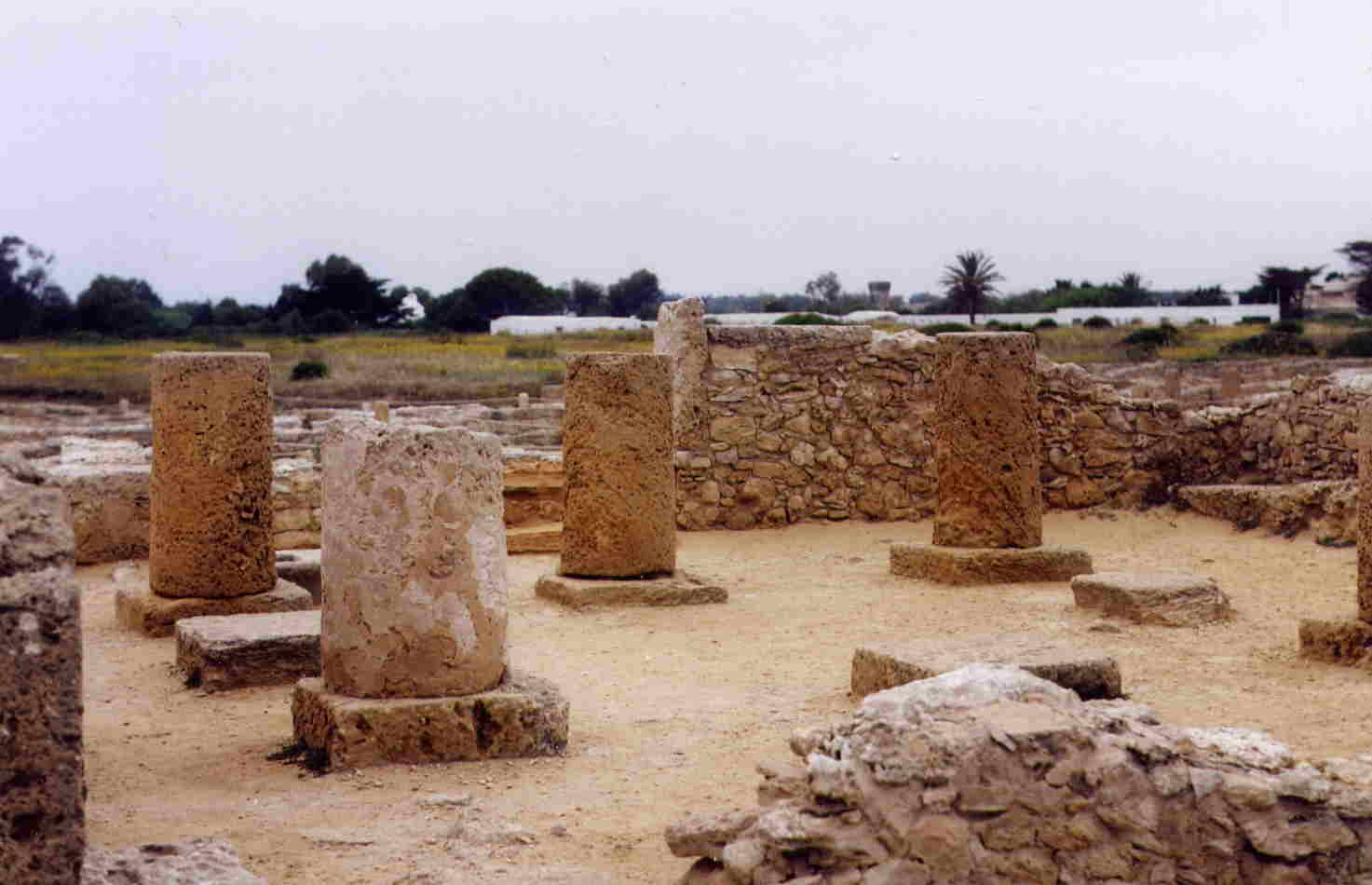
Casa nel peristilio de la rue de l'Apotropaion a Kerkouane, fine del IV - inizio del III secolo a.C.

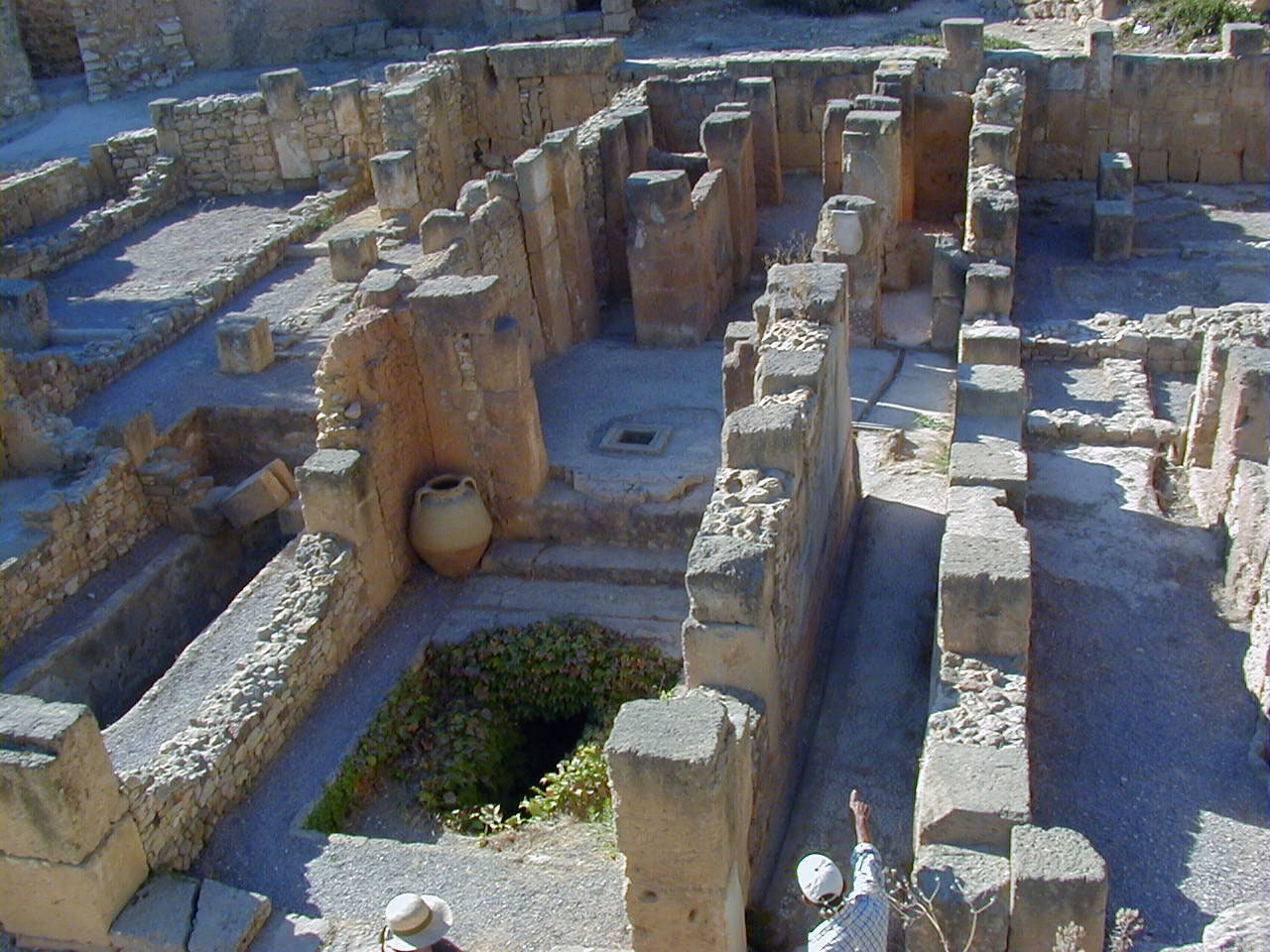
Casa punica di Byrsa risalente al II secolo a.C.

Gli scavi di Kerkouane e dei due distretti punici di Cartagine, quelli di Magone e Annibale, hanno messo in evidenza i quartieri organizzati secondo uno schema a griglia e con ampie strade.
L'organizzazione della casa punica è ormai ben nota. L'ingresso alle case del distretto di Byrsa, chiamato distretto di Annibale, è molto stretto, con un lungo corridoio che conduce a un cortile con un pozzo e attorno al quale è ordinato l'edificio. Nella parte anteriore c'era uno spazio dedicato, secondo certe interpretazioni, al commercio; una scala conduceva di sopra. Varie fonti, in particolare Appiano, sostengono che gli edifici avevano sei piani, le tracce archeologiche hanno confermato la presenza di più piani ma con una interrogativo sul loro numero.
Alcune case sembrano più sontuose di altre, in particolare una villa peristilio nel distretto di Magone. La stessa distinzione si osserva nelle costruzioni di Kerkouane con il bell'esempio della villa in rue de l'Apotropaion. L'organizzazione delle case fece dire a M'hamed Hassine Fantar che esisteva un modello orientale, con un'appropriazione di substrati libici. La questione dell'acqua nel mondo punico è responsabilità di tutti, le singole case sono dotate di cisterne che oggi aiutano gli archeologi nello studio della topografia urbana. Infine, sul sito di Kerkouane sono stati trovati molti bagni di pediluvio.

### Architettura funeraria
L'architettura funeraria è il primo elemento studiato dalla fine del XIX secolo, in particolare a Cartagine, le esumazioni hanno dato origine a vere cerimonie mondane. La posizione in un arco di queste necropoli ha permesso di circoscrivere la città punica ed esaminare le variazioni del suo perimetro.
Gli archeologi hanno notato una certa tipologia di tombe, di solito scolpite nella roccia e non costruite, sia come un tipo di tomba a fossa singola con una bara sul fondo o sul pavimento, sia includendo una scala che conduce a un pozzo. La modalità di sepoltura prevale in gran parte, tranne in determinati periodi, come mostrato dallo scavo della necropoli punica di Puig des Molins.
L'arredamento e la decorazione di queste sepolture sono stereotipate: ceramiche, talismani, gioielli, pietre, uso dell'ocra rossa (simbolo del sangue e quindi della vita), uova di struzzo dipinte (simbolo di rinascita) o persino miniature mobili in argilla. La bara è spesso intonacata. Un sarcofago di legno, in un eccezionale stato di conservazione, è stato scoperto a Kerkouane, ma questo esempio rimane unico fino ad oggi. Varie tombe sono state decorate con decorazioni dipinte, come le tombe di Jebel Mlezza a Capo Bon, che potrebbero simboleggiare la credenza punica nell'aldilà, l'anima del defunto che fa una sorta di viaggio: secondo François Decret, "Per questo popolo marinaro, la Città Celeste fu l'ultimo porto dove approdare".

Serie di tombe puniche
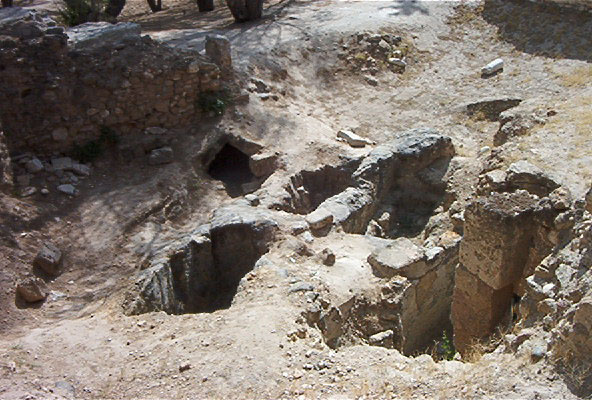
Tombe puniche nei pozzi delle Terme di Antonino a Cartagine
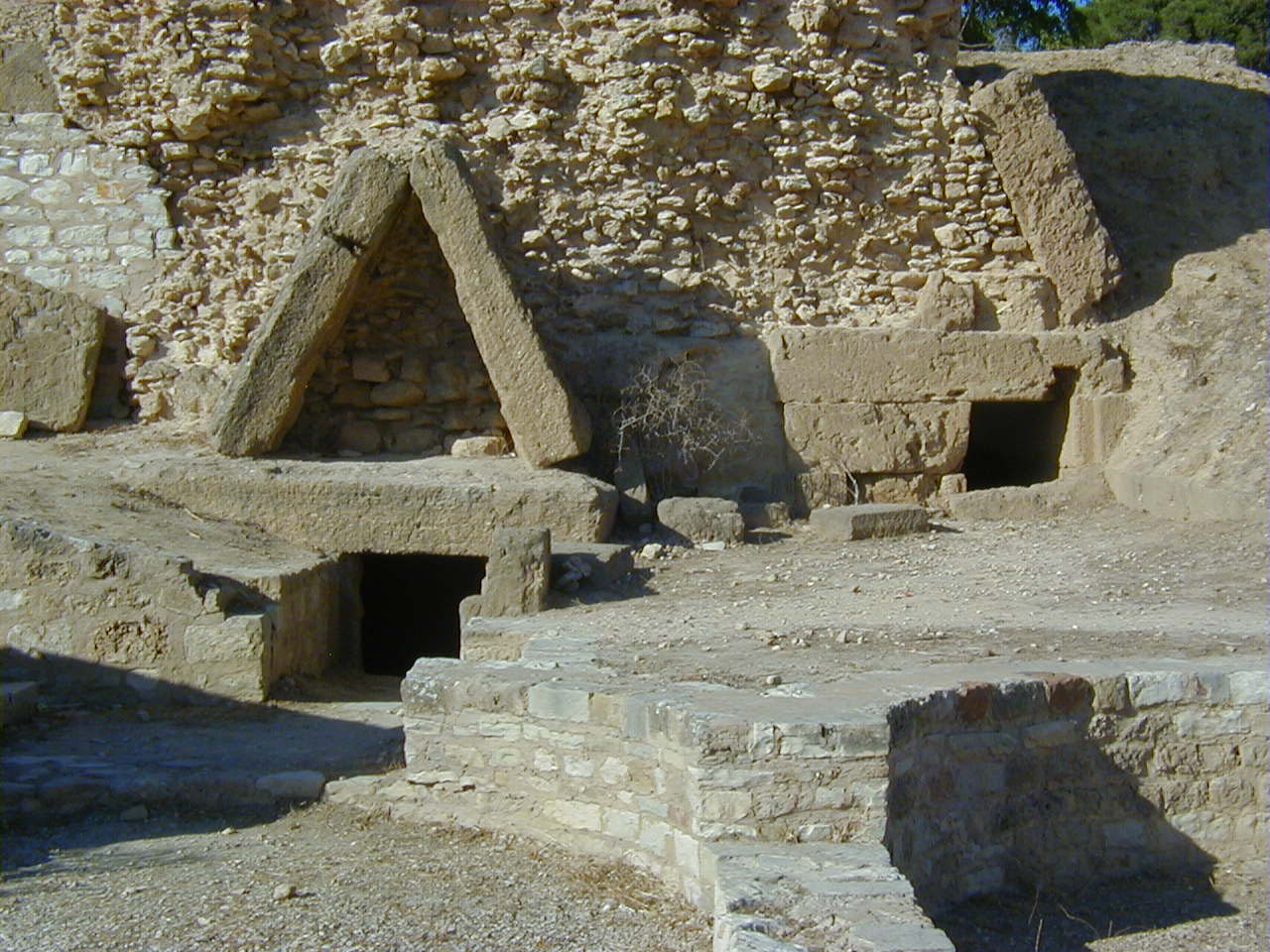
Tombe puniche di Byrsa
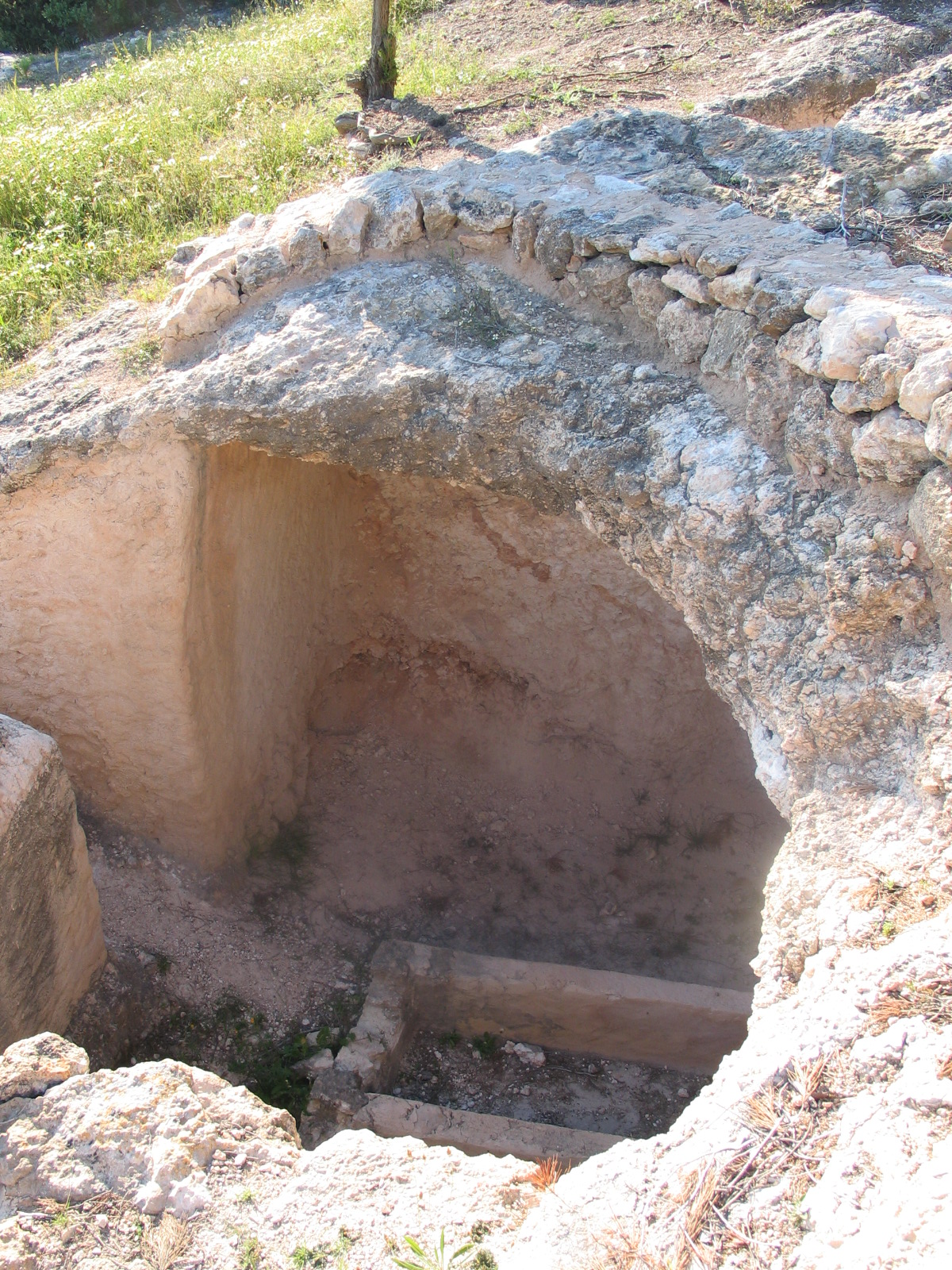
Tomba di Cala d'Hort (Ibiza)
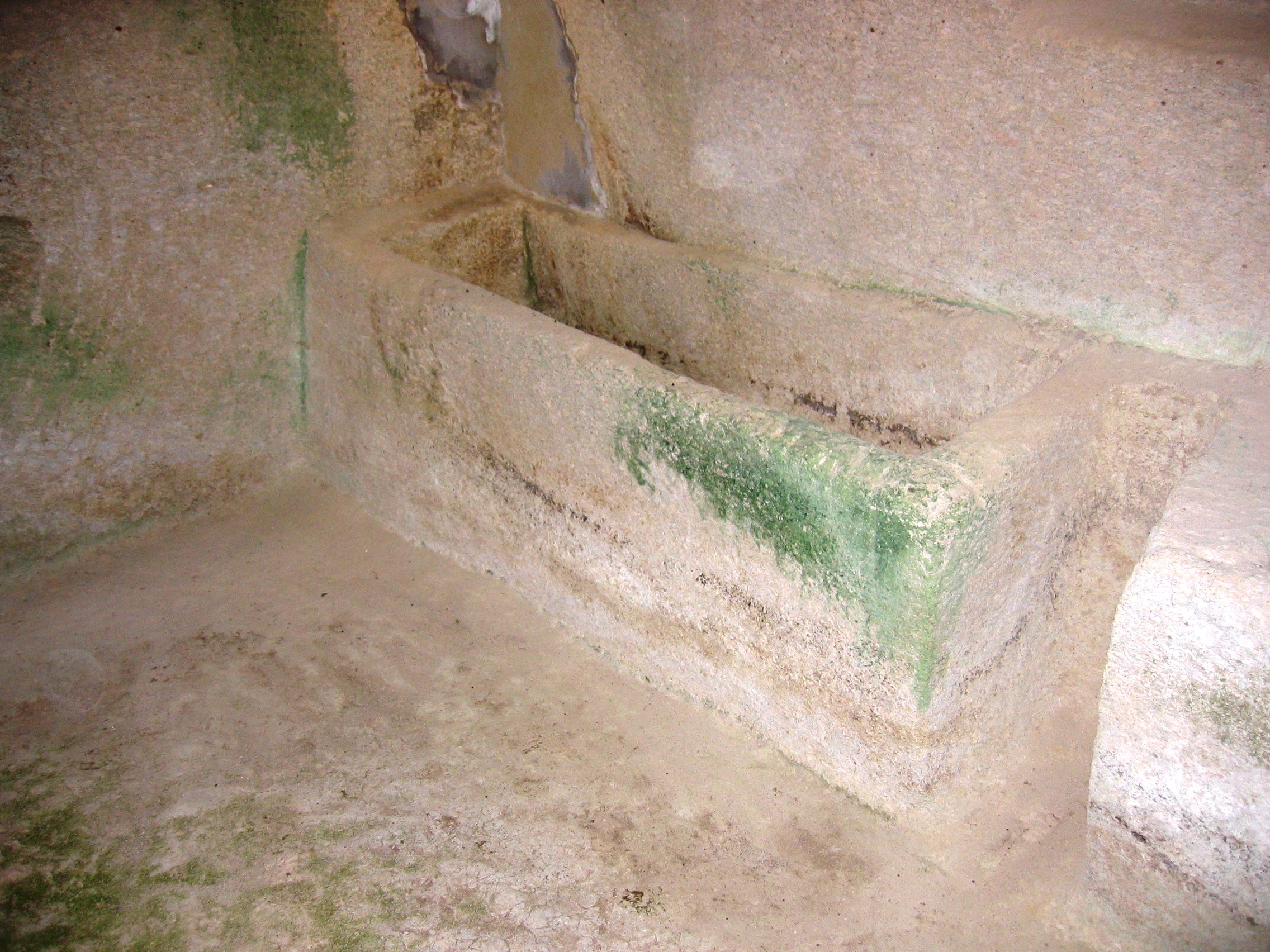
Tomba punica di Monte Sirai

### Architetture puniche e mosaici
Pochi resti dell'architettura punica sono sopravvissuti in elevazione a causa dell'applicazione del principio Delenda Carthago, ma molte caratteristiche possono essere trovate nella ricerca archeologica. Gli scavi di Cartagine, in particolare quelli del quartiere residenziale di "Magone" e "Kerkouane", hanno messo in luce i contributi architettonici dell'antico Egitto dei primi periodi e dell'antica Grecia per periodi più recenti.
L'uso della cornice a collo e dei modelli ridotti delle facciate dei templi sulle stele con disco solare e di urei testimoniano l'influenza egiziana. Sono stati rinvenuti anche frammenti di colonne modellate di arenaria di El Haouaria adornate con stucchi, nonché prove dell'uso dell'ordine ionico, in particolare nell'esempio dei naïskos di Thuburbo Majus e dell'ordine dorico negli scavi di Byrsa.
Gli scavi di Kerkouane, ma anche del fianco meridionale di Byrsa, hanno anche rivelato la presenza di mosaici noti come pavimenta punica, mentre le tessere sono state agglomerate con una sorta di malta rossa. Sono state scoperte anche rappresentazioni figurative col simbolo di Tanit, tra le altre nella città di Capo Bon. Questi oggetti risalgono al III secolo a.C. e mettono in dubbio l'origine greca del mosaico classico, a lungo considerato un fatto acquisito da storici e archeologi.

Elementi di architettura punica
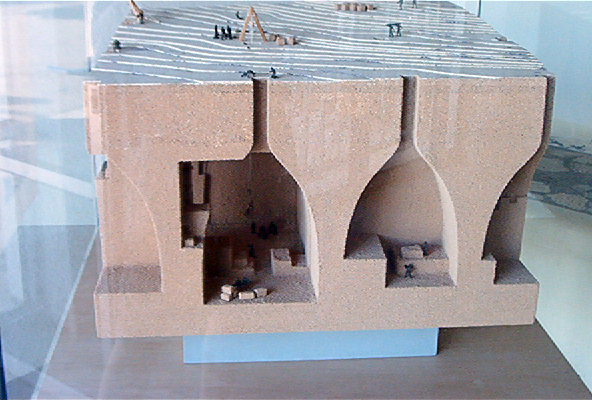
Restituzione di un pozzo di estrazione dell'arenaria di El Haouaria a Cap Bon, antiquarium nel quartiere Magone di Cartagine
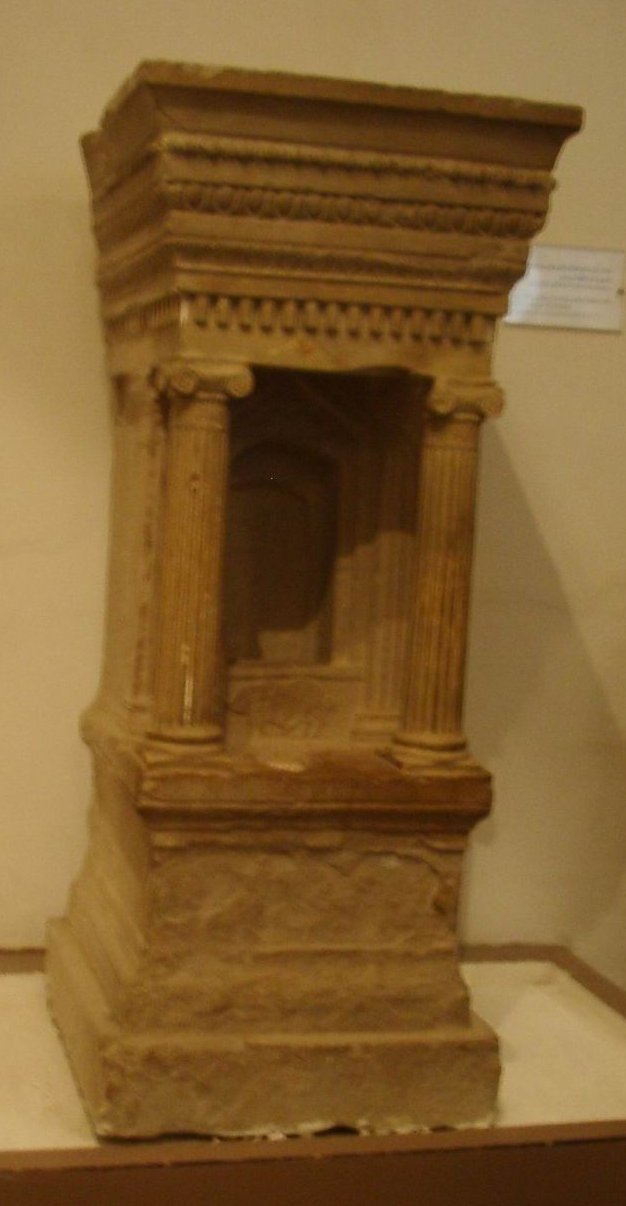
Naïskos di Thuburbo Majus al Museo Nazionale del Bardo (prima metà del II secolo a.C.)
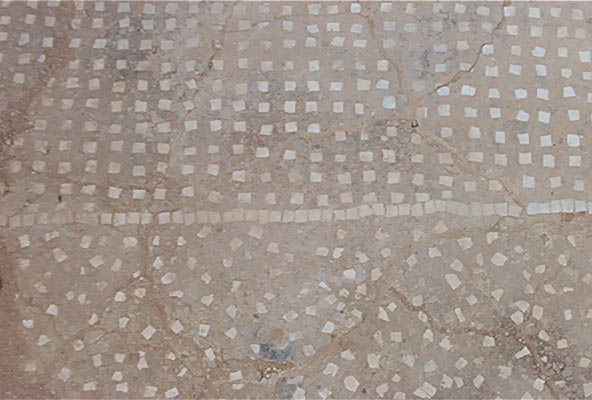
Pavimenta punica nel distretto di Annibale nel fianco meridionale di Byrsa (II secolo a.C.)
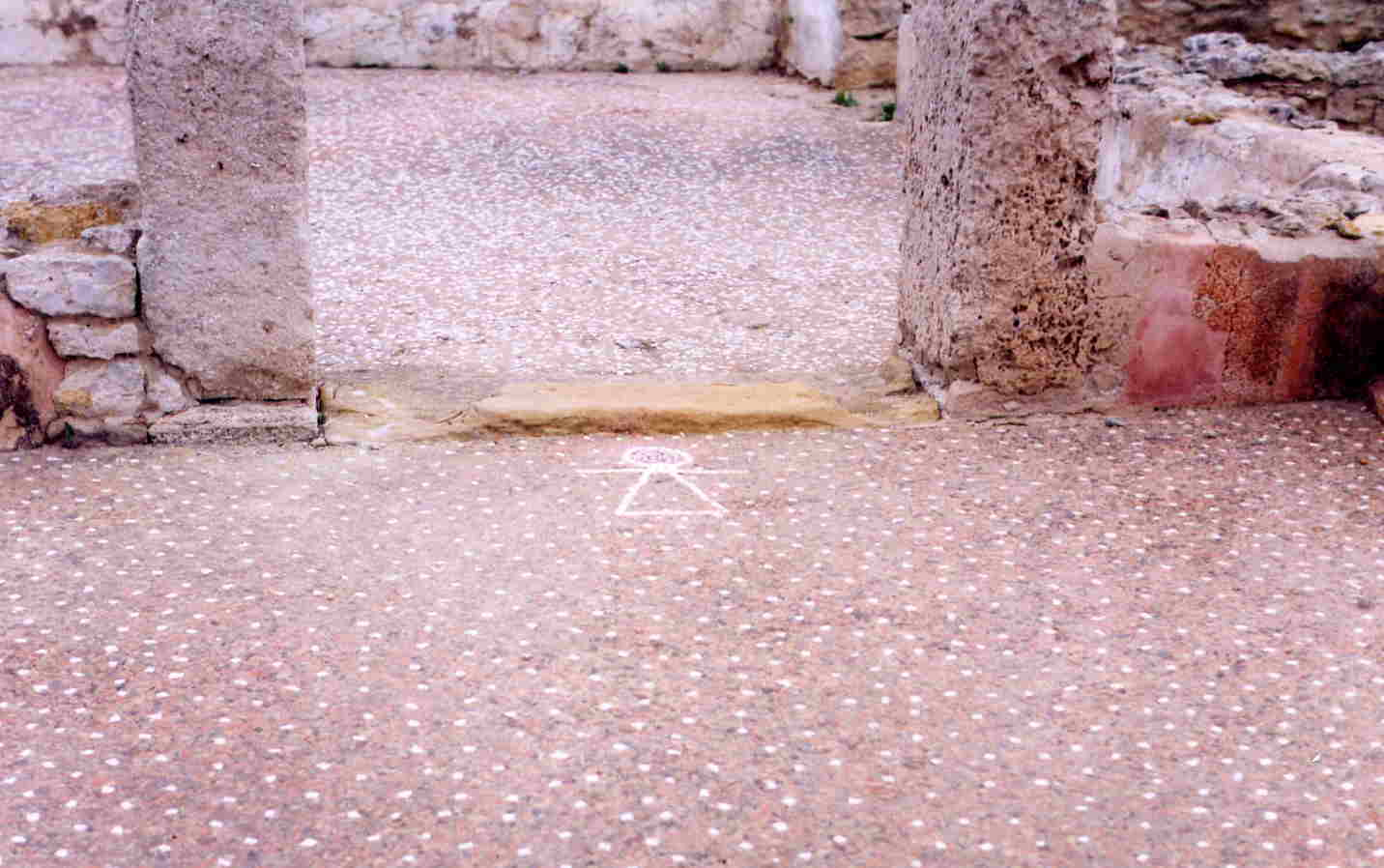
Casa di Kerkuane con un mosaico recante il cosiddetto simbolo di Tanit (fine del IV inizio del III secolo a.C.)

## Mezzi di potere: marina ed esercito
Serge Lancel nella sua sintesi associava i due termini, poiché è vano voler studiare la civiltà cartaginese senza comprendere questi due pilastri dell'espansione punica nel Mediterraneo occidentale.

### Marina
Cartagine ha beneficiato dei progressi fenici nella costruzione navale e nel commercio marittimo. La Marina Punica aveva proteggeva e manteneva le rotte commerciali segrete, soprattutto attraverso il controllo dello Stretto di Gibilterra.

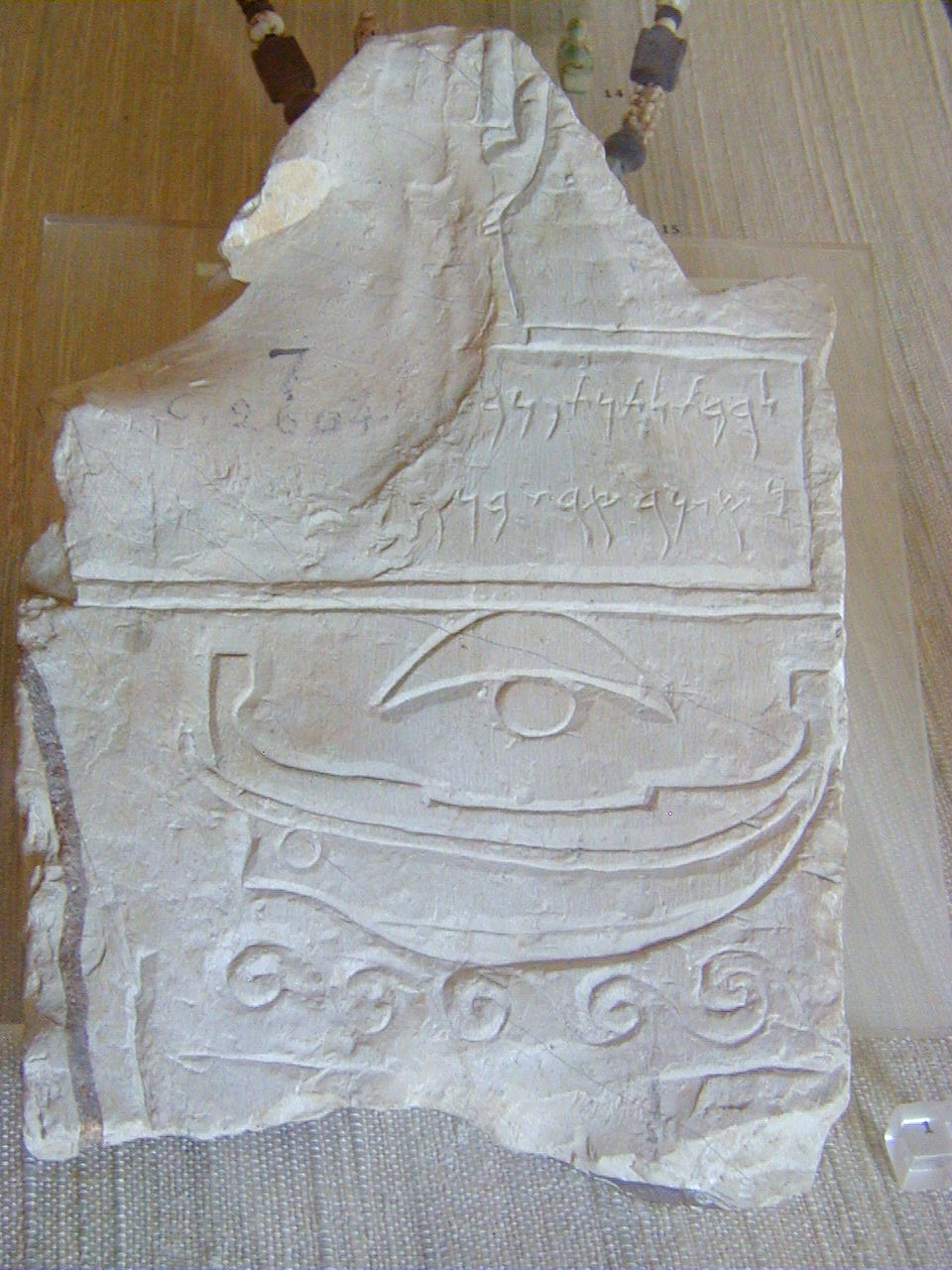
Rappresentazione di una nave punica su una stele del tophet di Cartagine esposta al Museo Nazionale di Cartagine, III secolo a.C.

Al servizio del commercio, la marina ha respinto i concorrenti greci, e più in particolare i Fenici. Cartagine ha dominato i mari per molto tempo; possedeva la più avanzata tecnologia marittima e la conoscenza dei mari. Copiata dai romani per raggiungere quest'area, la sua potenza navale si è notevolmente ridotta dalla prima guerra punica.

#### Tipi di navi

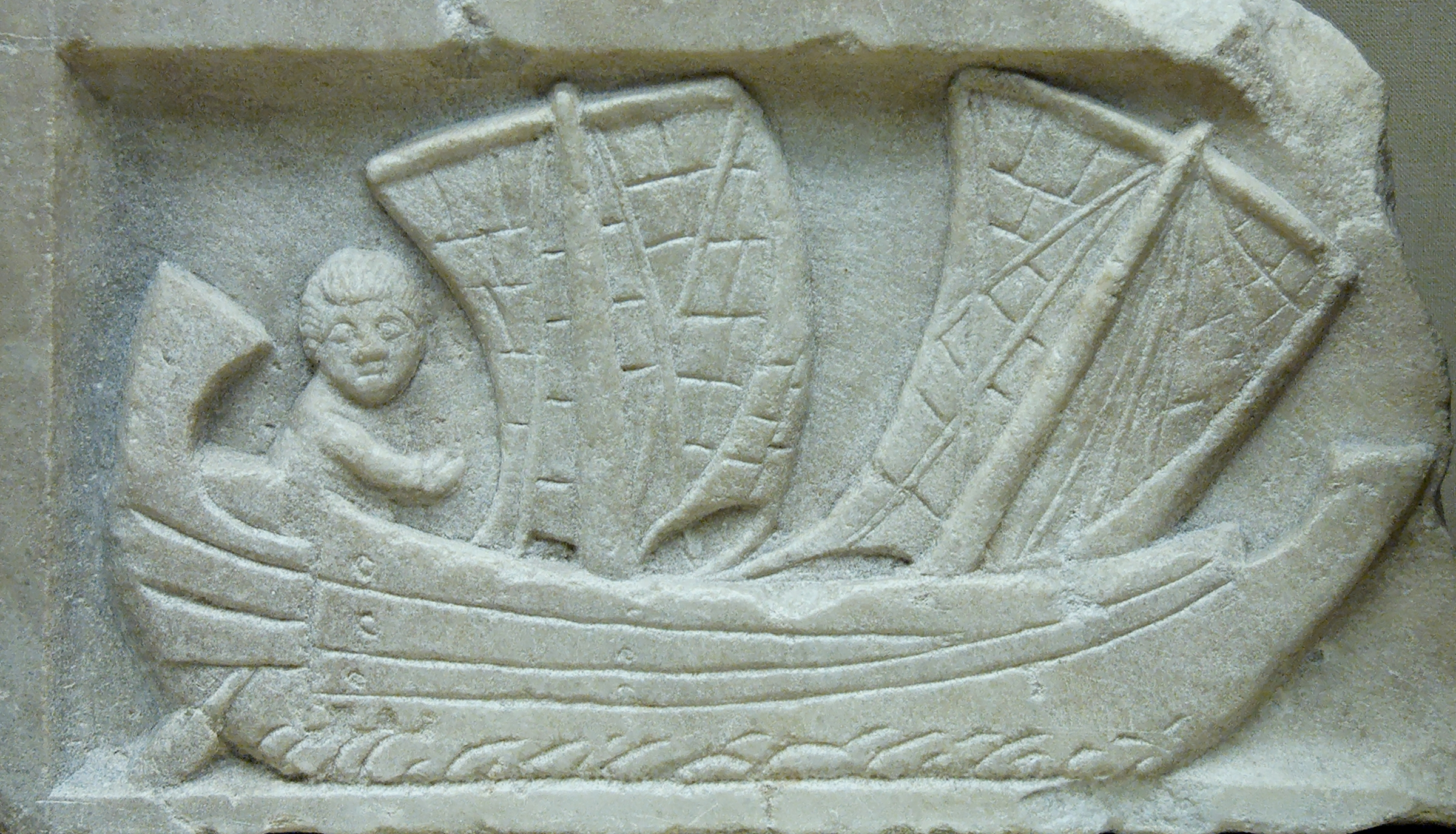
Rappresentazione di una nave su un rilievo di marmo romano del II secolo, trovata in Tunisia ed esposta al British Museum

Le due marine di Cartagine (mercantile e di guerra) avevano lo stesso scopo, vale a dire la preservazione del commercio.
Il potere navale di Cartagine è probabilmente spiegato dalla sua padronanza delle tecniche di navigazione. Si basa su due tipi di navi: le triremi, una galea con remi sovrapposti a tre file e le quinquiremi, galee con quattro o cinque rematori. Le navi erano dotate di prue a testa di cavallo, come suggerito da alcune rappresentazioni iconografiche. Eccellenti costruttori navali, i Punici costruirono attraverso la loro flotta un impero marittimo che alcuni potevano paragonare a quello di Atene. La scoperta dei relitti di Marsala, navi da guerra scavate da Honor Frost al largo della Sicilia, ha chiarito le attuali conoscenze sulla costruzione navale punica del III secolo a.C.; le navi dell'epoca furono costruite usando una tecnica molto elaborata, identificata con l'implementazione di elementi "prefabbricati".
Questa tecnica conferma ciò che dicono i testi, specialmente quelli di Appiano. La nave, descritta come una nave, aveva uno sperone progettato per colpire le navi nemiche.

#### Viaggi

Aree esplorate durante il viaggio di Annone

I viaggi marittimi testimoniano l'audacia dei marinai punici e il loro controllo dei mari. È possibile che abbiano scoperto nuove terre: il viaggio di Annone conduce i Punici di Gadès lungo le coste del continente africano fino al Golfo di Guinea con una flotta di navi cartaginesi. Quello di Imilcone li avrebbe portati alle Isole Cassiteridi in Gran Bretagna, sulla strada per lo stagno.
I marinai di Necao sarebbero riusciti a effettuare la prima circumnavigazione del continente africano.

### Esercito

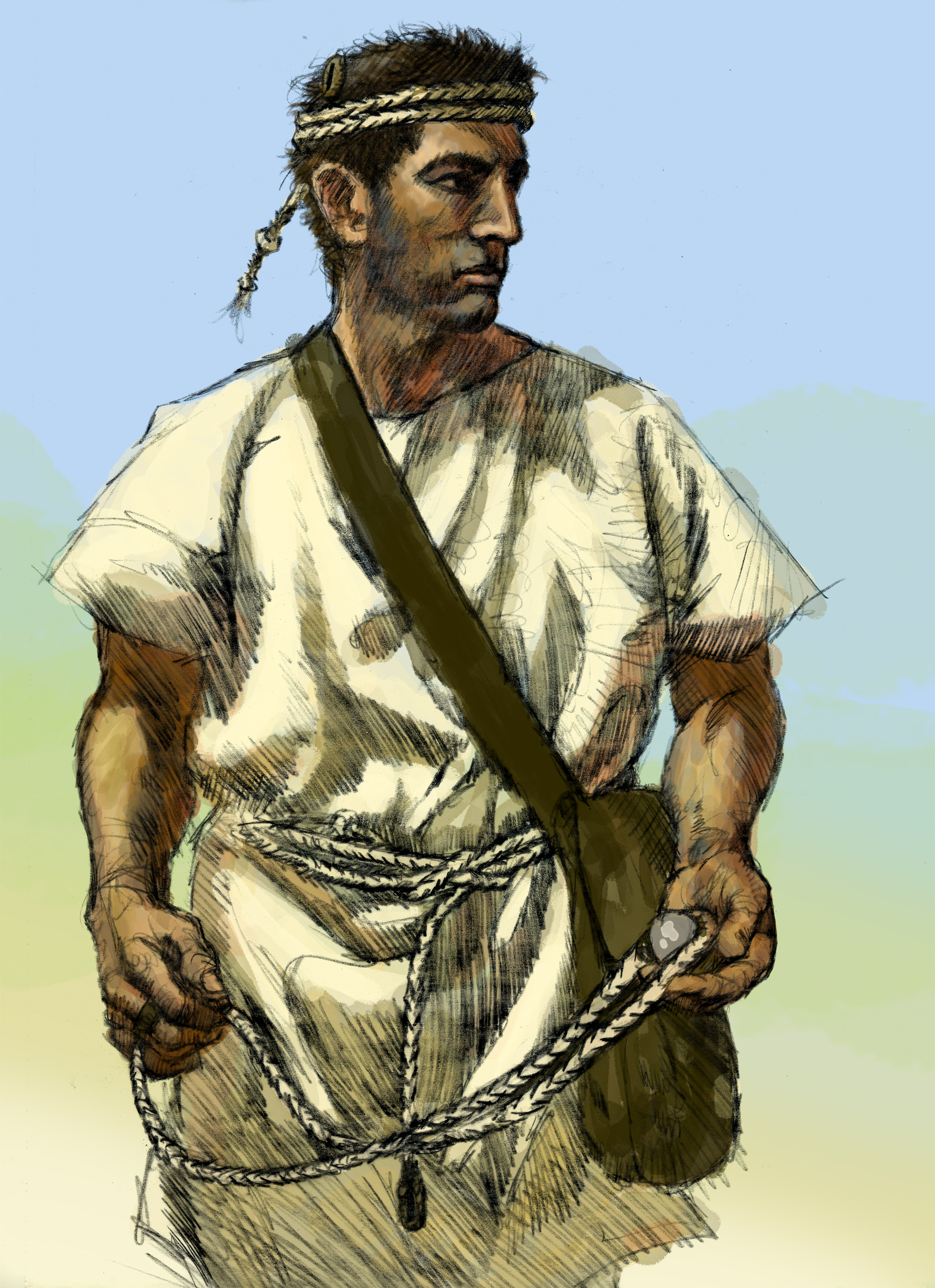
Ricostruzione di un fromboliere delle Baleari di Johnny Shumate

#### Reclutamento e comando
La questione del reclutamento dell'esercito cartaginese, dei mercenari e dei cittadini è stata sottolineata dalla storiografia fin dall'antichità: la sconfitta di Cartagine sarebbe stata collegata al reclutamento di soldati professionisti e alla mancanza di impegno dei cittadini, a differenza del modello greco e romano.
Questo argomento omette il coraggio dei soldati durante gli ultimi combattimenti, in cui la popolazione si impegna, e non tiene conto dell'organizzazione della marina militare, che è stata fatta attorno ai cittadini. L'esercito punico era composto da soldati di varie origini: mercenari, cittadini volontariamente impegnati ma anche soggetti dei suoi territori o di quelli dei suoi alleati. Questo esercito presentava un forte carattere cosmopolita; ciascuna parte ha contribuito con unità nell'ambito dello sforzo congiunto. Una tale struttura non era in pericolo quando lo Stato non era più in grado di pagare, come dimostrato dalla guerra mercenaria dopo la prima guerra punica.
Il comando cartaginese era nelle mani di soldati di famiglie numerose e nominati dall'assemblea popolare. La gerarchia militare, tuttavia, rimane poco conosciuta, anche se sembra chiaro che il titolo di generale corrisponda a quello di rab. La città mostrò poca indulgenza nei confronti degli ufficiali sconfitti, i testi elencavano molti esempi di generali crocifissi o giustiziati.

#### Unità

##### Armamenti e unità di terra
Gli eserciti di Cartagine differivano poco dagli altri eserciti dell'epoca. I cambiamenti nelle strutture e nelle manovre sono dovuti ad Annibale Barca, ansioso di cambiare un esercito basato sulle falangi provenienti dalla tradizione greca, almeno per il periodo più noto della sua storia, dalle guerre siciliane e puniche.
Le unità erano diverse, organizzate in battaglioni secondo la loro origine etnica e talvolta armate secondo le loro tradizioni. La fanteria leggera comprendeva, oltre ai cittadini armati di lance e spade, delle unità specializzate: i frombolieri delle Isole Baleari, gli arcieri o i lancieri libici armati di giavellotti, pugnali e scudi di cuoio, e anche gruppi di fanti. Gli iberici equipaggiati con scudi e una spada corta chiamata falcata. Il sacro battaglione descritto da Diodoro Siculo e Plutarco possedeva un armamento specifico. La fanteria pesante era organizzata in falangi secondo il modello macedone, ma non è noto se le sarisse, caratteristiche di questa formazione, fossero usate nell'esercito cartaginese.
Le altre unità di terra consistevano principalmente di cavalieri, numidi solo all'inizio e poi di altre origini, tra cui Iberici e Galli. Questo elemento altamente mobile ha fatto la differenza sui campi di battaglia della Seconda Guerra Punica. L'attrezzatura includeva anche carri armati di guerra, senza dubbio provenienti da una lunga tradizione libica legata ai contatti di questo popolo con gli eserciti egiziani, e in particolare con gli elefanti da guerra. Quest'ultima unità, evidenziata dai contemporanei delle guerre puniche, è infatti limitata nel numero e nell'uso tardivo, probabilmente dopo le guerre di Pirro in Italia. Tale uso era per scopi più psicologici che militari. Questi elefanti appartenevano probabilmente a una razza locale di elefante africano della foresta, più piccola dell'elefante asiatico. Nel caso dei conduttori di elefanti, a volte viene segnalata un'origine indiana.

Soldati dell'esercito cartaginese
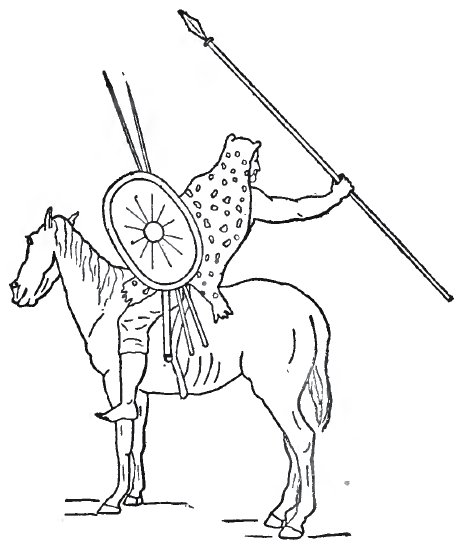
Cavaliere numide visto da Theodore Ayrault Dodge (1891)
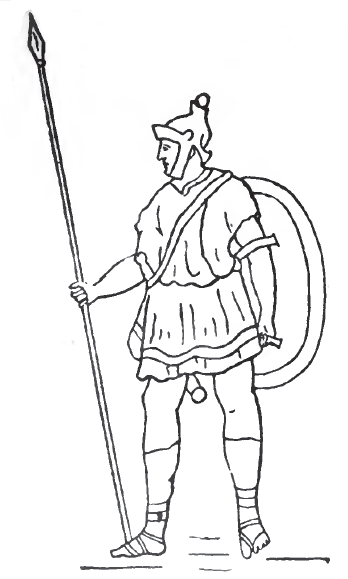
Soldato iberico visto da Theodore Ayrault Dodge (1891)
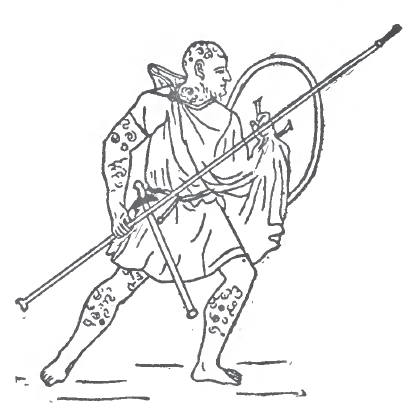
Lanciere libico visto da Theodore Ayrault Dodge (1891)
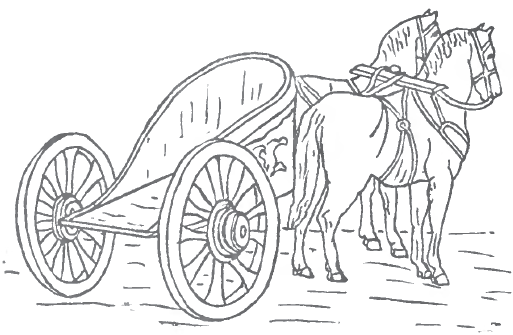
Carro punico visto da Theodore Ayrault Dodge (1891)

##### Unità marine
Le unità marine si sono evolute nel corso della storia: il trireme, apparso nel VI secolo a.C., imbarcava 200 uomini oltre ai rematori. Il quadrireme è inventato nel periodo ellenistico. Per quanto riguarda il quinquereme, che trasportava al massimo 300 uomini, venne progettato durante le guerre puniche. La logistica era fornita da altre navi, chiamate galee.

#### Tecniche e manovre
Tra i contributi macedoni all'arte della guerra cartaginese, gli storici notano l'organizzazione in falange, nonché la disposizione dell'esercito nei campi. Tuttavia, i cambiamenti sono dovuti ad Annibale Barca: l'importanza strategica della cavalleria, le nuove avvolgenti manovre dell'avversario (Battaglia di Canne), persino una strategia di imboscata per superare uno svantaggio numerico come nella Battaglia del Lago Trasimeno. Gli elefanti da guerra, poco usati in modo tardivo ma notati dagli avversari, giocavano soprattutto un ruolo di intimidazione e disorganizzazione delle linee nemiche.
Per quanto riguarda la guerra sul mare, l'usanza del tempo era di speronare le navi. Per contrastare l'avanzata cartaginese, i romani svilupparono il "corvo" per facilitare l'imbarco e riguadagnare il vantaggio. Sono stati in grado di distruggere Cartagine durante la battaglia di Milazzo.
I cartaginesi erano anche maestri nella poliorcetica, usando torri d'assedio, baliste e catapulte.

Battaglie che coinvolgono l'esercito cartaginese
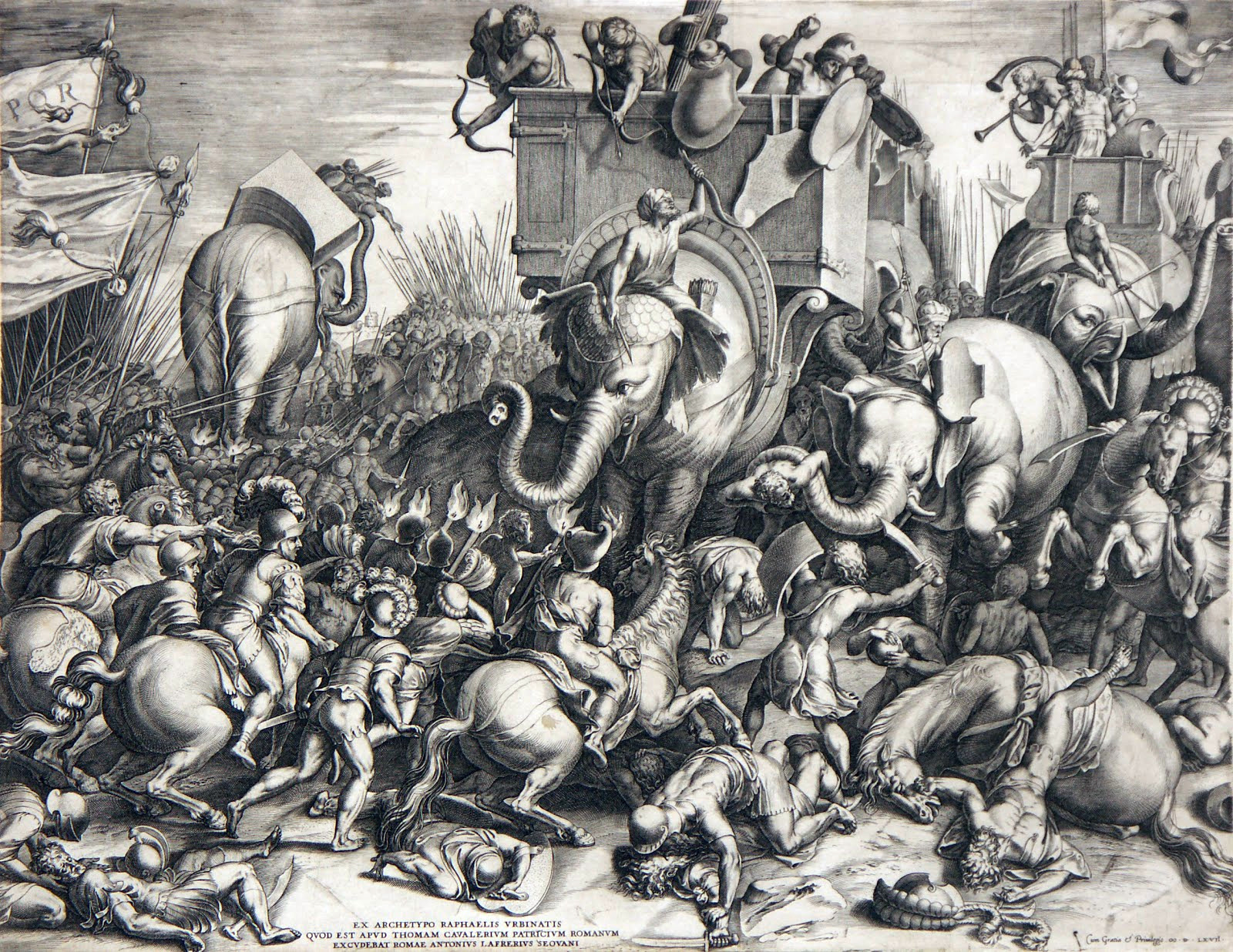
Rappresentazione della battaglia di Zama di Cornelis Cort nel 1567, incisione, dopo Raffaello
Battaglia di Canne
Battaglia del Lago Trasimeno
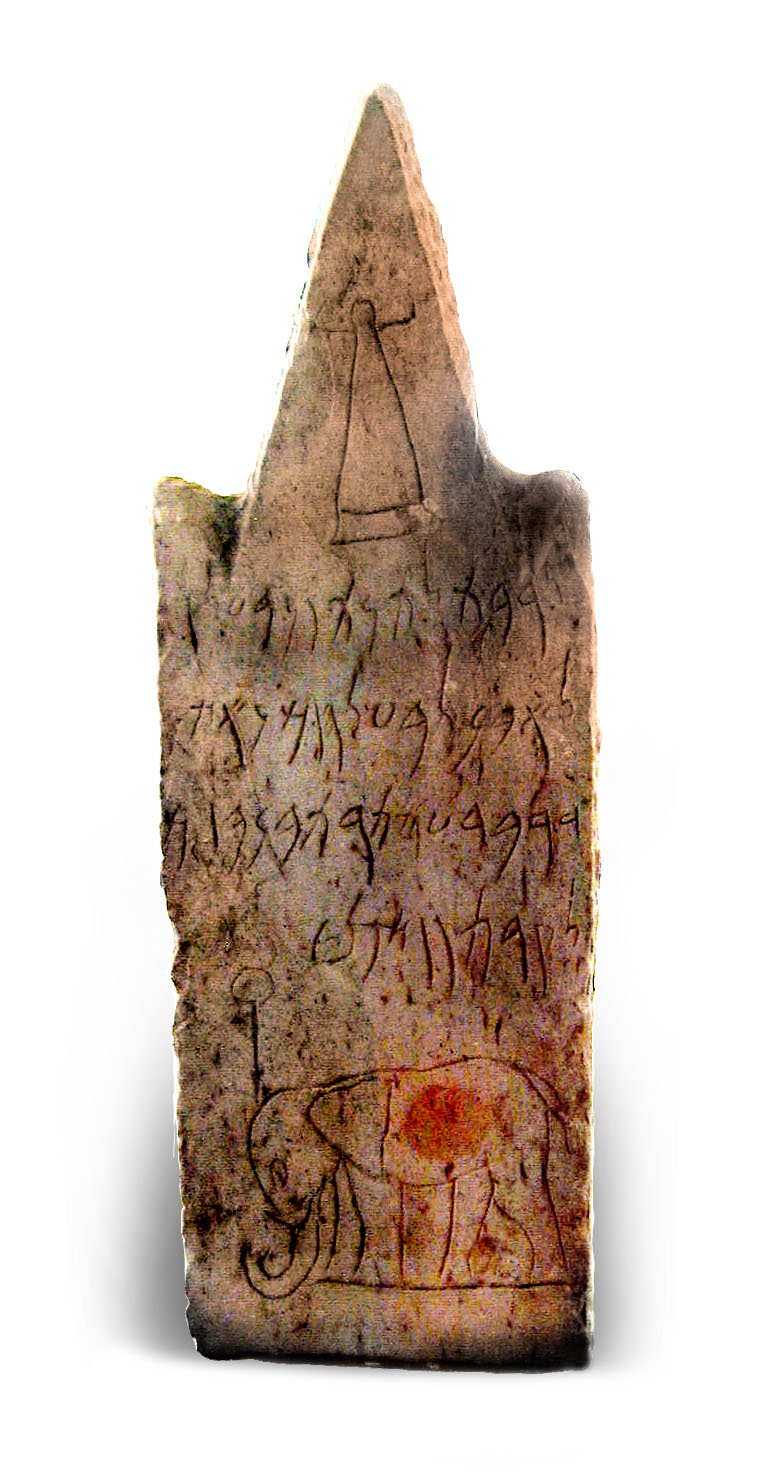
Rappresentazione di un elefante su una stele calcarea del Museo di Cartagine (III - II sec. A.C.)

## Politica e società

### Istituzioni
L'organizzazione politica di Cartagine è stata elogiata da molti scrittori antichi che hanno presentato la sua "reputazione d'eccellenza". Sebbene siano noti pochi dettagli sul governo della grande città, esiste comunque un prezioso testo di Aristotele che lo raffigura come un modello di costituzione "mista", equilibrato e che presenta le migliori caratteristiche dei vari tipi di regimi politici; questo documento ha alimentato un vivace dibattito, alcuni storici, tra cui Stéphane Gsell, lo considerano una descrizione tardiva. I ricercatori privilegiano un'evoluzione delle istituzioni nel corso della storia.
Nonostante la mancanza di informazioni disponibili su Cartagine, i dati sono molto più importanti rispetto ad altre città puniche.

#### Il problema della regalità a Cartagine
Anche se Didone proveniva da una famiglia reale, non c'è nulla nella leggenda che la citi come una regina. Gli autori greci o latini menzionano la presenza di basileis o regi. La teoria della regalità di Cartagine, ferocemente difesa e sviluppata da Gilbert Charles-Picard sulla scia di Karl Julius Beloch, è ora confutata dalla maggior parte degli storici. Parte della storiografia ha anche assunto ambizioni monarchiche sul modello ellenistico dei Barcidi in Spagna, un'ipotesi respinta anche da Maurice Sznycer.
Il mondo fenicio-punico non ignorò la monarchia, tuttavia: i re fenici menzionati a Tiro non possedevano un potere assoluto.

#### Suffeti
Più in linea con le tradizioni orientali e di Tiro, il governo doveva essere paragonabile a quello di Roma, con un senato e due suffeti (letteralmente i "giudici") eletti ogni anno ma chiamati "re" dai romani e dai greci a causa della loro incapacità di trovare nella loro cultura un termine appropriato per comunicare la realtà punica.
Si ritiene che questi abbiano esercitato sia il potere giudiziario che quello esecutivo ma non il potere militare, riservato ai leader eletti separatamente ogni anno dall'assemblea del popolo e reclutati dalle grandi famiglie della città. Il caso di Annibale Barca può essere enfatizzato, essendo eletto dopo la sconfitta di Zama, nel 196 a.C. secondo Tito Livio. Il potere dei suffeti era probabilmente un potere civile di amministrazione degli affari pubblici.

#### Elementi democratici
Un'assemblea del popolo è citata nel testo di Aristotele e, secondo Polibio, essi avevano preso il potere durante il III e il II secolo a.C. Questo potere era senza dubbio grande; lo stesso autore parla di diffusa corruzione nell'ottenere magistrature e comandi militari. Alcuni casi sono stati portati davanti a questa assemblea in caso di disaccordo tra le istituzioni oligarchiche, anche se queste affermazioni non sono supportate da alcuna prova archeologica.
Si suppone che solo gli uomini liberi fossero stati ammessi, e alcune fonti, tra cui Diodoro Siculo, menzionano un incontro sull'agorà della città.
Queste incognite non consentono quindi di determinare quale fosse il grado di democrazia nell'antica Cartagine. Tuttavia, sembra certo che le principali famiglie di mercanti esercitassero la maggior parte del potere.

### Organizzazione sociale
La società cartaginese era molto stratificata: un'aristocrazia di origine tirrenica doveva detenere gran parte del potere economico, politico e religioso; il resto della popolazione era diviso tra una proporzione sconosciuta di artigiani e commercianti e un proletariato eteroclito composto da schiavi ma anche da popolazioni autoctone, persino puniche. Il posto delle donne è ancora aperto al dibattito.

#### Stratificazione della società

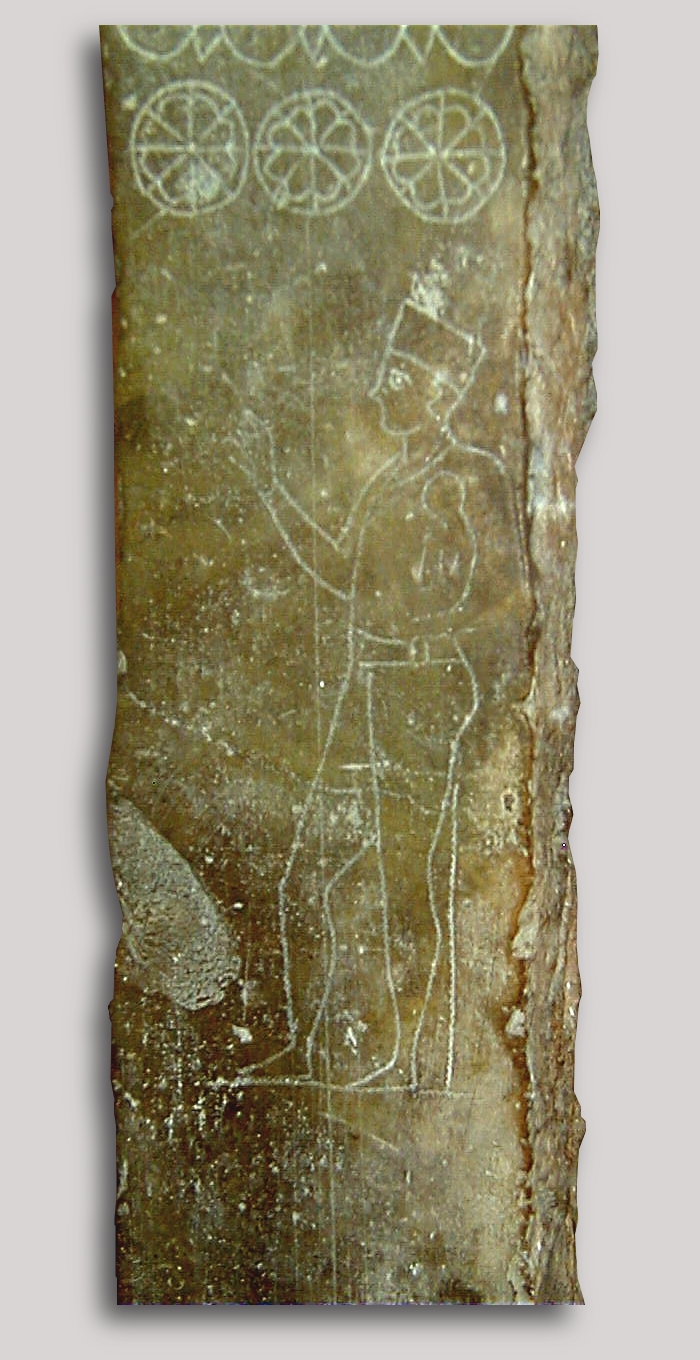
Stele del sacerdote al bambino trovata nella parte superiore di Cartagine e depositata al Museo Nazionale del Bardo (III secolo a.C.)

L'aristocrazia cartaginese era caratterizzata dalla sua origine tirrenica, dalla sua ricchezza legata alle funzioni degli armatori e dei proprietari terrieri, dal suo ruolo nella magistratura e da un particolare stile di vita in alloggi di lusso (a Capo Bon o nel distretto di Megara). All'interno di questa aristocrazia dovevano essere reclutati sacerdoti, che formavano una classe molto organizzata ma senza alcun ruolo politico. Il sacerdozio poteva anche essere esercitato dalle donne. Il loro vestito è noto grazie alla Stele del sacerdote al bambino; il personaggio identificato come celebrante indossa un abito di lino e un copricapo speciale che incorona una testa rasata. Le classi popolari sono sconosciute ma si presume che fossero uomini liberi e schiavi che potevano essere attaccati a una persona o allo stato. Inoltre, le città cartaginesi contenevano un numero di stranieri provenienti da tutto il bacino del Mediterraneo.

#### Donne

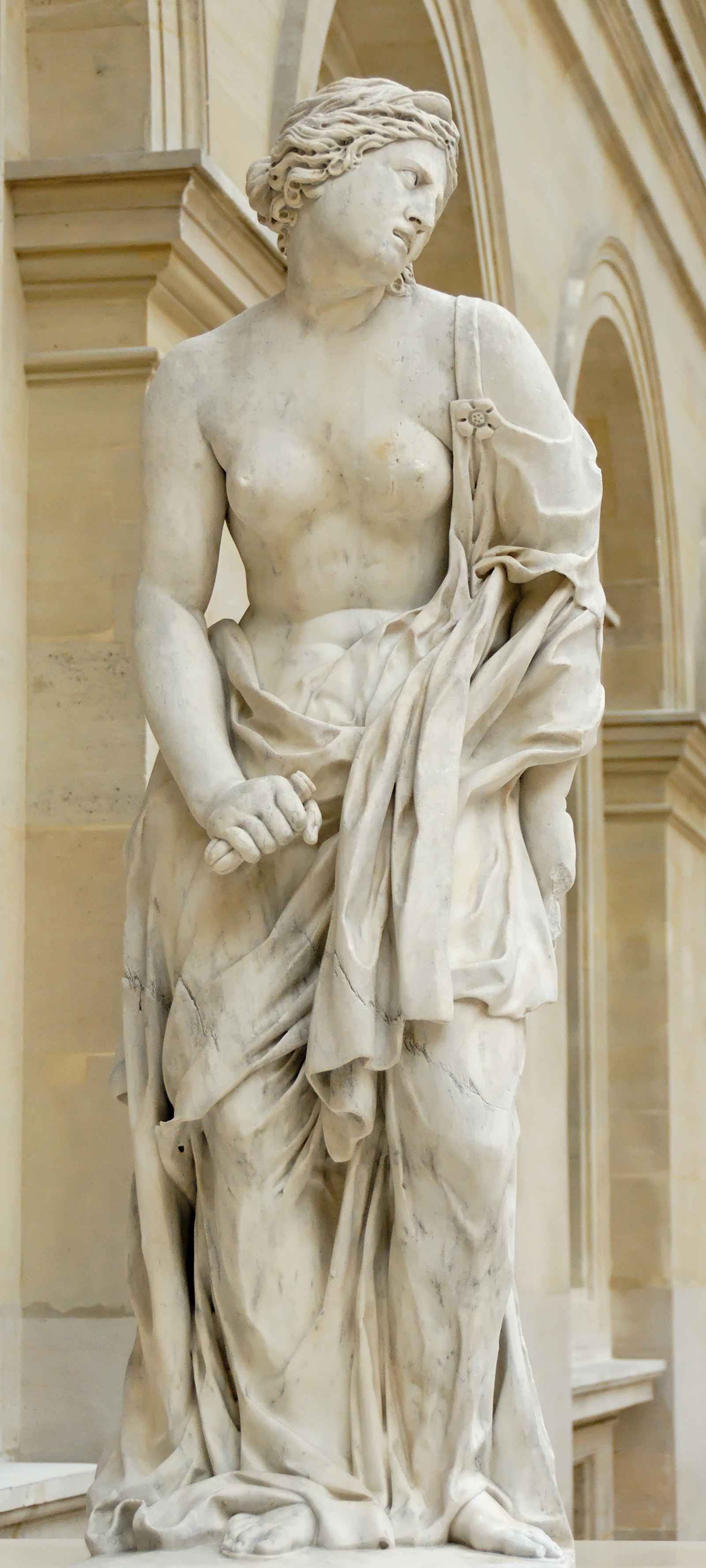
Marmo attribuito a Christophe Cochet (morto nel 1637), rappresentante Didone, e depositato al Louvre

Nonostante delle personalità forti e dei destini tragici come quelli di Didone-Elissa, Sofonisba e la moglie di Asdrubale, le donne a Cartagine appaiono poco nelle fonti disponibili. Sebbene caratterizzata da un carattere patriarcale, la società cartaginese dà una relativa indipendenza alle donne: lo studio delle stele del tofet di Cartagine ha portato alla luce sacrifici compiuti dalle donne a proprio nome. Inoltre, sembra che molte attività professionali fossero aperte a loro.
Questa indipendenza è stata mitigata, tuttavia, da una certa strumentalizzazione delle donne al servizio delle loro famiglie, quando sceglievano i loro mariti o per scopi politici o addirittura economici: la storia di Sofonisba è particolarmente evocativa di questa soggezione, sposata successivamente con i re di Numidia Siface quindi con Massinissa. Il contesto del matrimonio è poco noto e si ignora se la poligamia fosse praticata.
D'altra parte, i casi di matrimoni misti compaiono nelle fonti e possono anche essere trovati in più sepolture, con un rito fenicio per uno degli individui sepolti e africano per l'altro. Il caso di Sofonisba è ancora evocativo: figlia di Asdrubale Gisco, generale cartaginese, sposò Siface, re di Numidia, su ordine di suo padre per suggellare un'alleanza tra cartaginesi e numidi.

#### Popolazioni native
Gli autoctoni sono ancora più difficili da comprendere. Il contatto con i primi navigatori, è diventato un rapporto che può essere concepito in termini di dominio. È stato dimostrato attraverso vari testi conservati che l'influenza cartaginese è stata pesante, sia al momento della conquista che nei tempi difficili delle guerre puniche, come dimostrano le successive rivolte. Tuttavia, le popolazioni native di fuori, specialmente sotto l'egida di Massinissa, contribuirono alla caduta della città a causa delle loro successive invasioni durante la seconda metà del II secolo a.C.

## Economia
Cartagine era un impero commerciale, marittimo, terrestre e agricolo. Di conseguenza, il collegamento tra tutti i paesi, sia punici che sotto l'influenza punica, era via mare grazie alla marina cartaginese.

### Commercio

#### Rotte dei metalli preziosi e merci importate

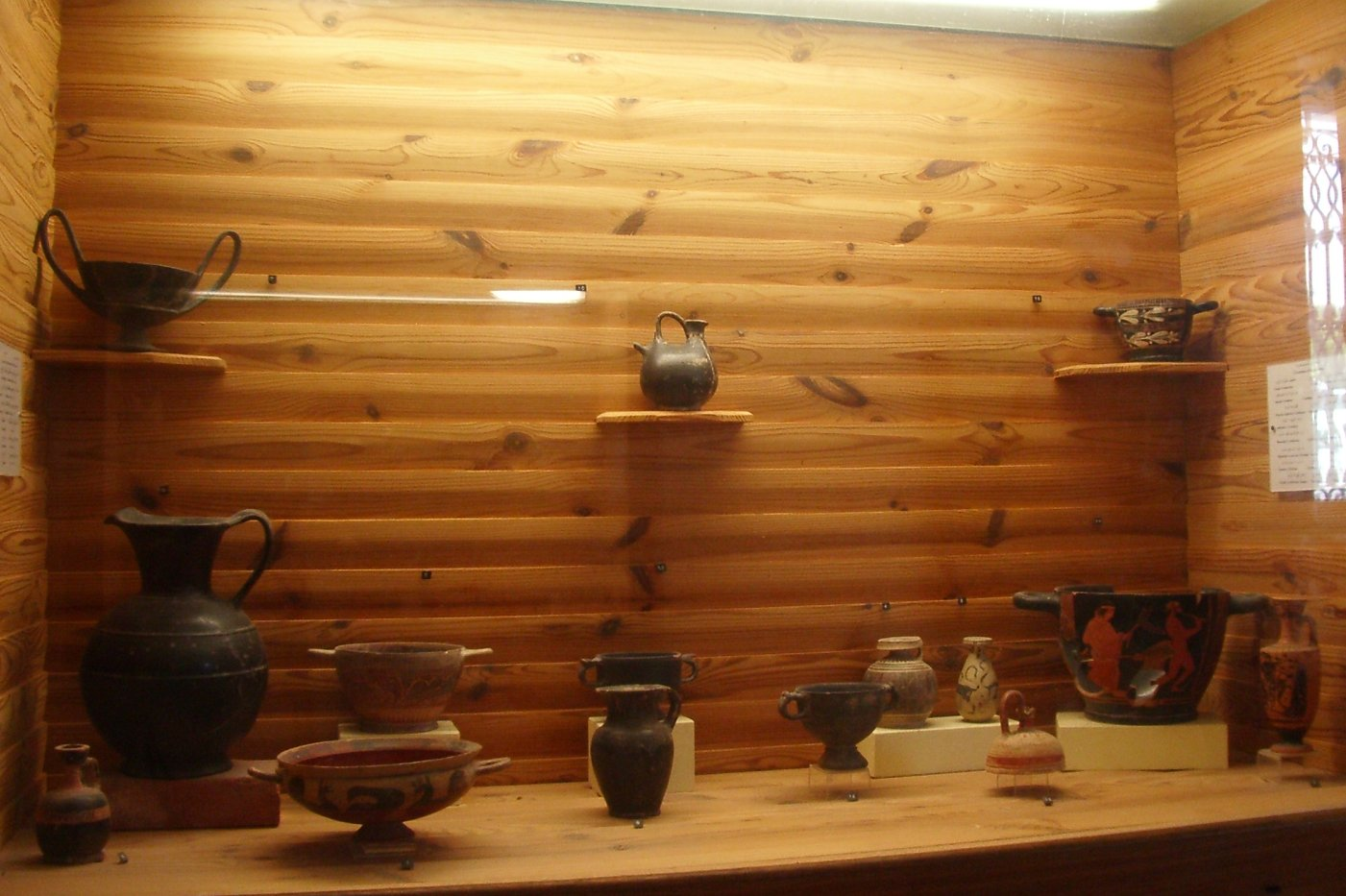
Vetrina di vasi di origine greca ed etrusca, argilla, presso il Museo Nazionale del Bardo

I Cartaginesi, come i loro antenati fenici, erano eccellenti marinai e commercianti. Lo storico latino Plinio il Vecchio scrive su di loro che "i Punici inventarono il commercio".
Come Tiro, Cartagine commerciava metalli, principalmente alla ricerca di materie prime che gli permettessero di stabilire la sua ricchezza e sviluppare la sua rete commerciale: argento, ma anche rame e stagno dai banchi dell'Ispania meridionale (regno di Tartesso). In questa regione, le miniere erano entrambe facilmente sfruttabili e accessibili. Lo stagno fu anche trovato nelle Isole Cassiteridi (l'attuale Gran Bretagna).
In un secondo momento, i Cartaginesi importarono e distribuirono piccoli oggetti fabbricati: ceramiche greche ed etrusche ma anche, dal VII secolo a.C. artigianato egiziano come amuleti. Il commercio era praticato anche da carovane, ma questo tipo di scambio era molto più casuale e pericoloso. Questo commercio terrestre aiuta a spiegare alcuni insediamenti, in particolare in Libia e nel sud della Tunisia.
L'obiettivo dei fenici-punici era esportare i metalli grezzi in Oriente; fino al VI secolo a.C., godevano di un monopolio commerciale e della navigazione nel Mediterraneo occidentale attraverso il quale godevano del libero accesso ai metalli, alle risorse umane e alle regioni agricole.

#### Prodotti esportati

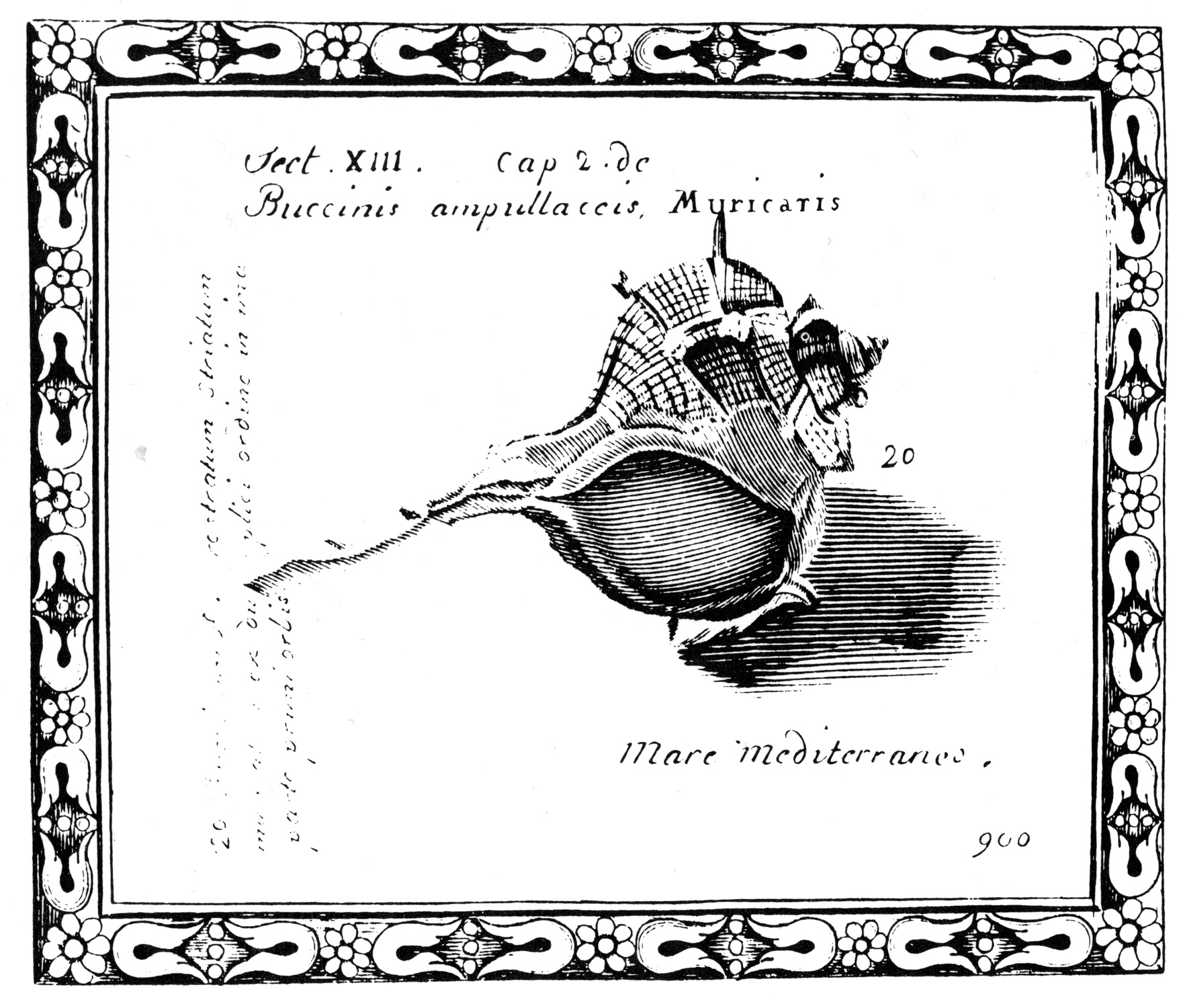
Murex da cui proviene il colore viola, di Martin Lister, in Historia Conchyliorum (1685-1692)

I Cartaginesi esportarono manufatti dai loro artigiani o importarono: ceramiche, oggetti in vetro (specialità fenicia) o persino tinte di stoffa viola - specialità fenicia di Murex la cui preparazione porta a questo colore così popolare nell'antichità - opera di avorio, legno e metalli (impiallacciatura di avorio, oro o argento su diversi materiali). A causa della loro natura potenzialmente deperibile, a volte è difficile identificare alcuni di questi prodotti di esportazione: i noti tessuti non hanno lasciato tracce archeologiche a parte i grappoli di murex o pesi destinati ad essere teneri gli arazzi.

#### Commercio ed esplorazione
I viaggi di esplorazione possono essere spiegati dalla ricerca di minerali e nuove opportunità di mercato: stagno dalla Gran Bretagna e Hispania, oro o altre materie prime nel Maghreb. Alcuni prodotti utilizzati per il commercio erano realizzati dalle officine cartaginesi.

### Agricoltura e pesca

#### Territori agricoli di Cartagine
All'alba della prima guerra punica, Cartagine controllava nel Nord Africa un territorio di circa 73,000 km² - il suo entroterra, costituito dall'odierna Tunisia, rappresentava quindi un territorio dedito all'agricoltura su una superficie superiore a quella di Roma e dei suoi alleati, e rimane una delle principali aree agricole dell'Impero romano - per una popolazione di quasi quattro milioni di abitanti. Una tale popolazione richiedeva una fornitura regolare e un entroterra in grado di garantire una produzione sufficiente in quantità e qualità: una produzione di cereali per tutte le classi sociali, ma anche una produzione di frutta o carne per una popolazione più numerosa.
Questo territorio è stato in gran parte ridotto dagli attacchi di Massinissa nell'ultimo mezzo secolo di esistenza della città, per essere limitato a un'area inferiore a 25000 km² nel 146 a.C.
L'area occupata da Cartagine in Africa era molto fertile perché aveva ampie piogge per la produzione agricola. Questi beni furono successivamente sfruttati nella provincia dell'Africa romana.

#### Cultura e allevamento

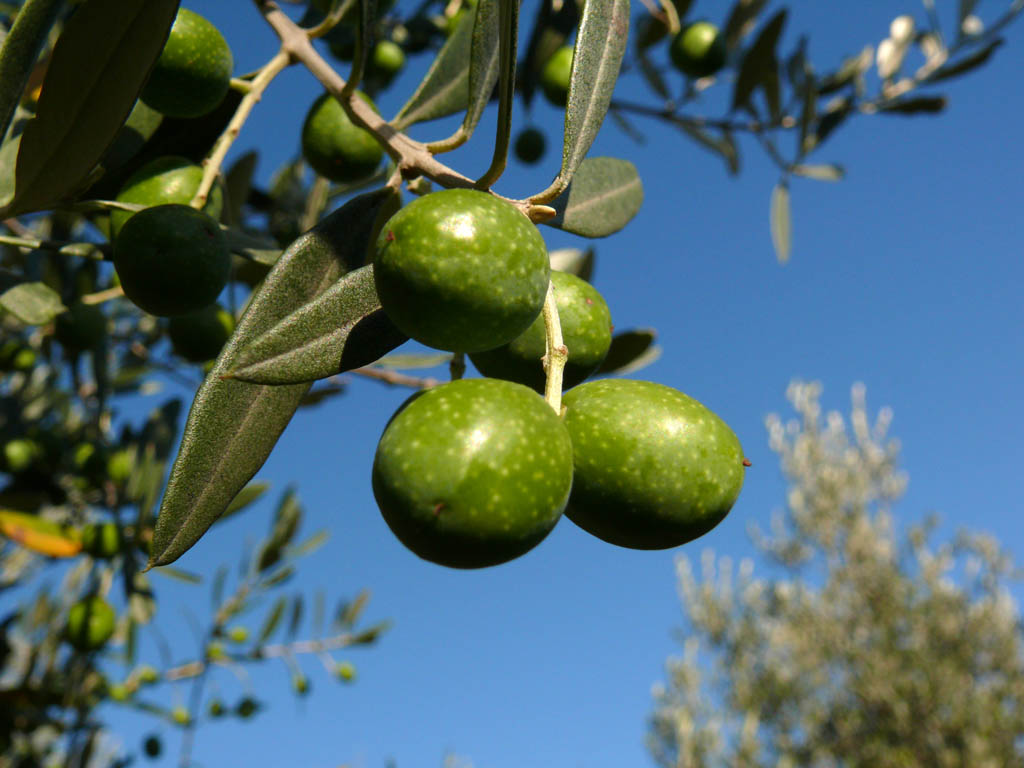
I Cartaginesi hanno sviluppato un innesto di olivo per migliorare la produttività

Cartagine stabilì molto rapidamente una divisione del lavoro tra colture speculative in terre vicine alla capitale e colture di cereali lasciate al popolo libico, quest'ultimo soggetto a un tributo in natura il cui peso, specialmente durante Le guerre puniche potevano influenzare il corso degli eventi spingendoli alla rivolta. La città ha sviluppato il suo entroterra attraverso la coltivazione di mandorle, fichi, olive, melograni - percepiti come un frutto punico dai romani - e viti, oltre al grano. Queste piante erano già presenti in natura nella regione, ma i Fenici portarono piante che consentirono loro di esportare in tutto il Mediterraneo: ci sono tracce di prodotti agricoli punici in Grecia.
L'allevamento del bestiame è praticato da molto tempo dalle popolazioni indigene, in particolare cavalli, buoi e muli.

#### Tecniche agricole
Il successo di Cartagine è anche spiegato dalla sua abilità in agronomia. I Cartaginesi riuscirono a sviluppare alcune delle più efficaci tecniche agricole dell'antichità, per cui furono riprese dai Romani attraverso la traduzione latina del trattato del punico Magone. Columella ha conservato frammenti dell'opera punica, incluso un processo di vinificazione.
La piantagione degli oliveti ha obbedito a regole precise, in particolare alla distanza tra le piante, regole a volte ancora oggi rispettate. Le attrezzature agricole hanno svolto un ruolo importante nel miglioramento della produzione, come dimostrano le rappresentazioni di aratri, in particolare su una scultura trovata sul territorio dell'attuale Libia, che non ha mancato di assestarsi con la produzione tradizionale libica.

#### Prodotti della pesca e il mare

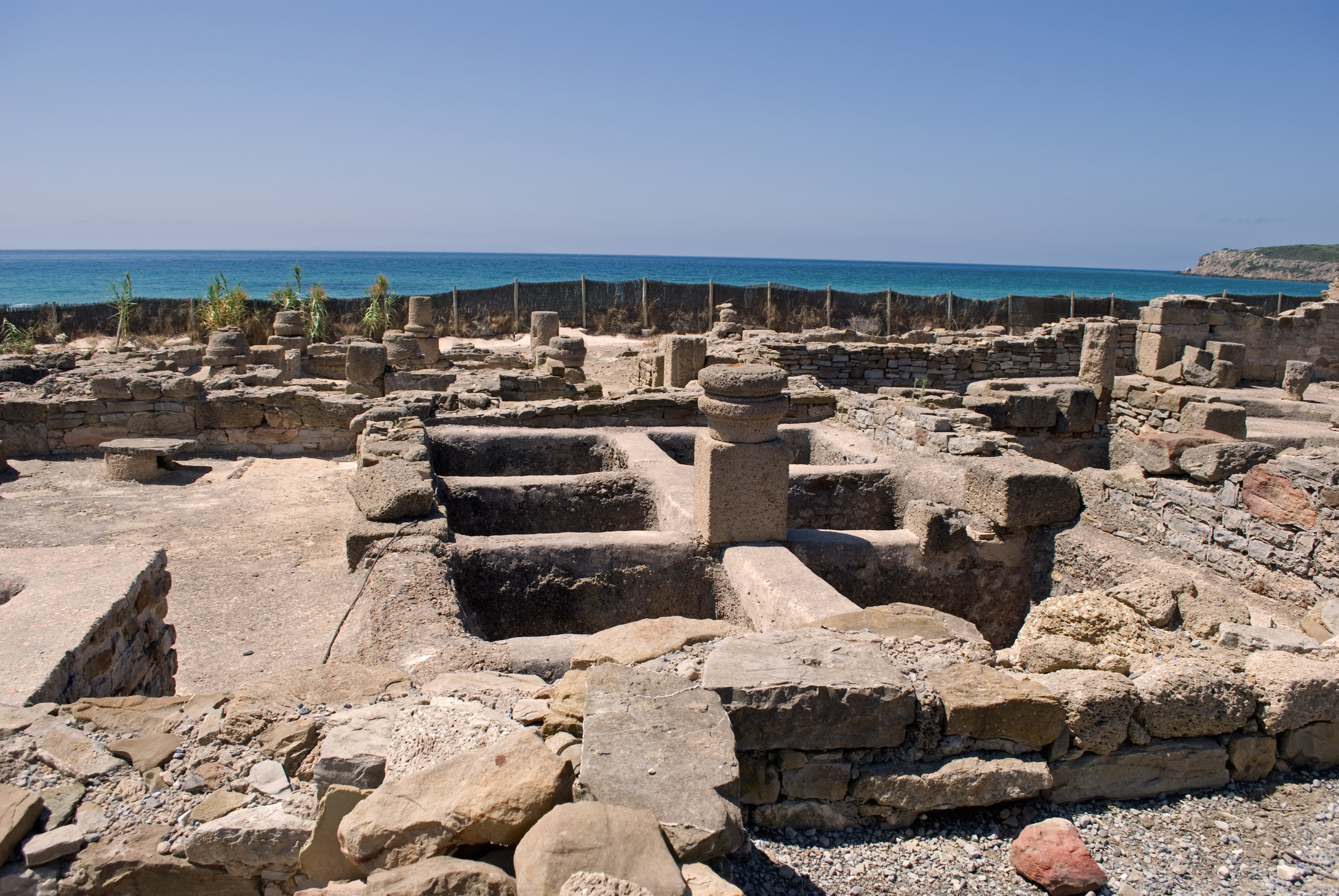
Fabbrica di Garum di Baelo Claudia (zona di Cadice) risalente all'epoca romana

La pesca era un'attività diffusa nel periodo punico e, oltre alla salatura e alla produzione di murex, si stabilì che furono i fenici-punici a diffondere l'uso del garum nel bacino del Mediterraneo. Questa salsa di pesce grasso, utilizzata in cucina e per scopi medicinali, è stata prodotta su larga scala in strutture presenti in numerosi siti. La produzione e la commercializzazione del garum continuarono in gran parte in epoca romana.

## Arte e artigianato

### Sculture

#### Pietra
La maggior parte degli elementi conservati fino ad oggi sono collegati a un uso funerario. Esistono altre sculture, ma di dimensioni ridotte, come la Dama di Galera o il leone protomo di Sant'Antioco.
Cippi e stele, a volte a forma di betili o "casa del dio", rivelano un'evoluzione stilistica. Originariamente scavati nell'arenaria, questi elementi sono stati successivamente progettati in pietra calcarea, a volte fiancheggiati da acroteria e motivi incisi con una marcata influenza greca: motivi animali, piante, umani e soprattutto simboli. Dal V e IV secolo a.C., si vede la diffusione del motivo noto come "simbolo di Tanit" che si trova su molti altri supporti. Si ritiene che sia presente solo nel Mediterraneo occidentale, ma le ricerche attuali mostrano una presenza sui siti del Levante. Altri motivi potrebbero essere riconosciuti come quelli dell'idolo-bottiglia. Esistono differenze locali, specialmente a Mozia, dove le rappresentazioni umane sono precedenti e più generalizzate rispetto a Cartagine.
I sarcofagi sono molto rappresentativi dell'etnia fenico-punica: il tipo antropoide originariamente presente in Fenicia si è evoluto nel Mediterraneo occidentale. Oltre all'Africa, sono stati trovati esempi ben conservati in Sicilia e nella penisola iberica. Nel IV secolo a.C., la tipologia cambia in Tunisia per apparire sopra una statua del defunto. I sarcofagi di Santa Monica, chiamati sacerdote e sacerdotessa e conservati nel Museo Nazionale di Cartagine, sono particolarmente interessanti per il trattamento del drappo e l'atteggiamento dei due personaggi: il sacerdote ha la mano destra alzata in un gesto di benedizione la sacerdotessa tiene una colomba; le mani sinistre dei due personaggi portano un vaso di incenso per uso liturgico conosciuto, da cui il nome dato a queste opere.

Stele puniche e sarcofagi
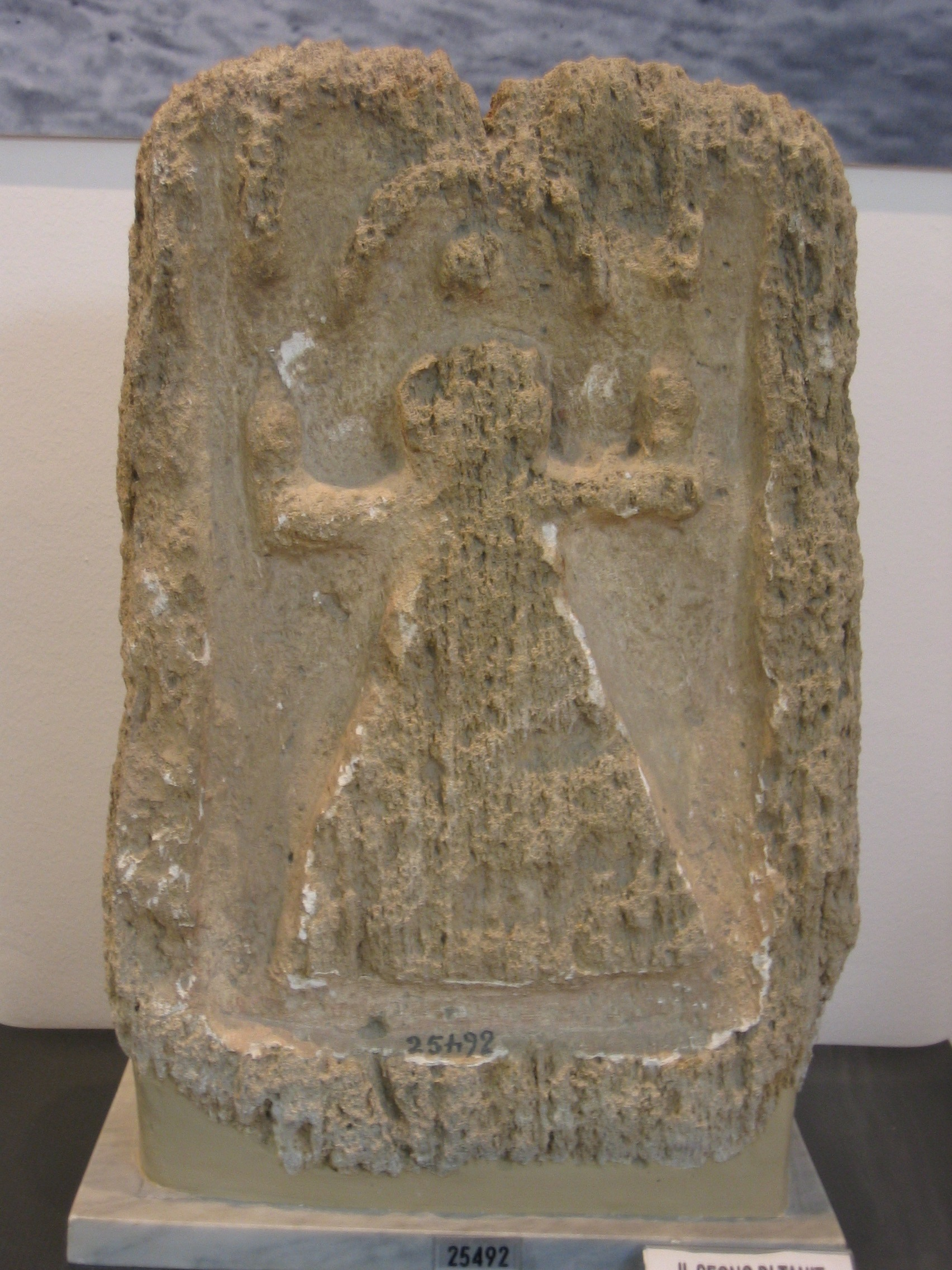
Stele del tophet di Nora in mostra al Museo Archeologico di Nora
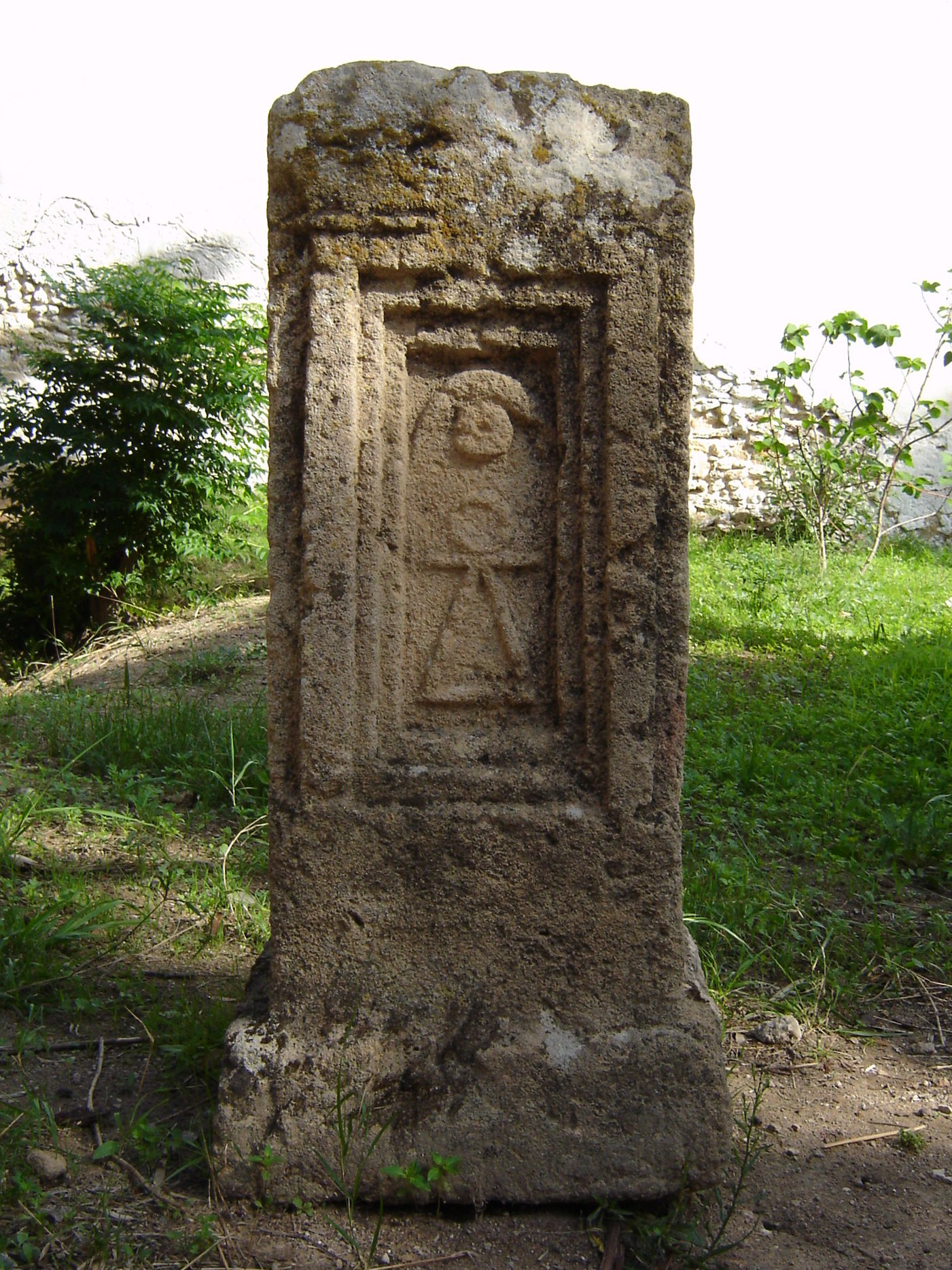
Stele del tophet di Cartagine
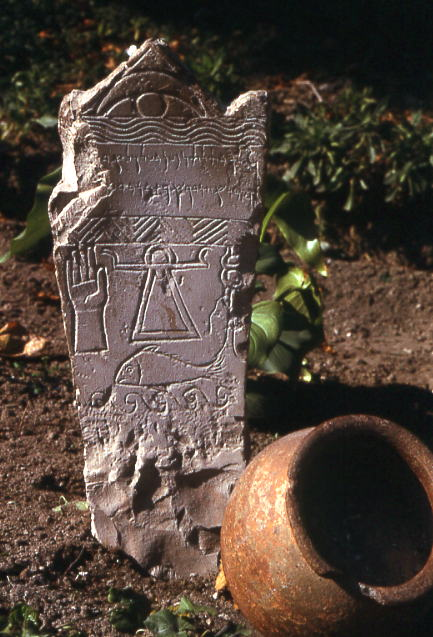
Stele del tophet di Cartagine con mano aperta, pesce e simbolo di Tanit
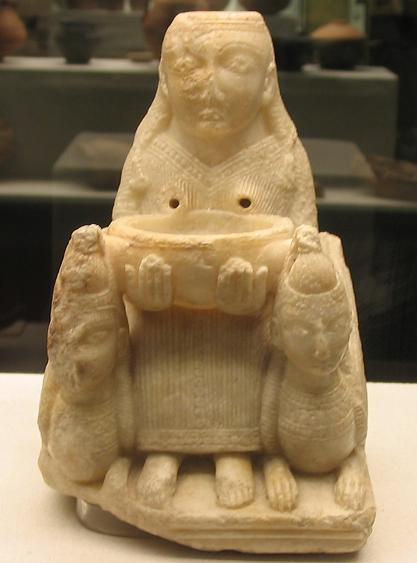
Dama di Galera risalente a VII secolo a.C. ed esposto al Museo Archeologico Nazionale di Madrid
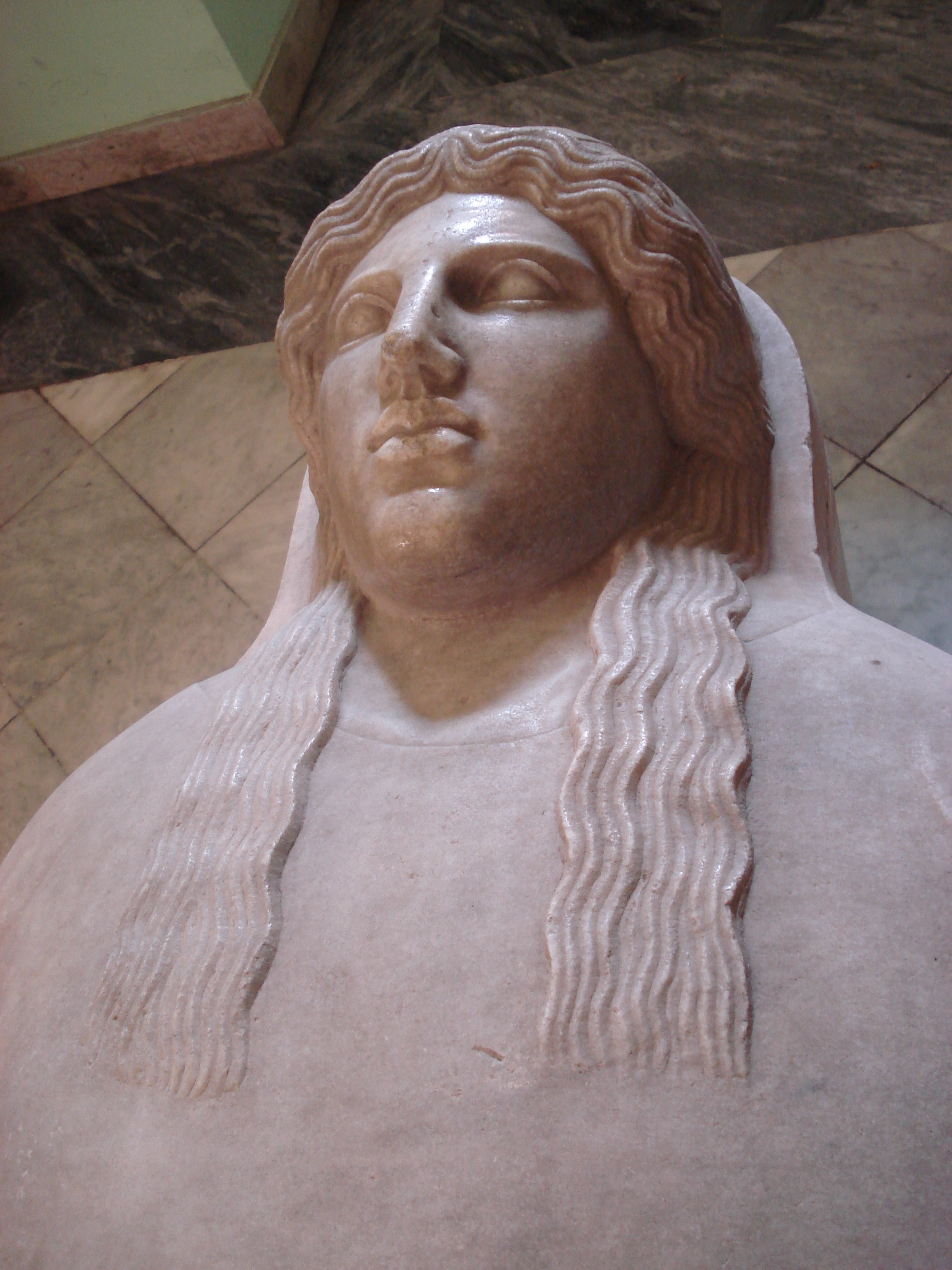
Sarcofago del V secolo a.C. in mostra al Museo Archeologico Regionale di Palermo
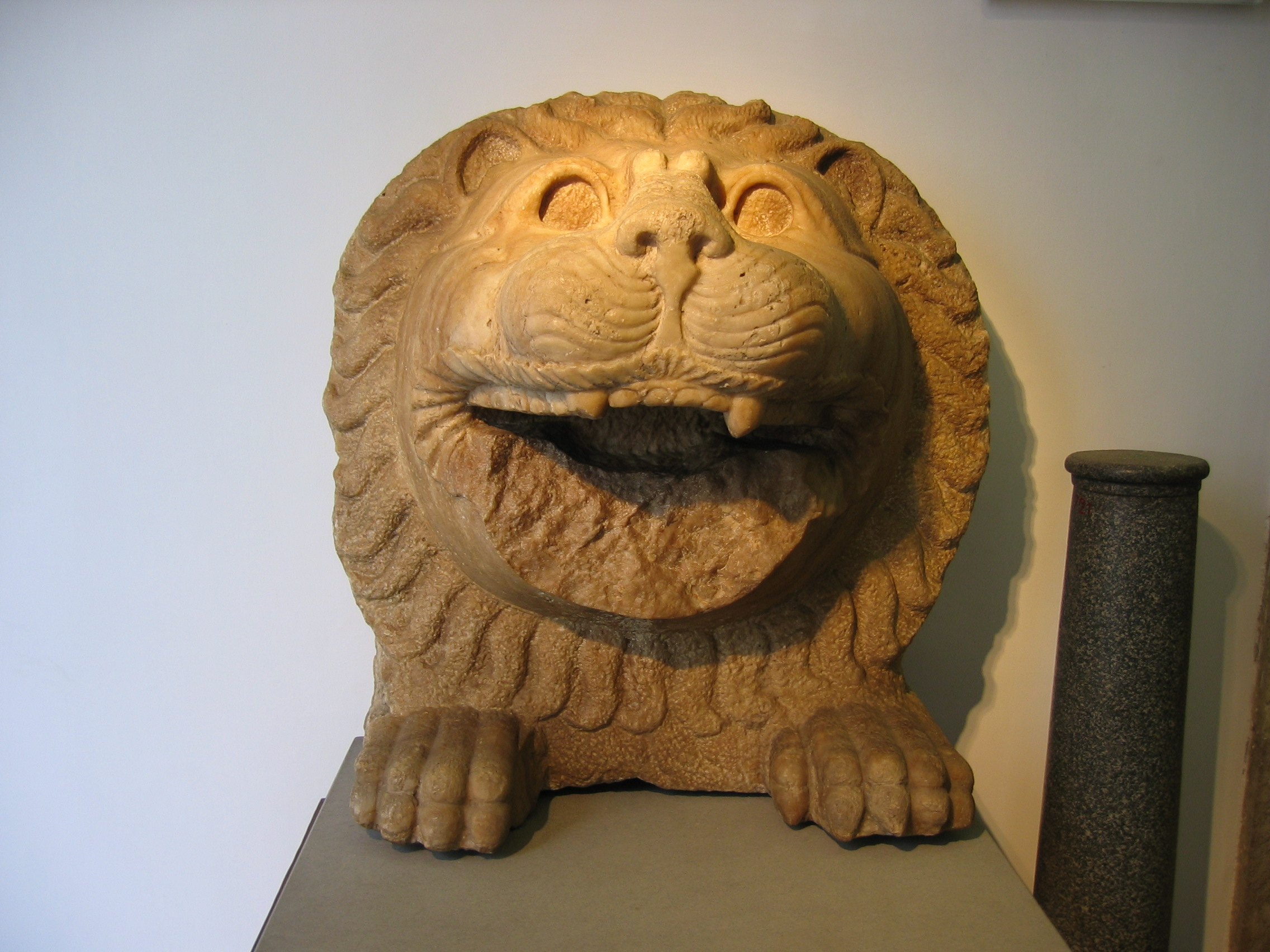
Leone di Sant'Antioco (Sardegna) risalente al IV secolo a.C. ed esposto al Museo Barracco di Roma
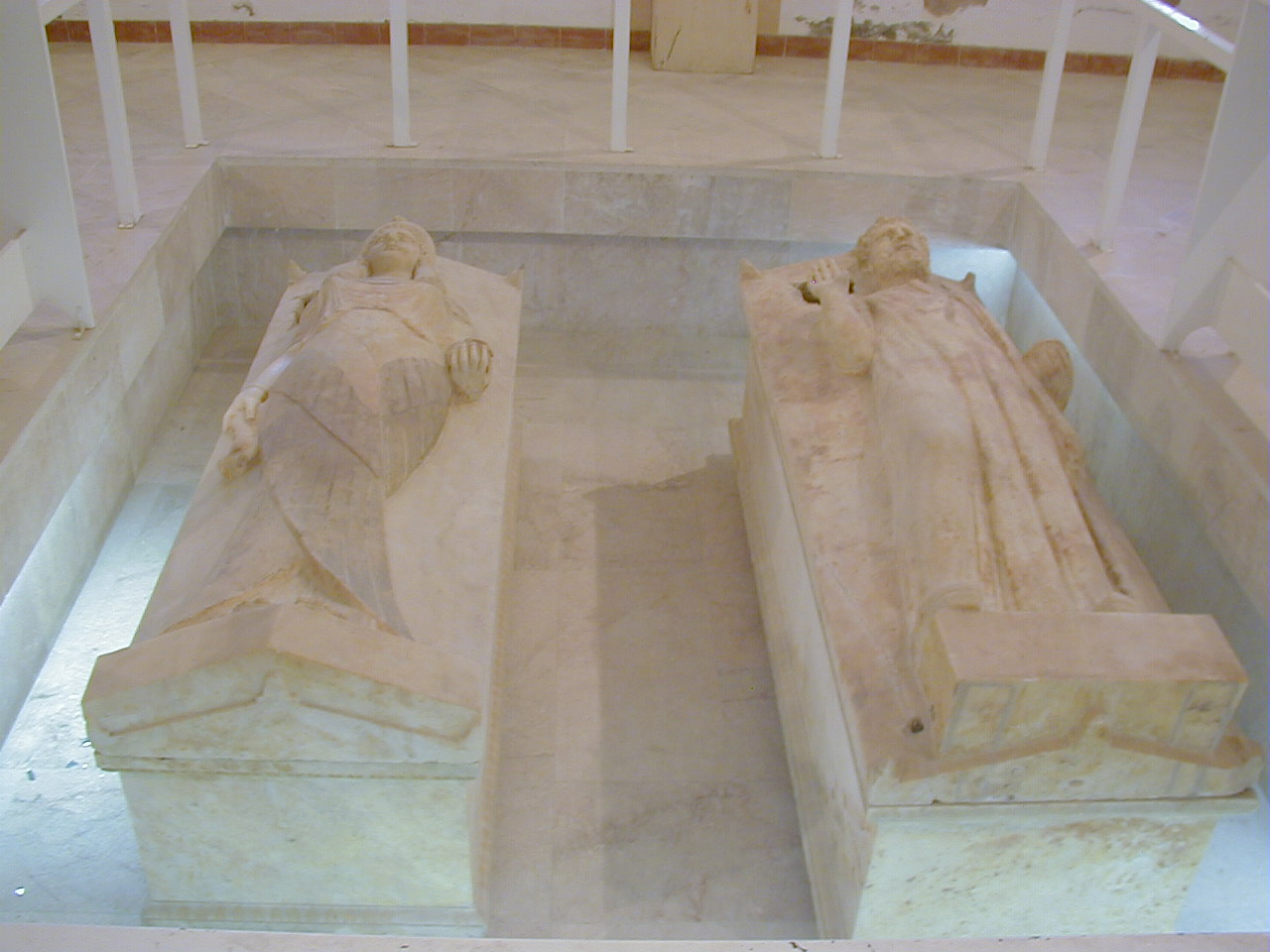
"Sarcofagi del sacerdote e della sacerdotessa" della necropoli dei Rabs di Cartagine esposto al Museo nazionale di Cartagine (IV - III sec a.C.)
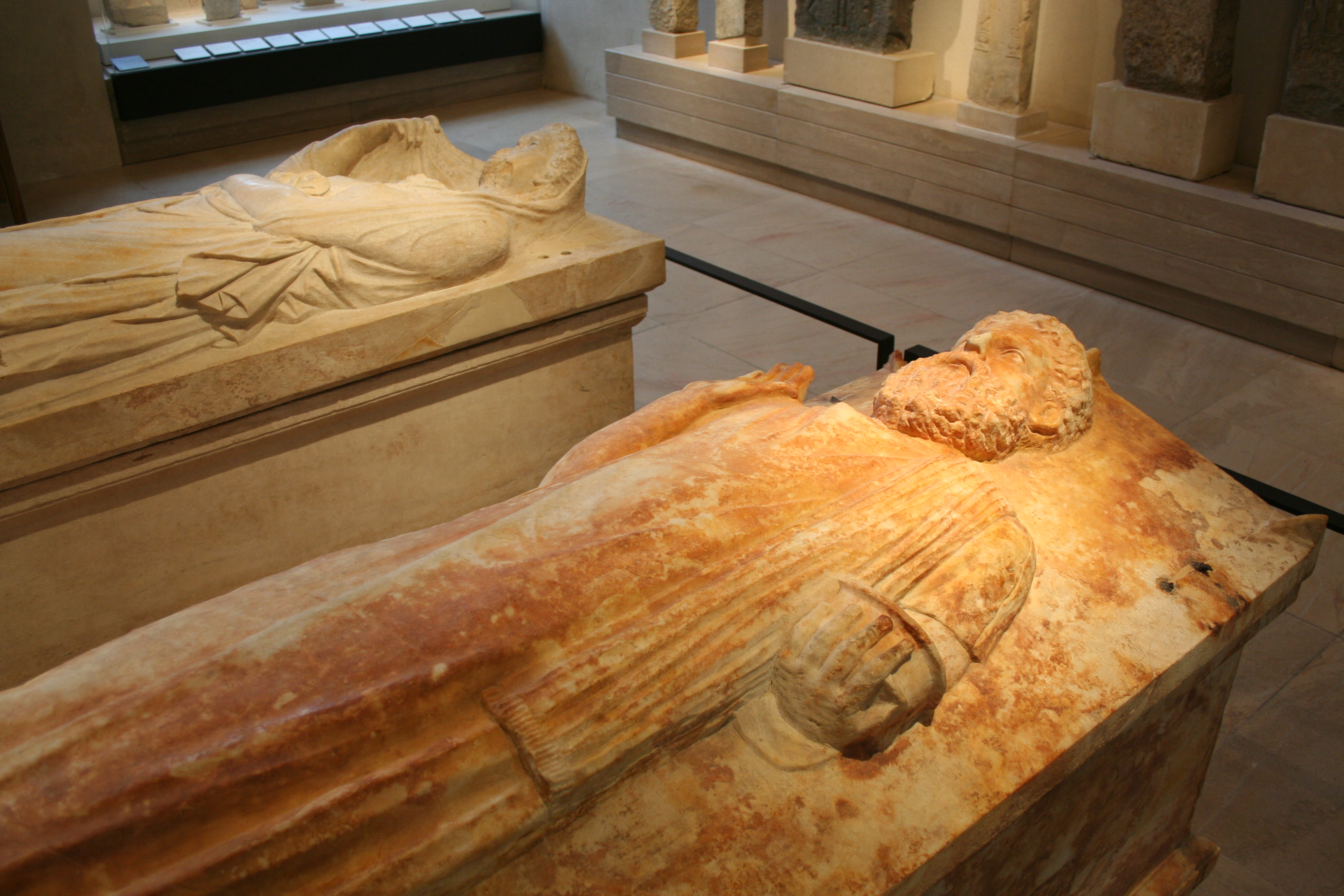
Sarcofagi della necropoli di Rab esposti al Museo del Louvre (IV - III sec a.C.)

#### Terracotta
La produzione della terracotta variava notevolmente, consistente in maschere grottesche con tratti marcati, probabilmente di origine levantina. Le forme sono diverse; Le rughe e le bocche deformate sono talvolta accompagnate da motivi geometrici. Sono state anche trovate maschere con caratteristiche di negroidi. Destinate a essere sospese, queste maschere avevano una funzione apotropaica: avrebbero dovuto scacciare i demoni.
C'erano anche protomi che rappresentavano la parte superiore del corpo di uomini o donne. Lo stile di questo tipo di prodotti è vario, sia egiziano che greco dal VI secolo a.C., per cui si è stabilita una classificazione.

Maschere e protomi in terracotta
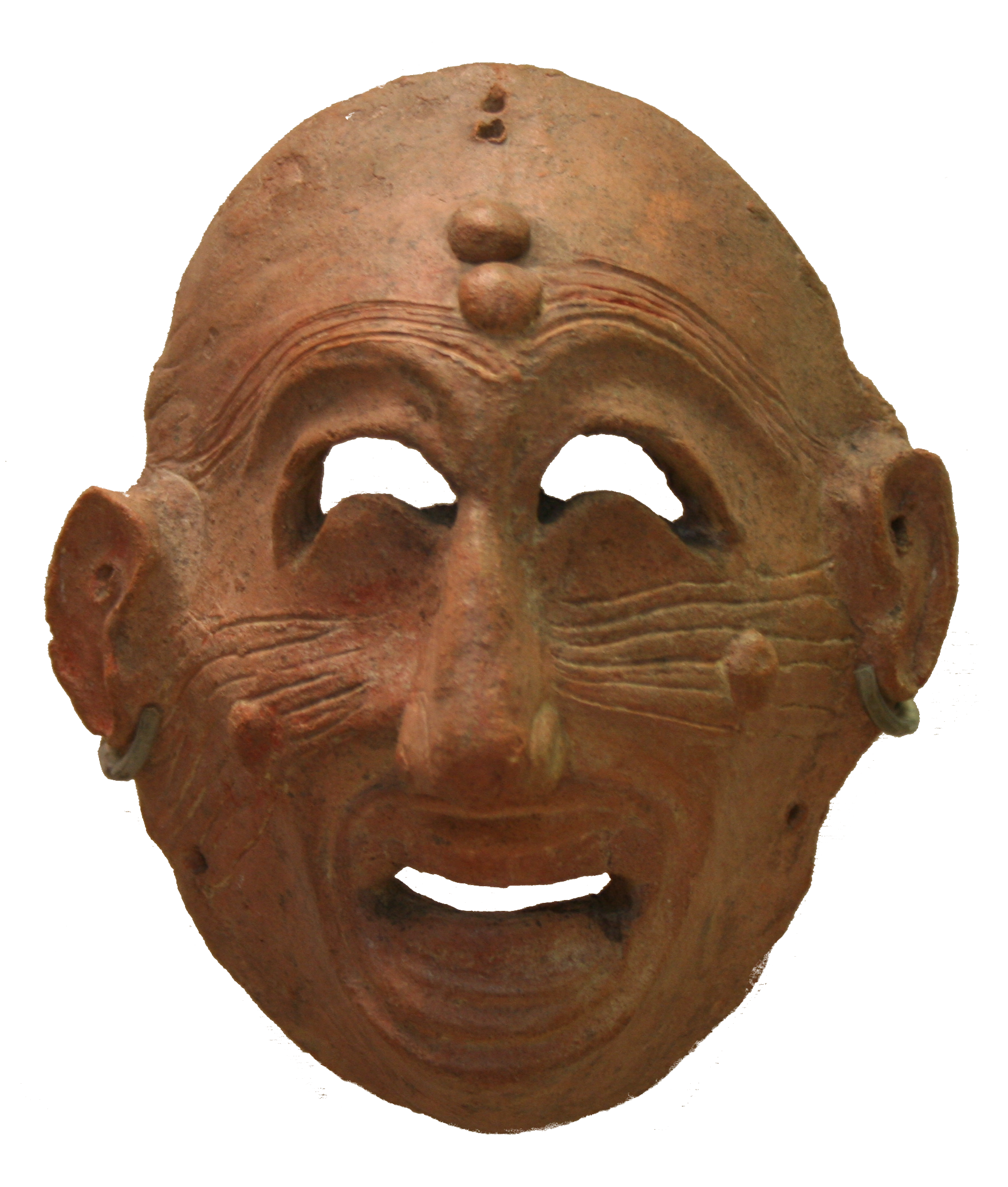
Maschera di Cartagine nel dipartimento delle antichità orientali del Museo del Louvre, fine del VII - inizio del VI sec a.C.
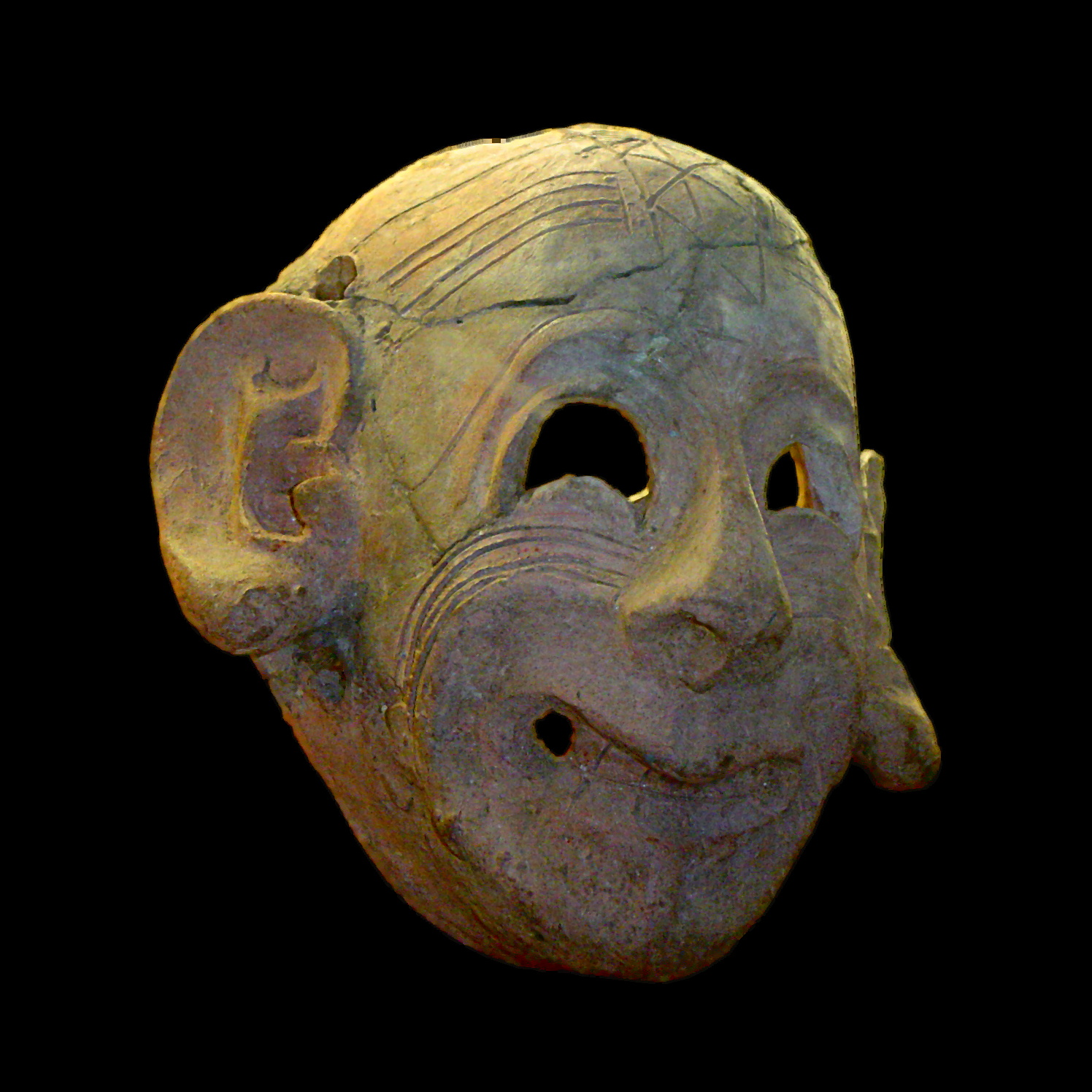
Maschera da smorfia al Museo Nazionale del Bardo (fine del VI sec a.C.)
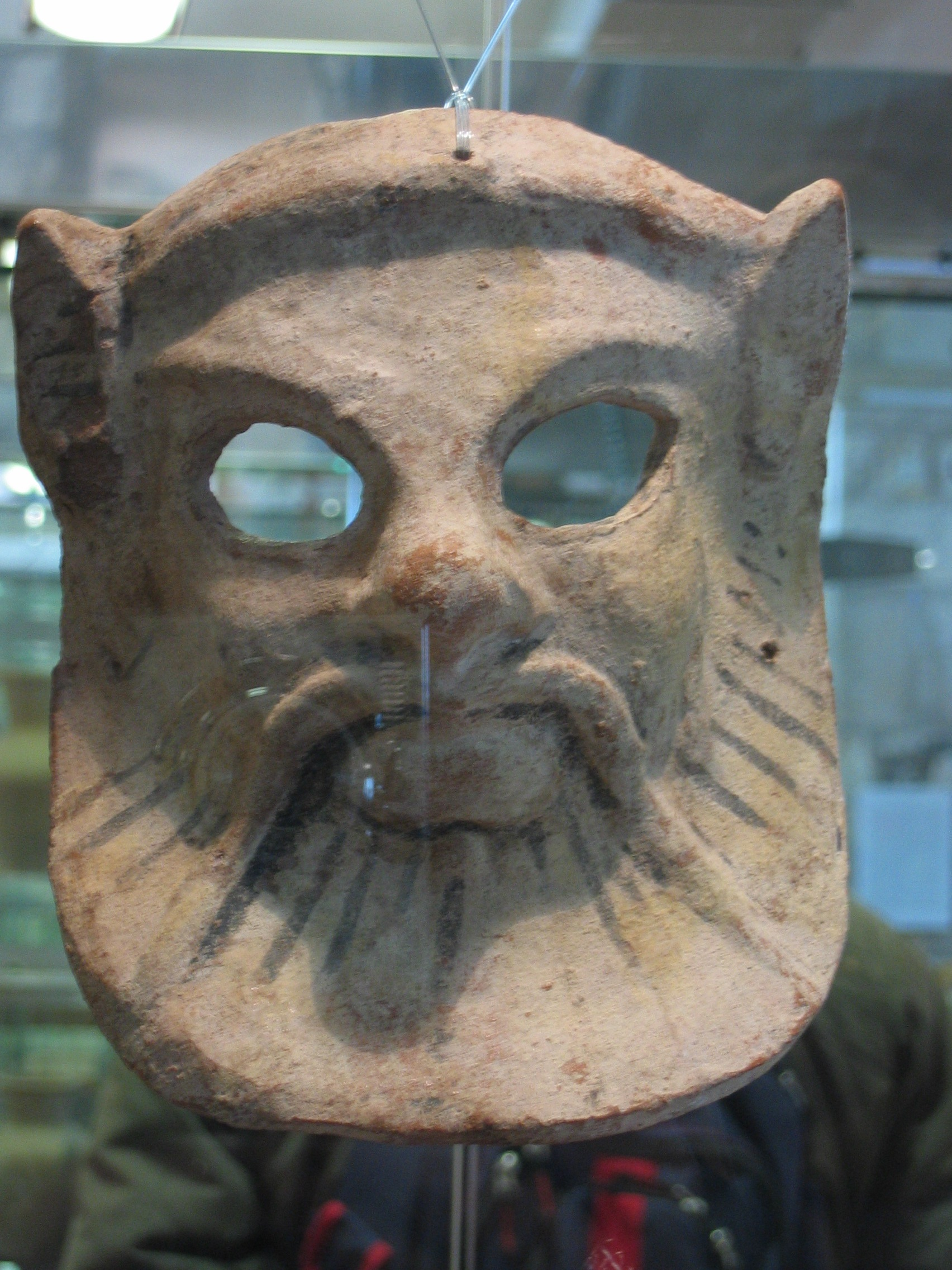
Maschera a forma di Sileno da Sulki (Sardegna)
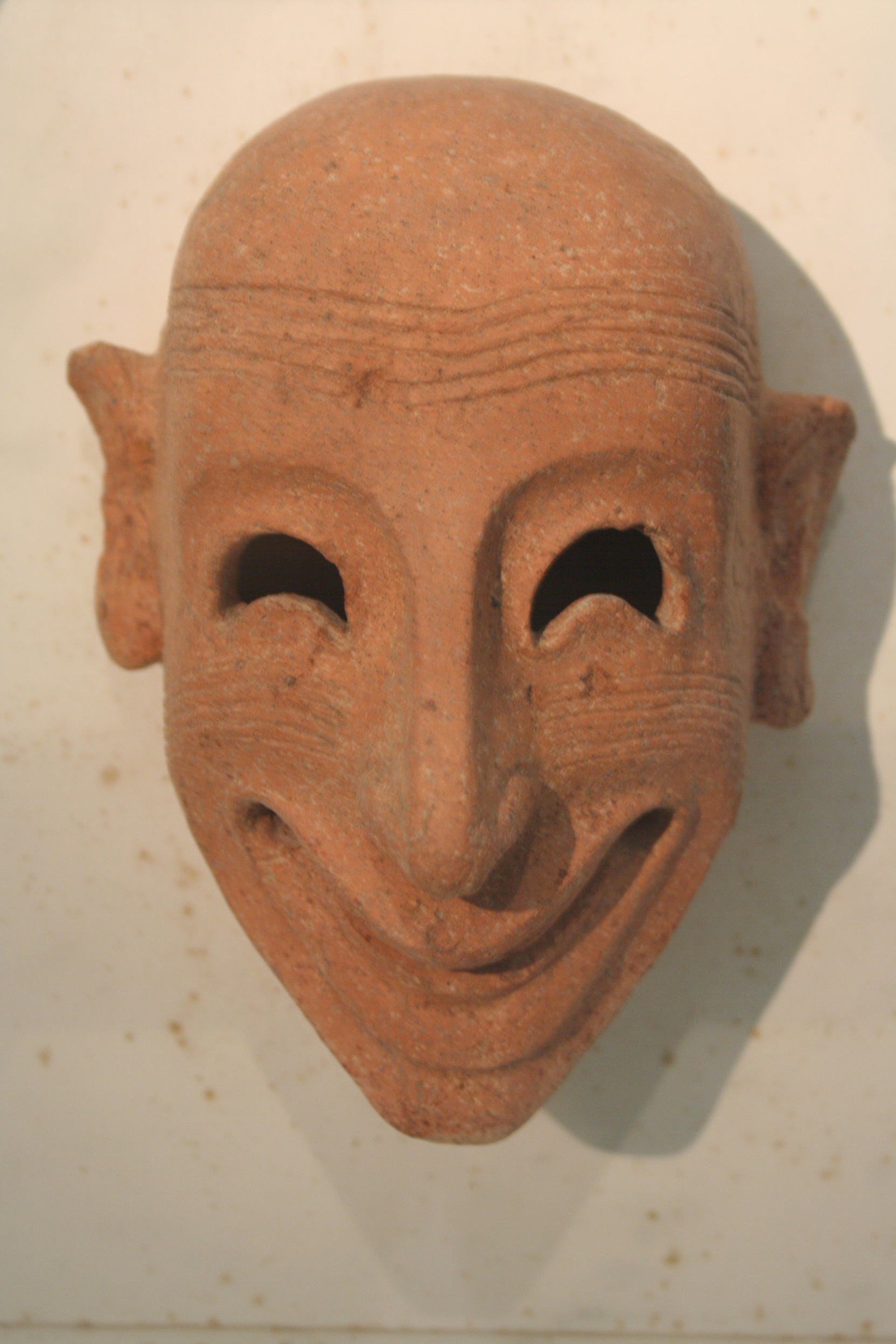
Maschera che fa smorfie al Museo Whitaker di Mozia (Sicilia)
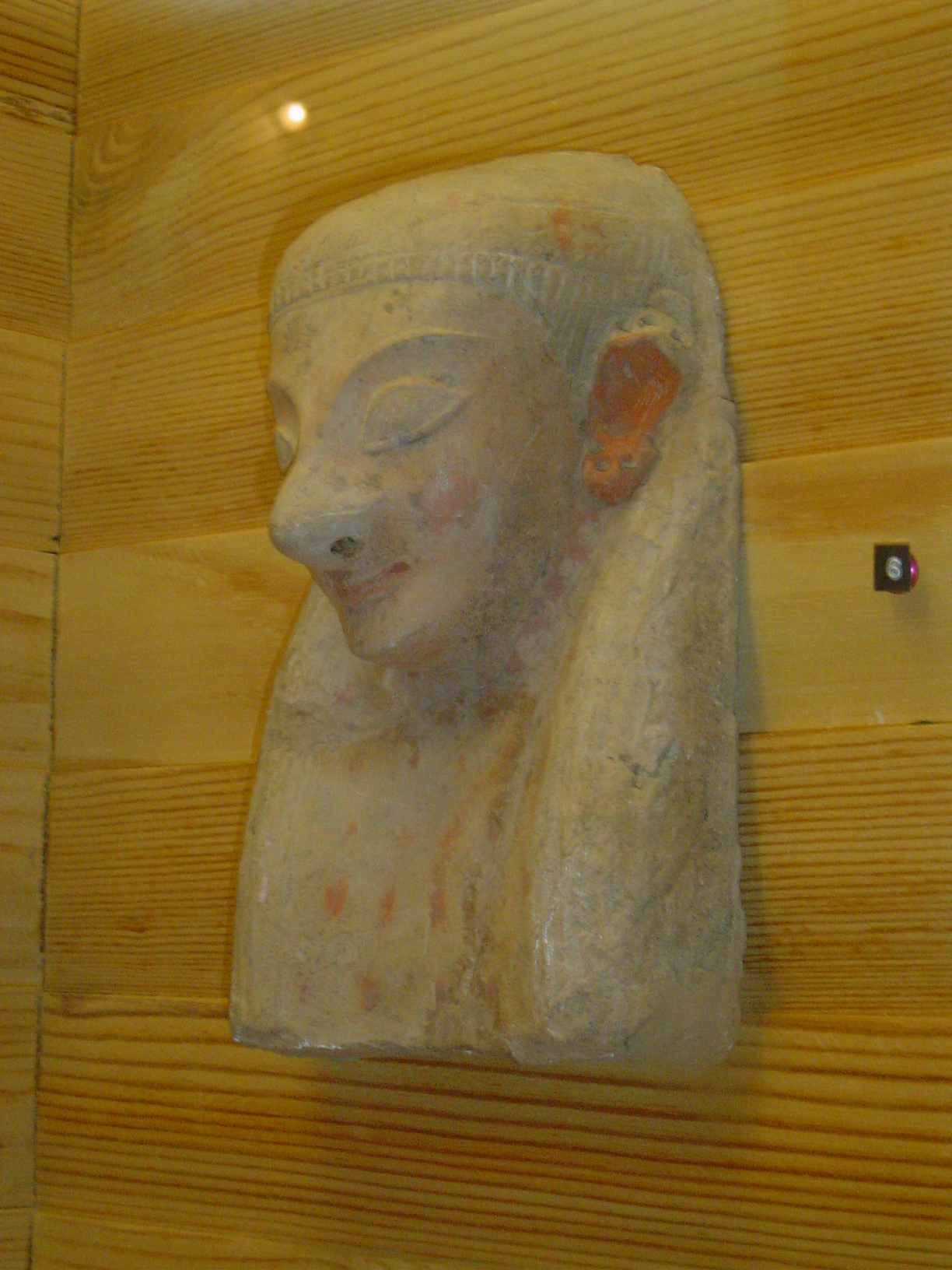
Protome presso il Dipartimento Punico del Museo Nazionale del Bardo
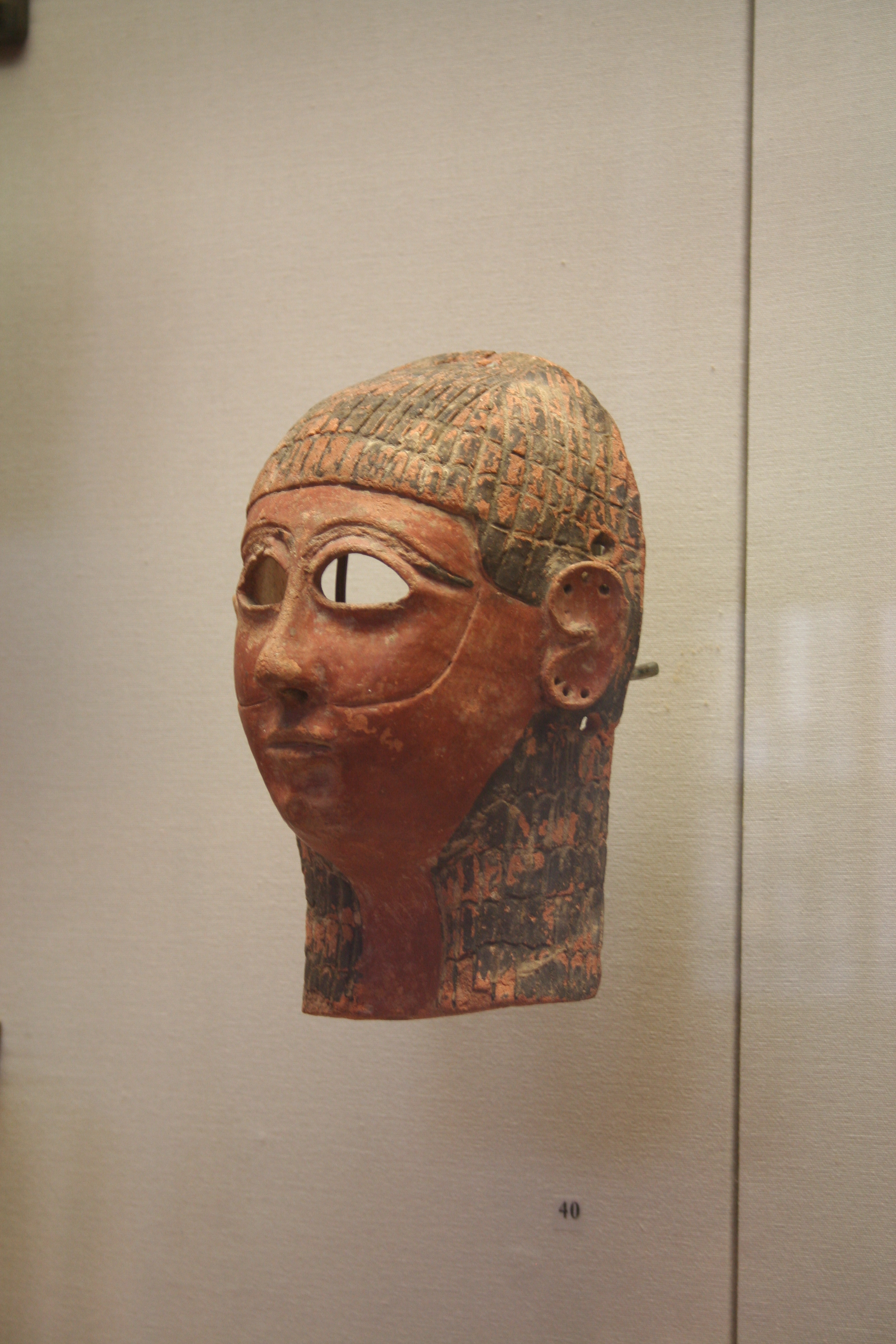
Protome egiziano del Museo del Louvre
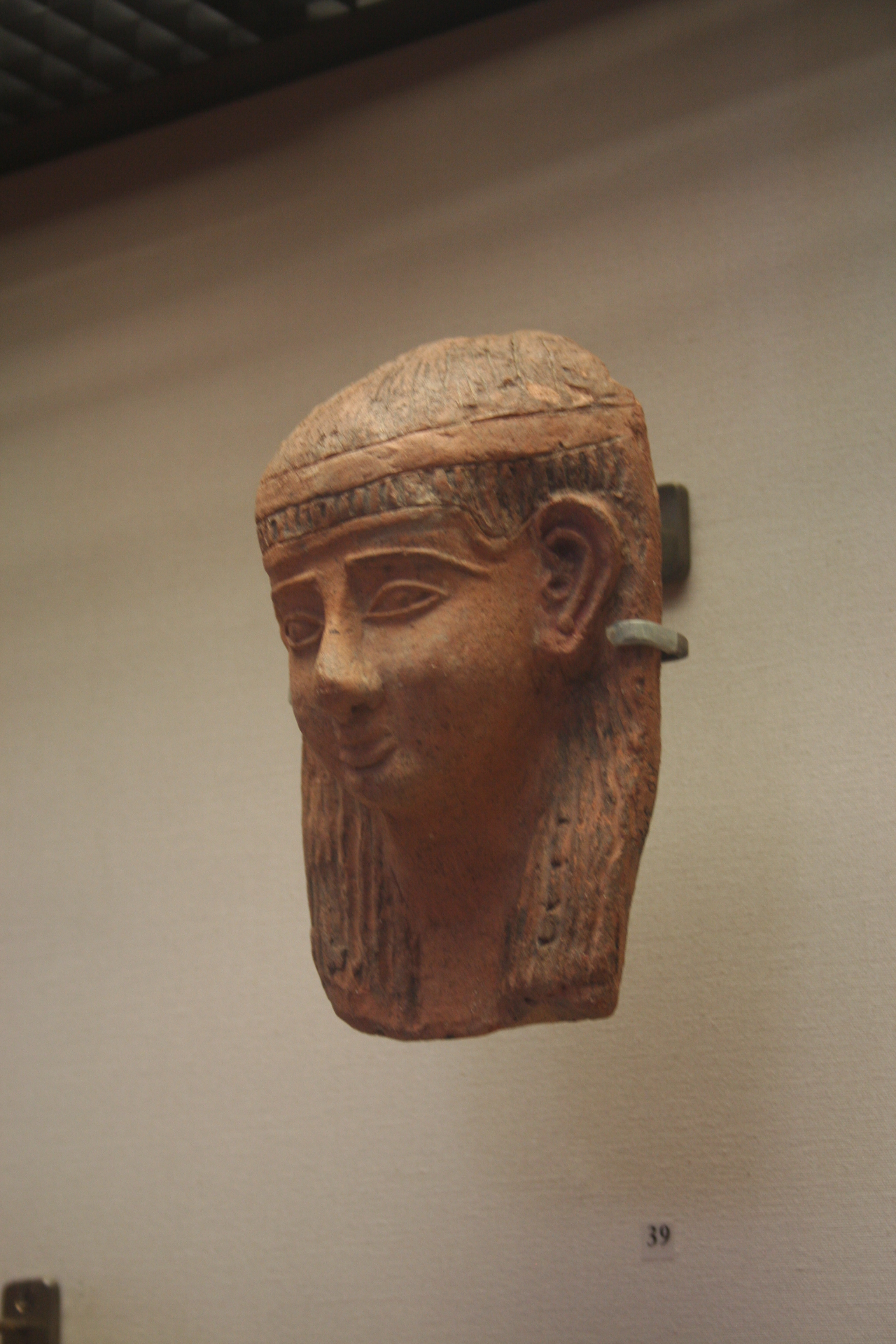
Protome egizia del Museo del Louvre (VI - V sec a.C.)

La produzione di ceroplastica era diffusa in molti siti punici, dal Nord Africa alle Isole Baleari passando per la Sicilia e la Sardegna. Sono figure modellate, che tengono oggetti (ad es. Tamburelli) o piccoli animali; gli stereotipi fenico-punici coesistono con altri stereotipi ellenistici, anche legati alla produzione locale. La tecnica è stata utilizzata anche per pezzi di varie dimensioni, per uso religioso, anche dopo la caduta di Cartagine. Diversi esempi sono stati trovati negli scavi del santuario di Thinissut a Capo Bon (una piccola scultura di Ba'al Hammon incorniciata da due sfingi ma anche bellissime rappresentazioni di Tanit "leontocefala" e di Demetra).

Figurine in terracotta
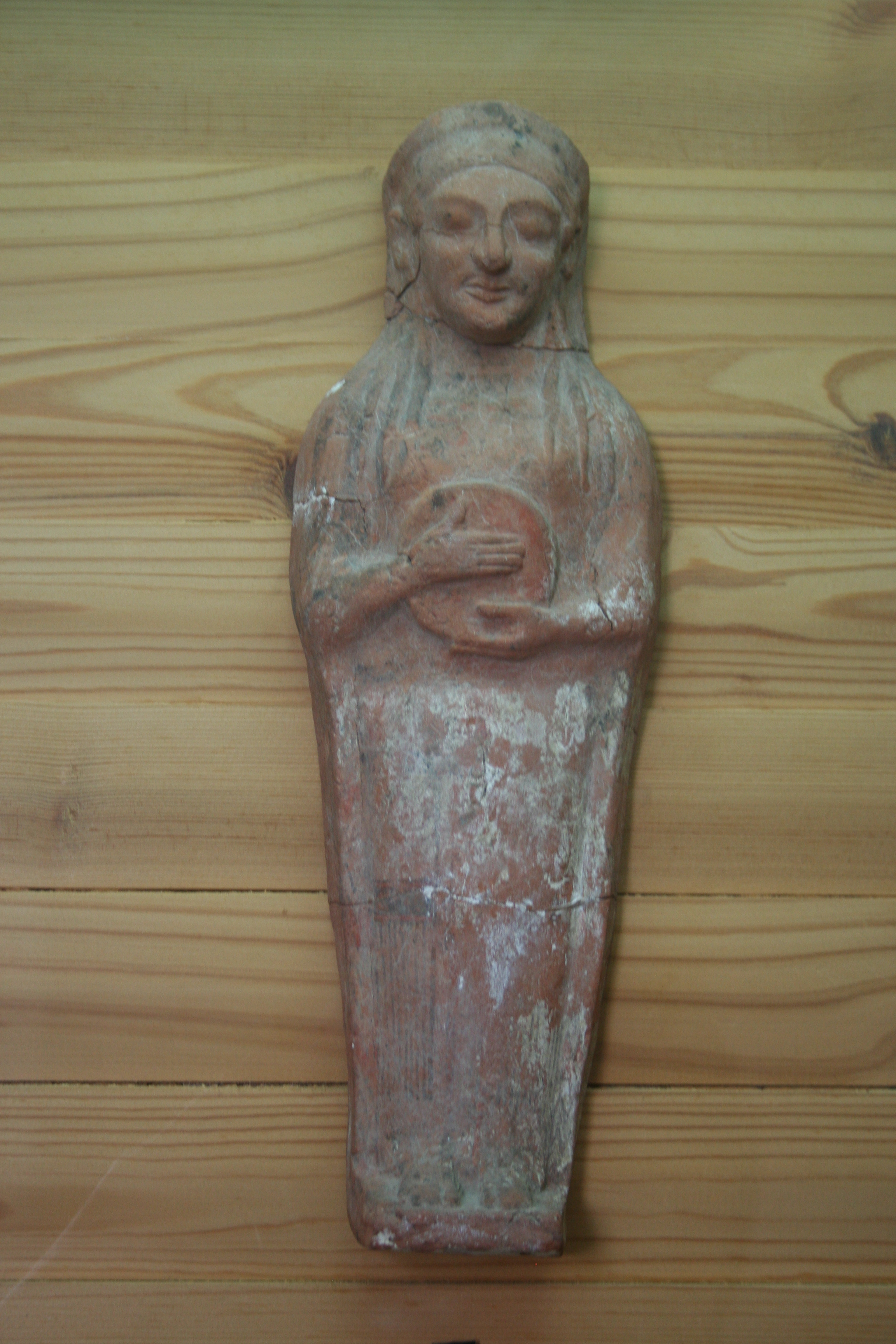
Statuetta di tamburello al Museo Nazionale del Bardo
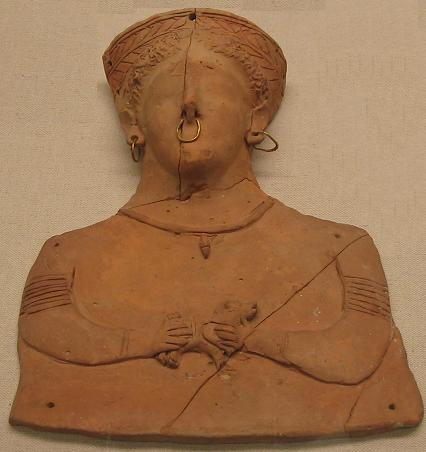
Figurina della necropoli di Puig des Molins, III sec a.C.
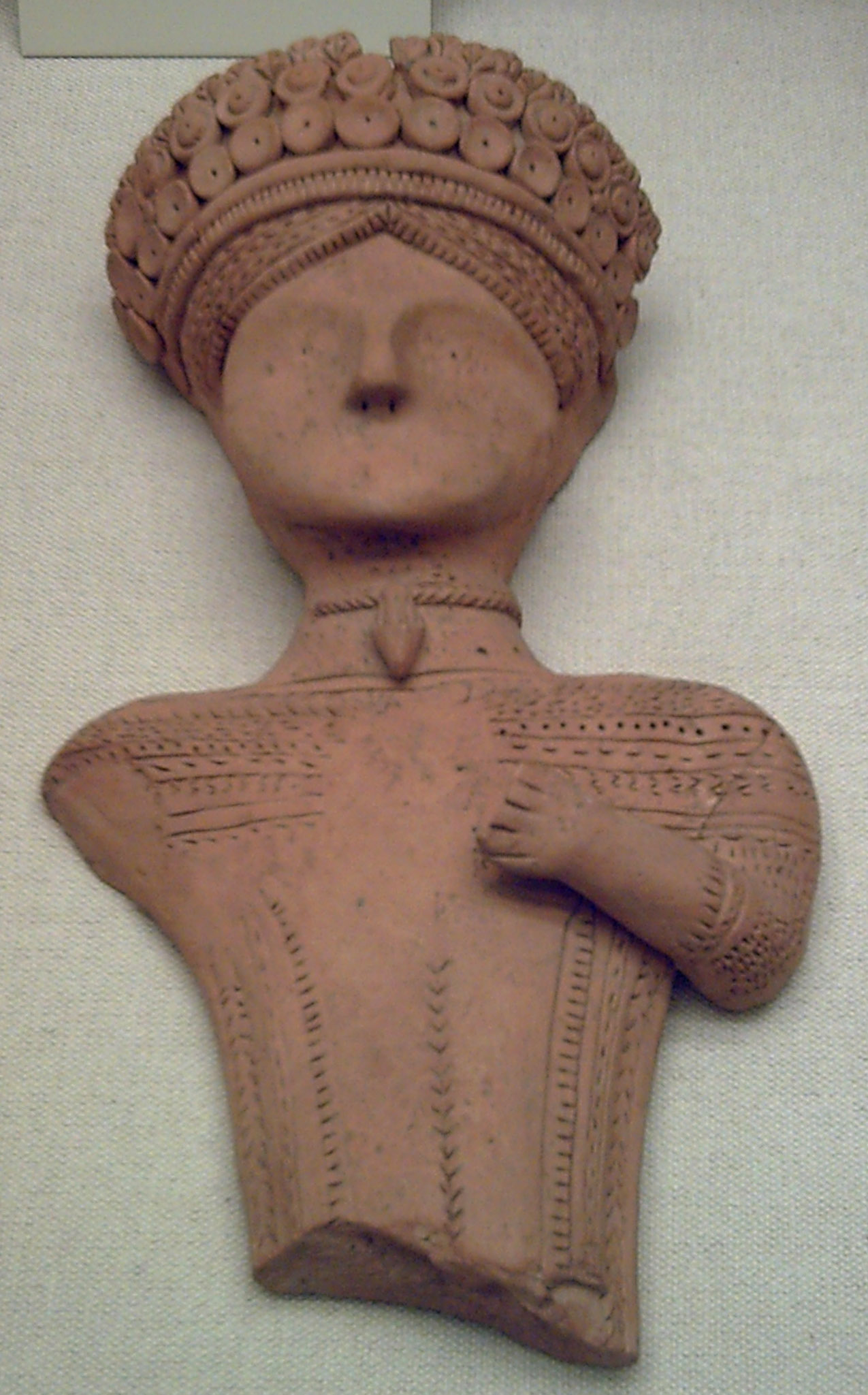
Frammento di statuetta in argilla di Ibiza del IV - III sec a.C.
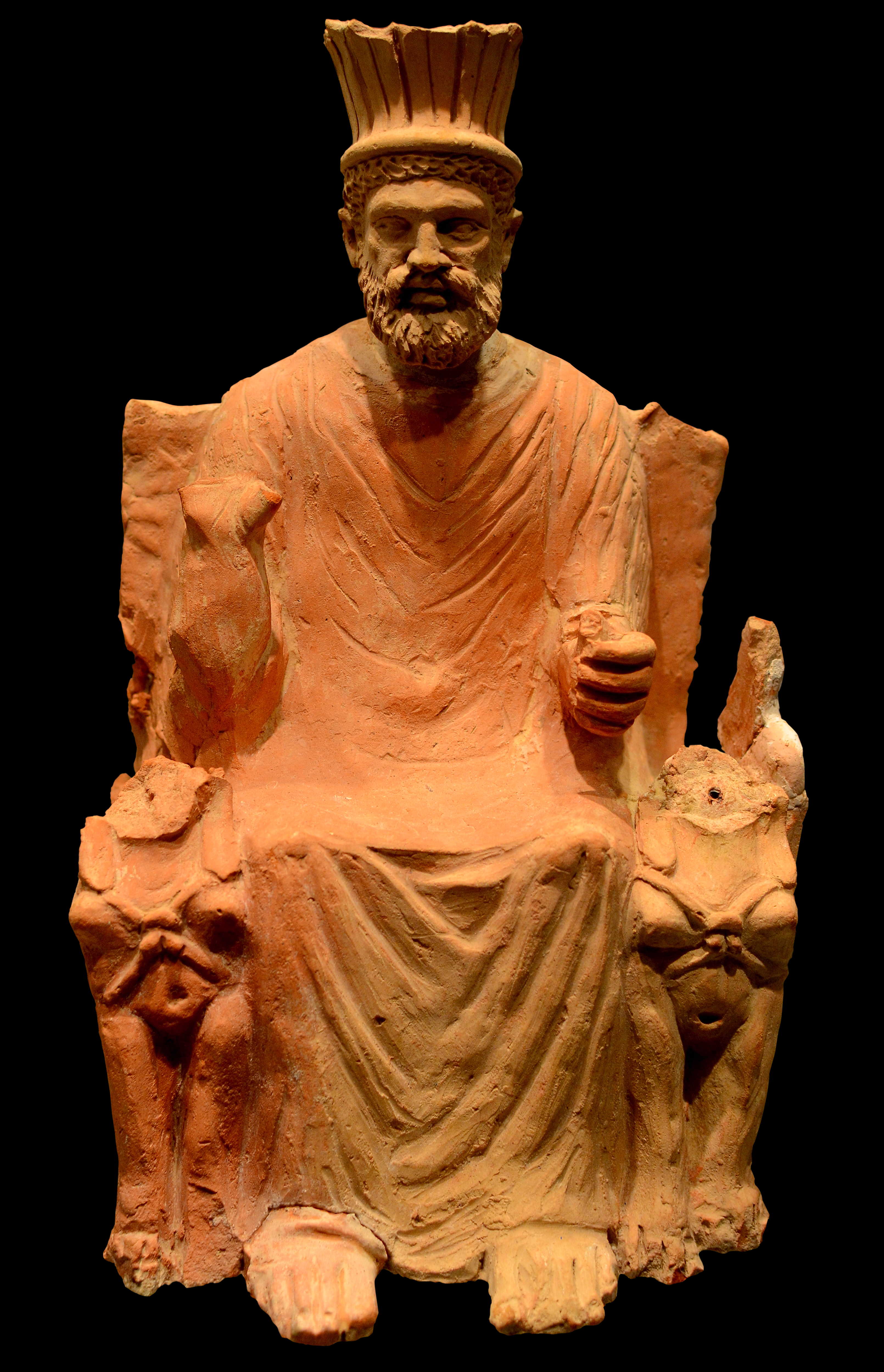
Ba'al Hammon di Thinissut datato al I sec a.C.

### Vita quotidiana
I Punici erano artigiani specializzati e riconosciuti. I Greci conferirono loro la reputazione di vendere gingilli, oggetti di vetro fabbricati da artigiani in cambio di prodotti di valore come materie prime delle regioni a cui si avvicinavano con le loro navi. Così, molti oggetti e ornamenti fenici di varia ispirazione (greco, egiziano, ecc.) furono scoperti nei siti che frequentavano. Le necropoli che sono state oggetto di scavi archeologici sin dal XIX secolo hanno consegnato un materiale importante e vario che denota un'industria artigianale sviluppata: lavorazione dei metalli con, in particolare, esempi di rasoi di bronzo ornati più spesso con motivi incisi, piccole maschere in pasta di vetro con funzione apotropaica che adornava collane, incisioni in avorio e osso ma anche gioielli.

#### Ceramiche
Per le ceramiche utilizzate nella vita di tutti i giorni, al di fuori del contesto religioso, gli scavi hanno consegnato ceramiche per scopi alimentari o culinari e anche lampade a olio le cui forme dimostrano una produzione stereotipata e razionalizzata; sono stati trovati anche esempi di vasi per bottiglie.
Se, dal III secolo a.C., si vedono molte imitazioni delle importazioni greche, persiste una produzione tipica denominata "modello a torta". Gli scavi della necropoli di Cartagine hanno portato alla luce modelli che rappresentano elementi della vita quotidiana: un forno per il pane tabouna, depositato nel Museo Nazionale di Cartagine, ma anche piccoli mobili che permettono di immaginare l'interno delle abitazioni.

Ceramiche e lampade puniche
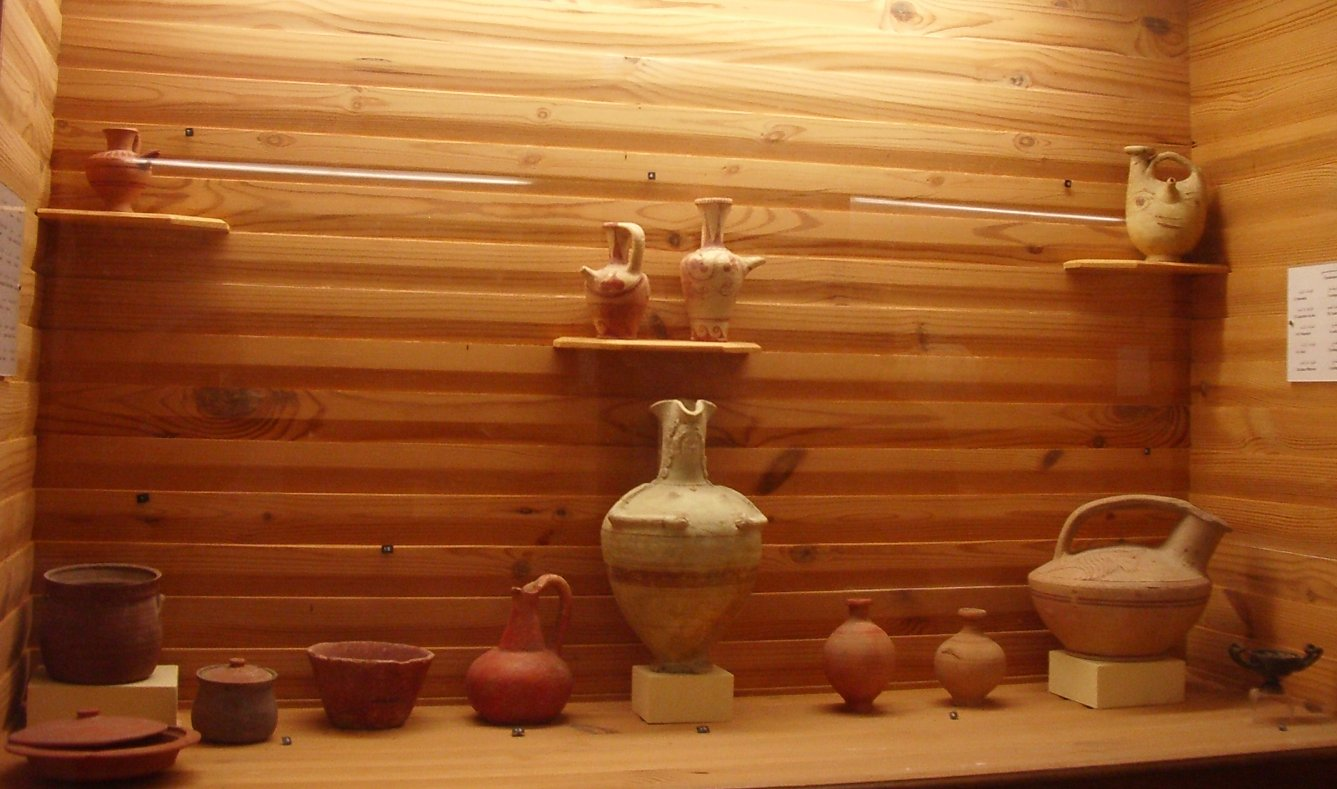
Vetrine per la produzione locale di ceramiche al Museo Nazionale del Bardo
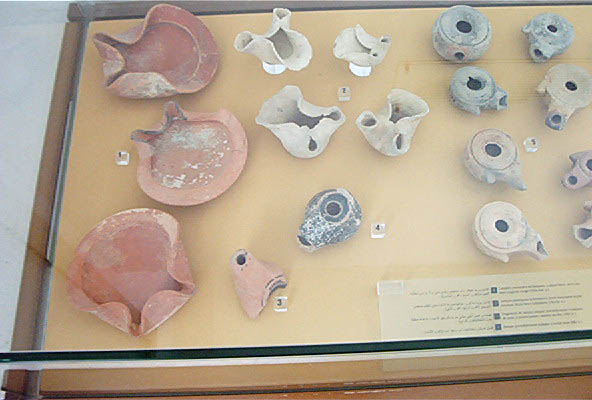
Lampade puniche del Museo Nazionale di Cartagine
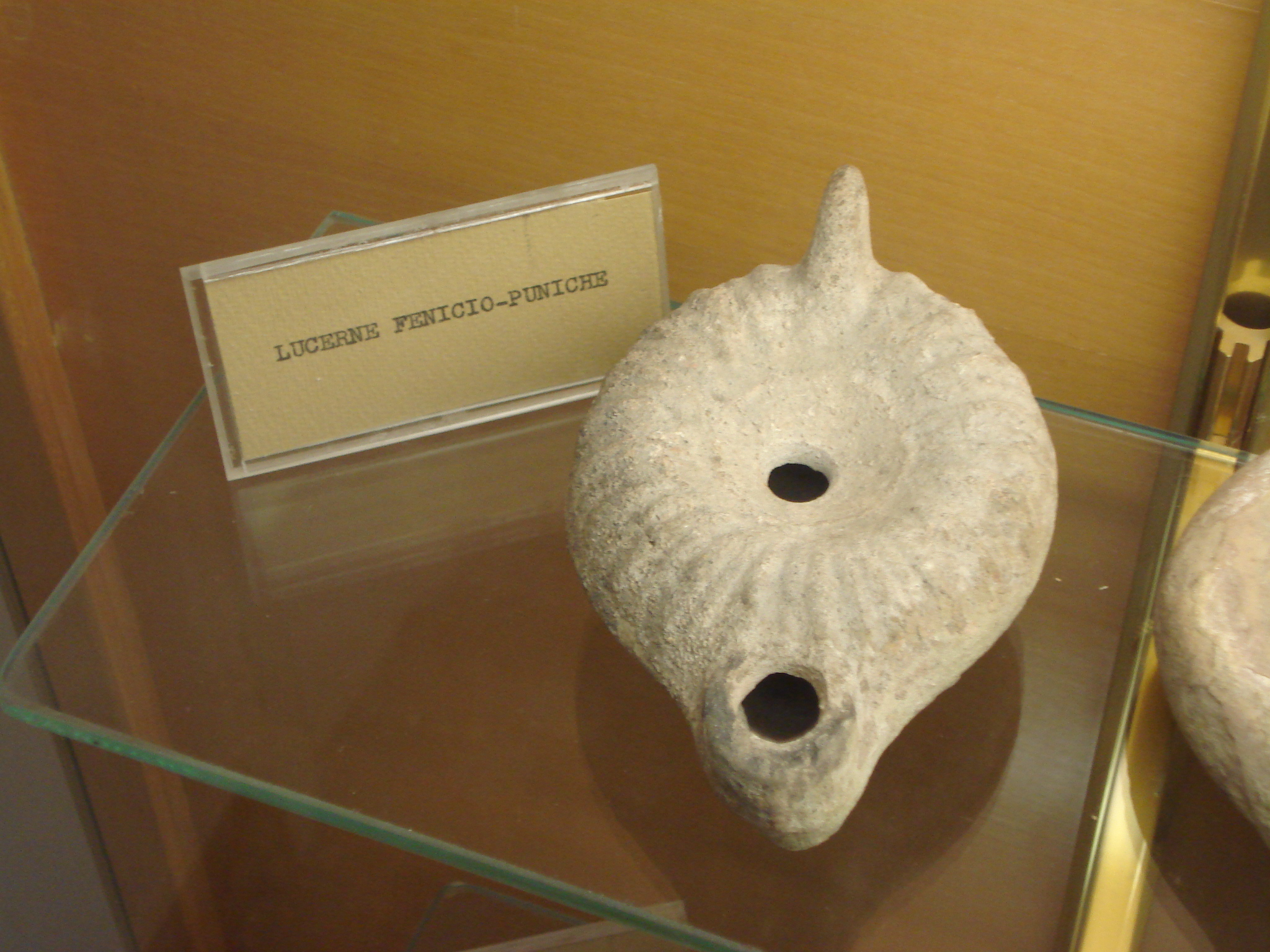
Lampade puniche del museo di Palermo
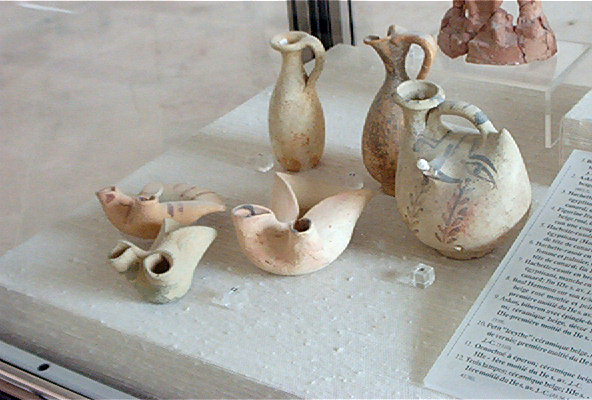
Ceramica e lampade puniche al Museo Nazionale di Cartagine

#### Amuleti

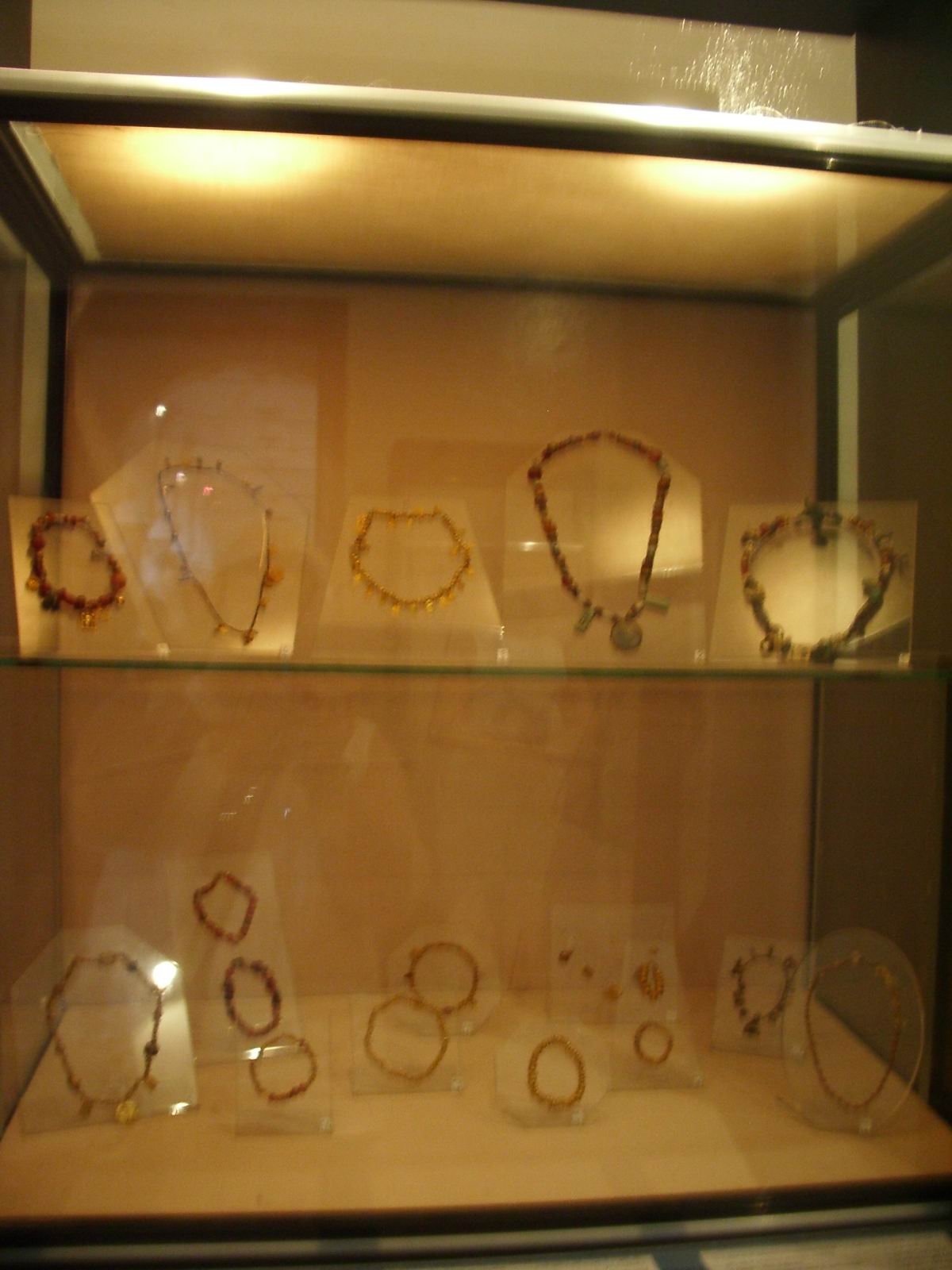
Vetrina di gioielli punici al Museo Nazionale del Bardo

Numerosi amuleti di ossa, pasta di vetro e pietra sono stati trovati nelle sepolture, principalmente donne e bambini, il cui scopo è proteggere i morti mediante riti magici. Furono importati (principalmente dall'Egitto) o fabbricati localmente. Alcuni temi sono ricorrenti, come il dio egizio Bes, ma anche Horus o Occhio di Horo.

#### Gioielli

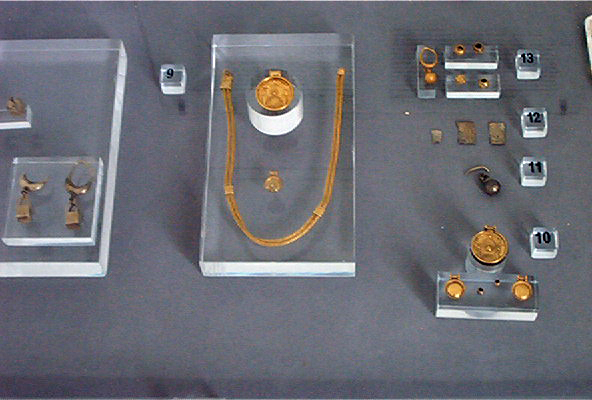
Gioielli punici dalla collezione del Museo Nazionale di Cartagine

Sontuosi gioielli d'oro, argento e pietre dure provengono dalle necropoli. Legata alla struttura del commercio fenicio-punico e risultante da una lunga tradizione orientale, questa produzione consiste in collane molto pesanti, ma anche anelli, orecchi ad anello o per il naso (noto anche come nezem) significativi dell'aspetto che doveva essere quello dei punici, aspetto ampiamente deriso dalle fonti classiche. Sono stati anche scoperti coleotteri e casi di amuleto con evidente funzione protettiva.

#### Avori e ossa
Ci sono anche piccole tavolette d'avorio intagliate, un materiale spesso sostituito dall'osso, a un costo inferiore. L'antica influenza orientale, anche egiziana, è ricorrente in questi manufatti frequenti nei vari siti del Mediterraneo tanto orientale quanto occidentale. Un gran numero di oggetti di questa natura risalgono al VI secolo a.C. e la presenza negli stessi luoghi di avorio grezzo indica una manifattura locale.

#### Rasoi di bronzo

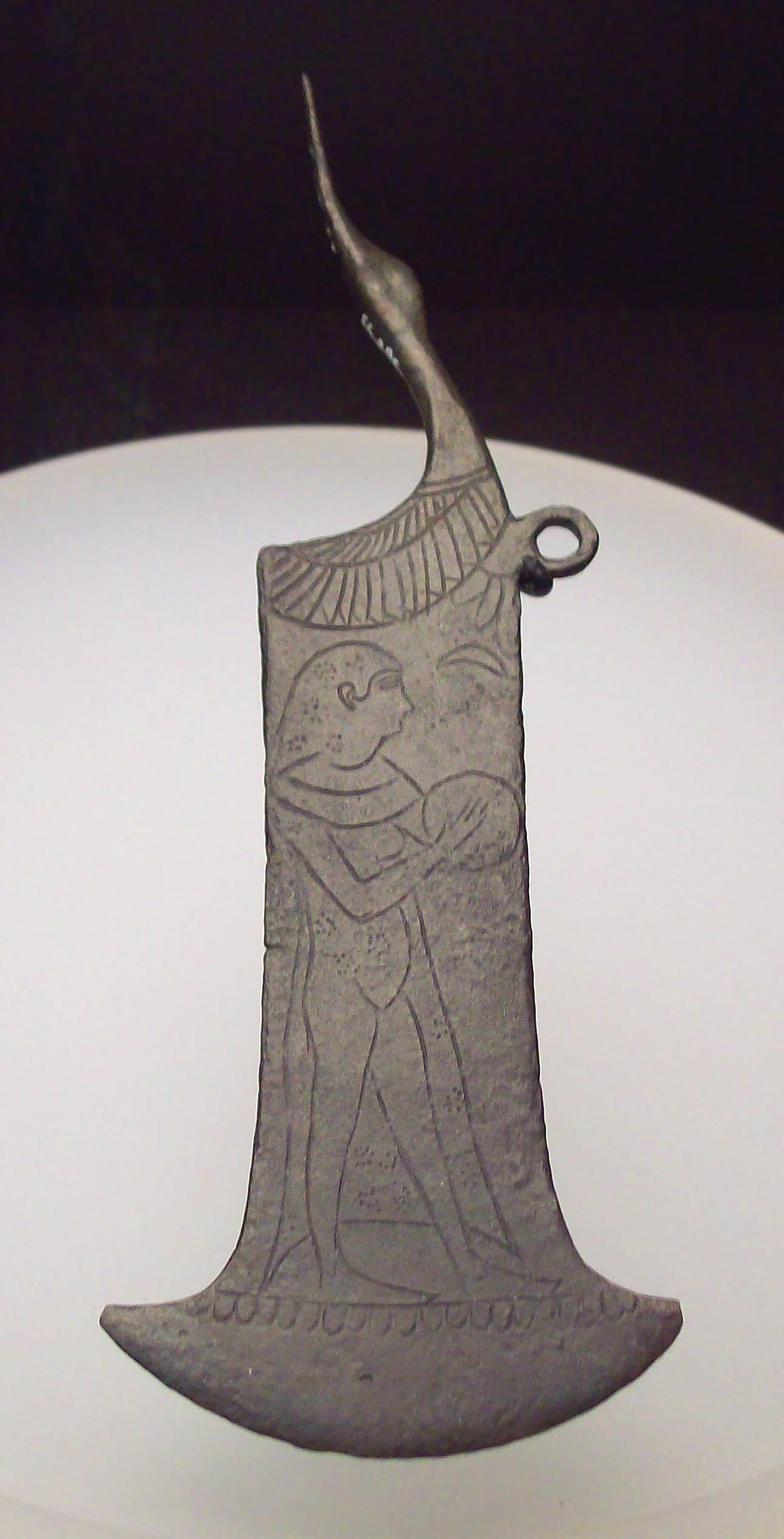
Rasoio punico di bronzo trovato nella necropoli di Puig des Molins (Ibiza) (VI - iv sec. a.C.), Madrid, museo archeologico nazionale

Numerosi rasoi di bronzo o di ferro furono scoperti nelle necropoli successive al VII secolo a.C. Questi oggetti sono stati collegati a una purificazione simbolica del defunto. Esercitavano una funzione religiosa, persino talismanica e avrebbero potuto essere destinati a essere sospesi, almeno per questo tipo di materiale presente nel mondo iberico.
Inoltre, dal V secolo a.C., è emersa una decorazione. Questi disegni - a volte raffigurati su entrambi i lati nel caso di copie tardive - mostrano varie influenze, principalmente egiziane o egee. La produzione è stata in grado di raggiungere uno sviluppo autonomo nelle varie regioni dei possedimenti cartaginesi, dimostrando reali capacità creative.

#### Bicchieri
Secondo una leggenda raccontata da Plinio il Vecchio, il vetro fu inventato dai Fenici, che avrebbero tenuto segreto il processo di produzione per molto tempo. In effetti, hanno senza dubbio sviluppato la tecnica del soffiaggio e soprattutto commercializzato la loro produzione su larga scala, il che avrebbe permesso la nascita della leggenda.
Le scoperte sono abbastanza frequenti nei siti archeologici, sia in Occidente che nel Mediterraneo orientale. Gli oggetti più tipici sono piccole maschere con volti umani, destinate ad essere inserite in collane con piccole perle di vetro; c'erano anche piccoli unguenti o vasi per profumo. I pezzi più notevoli sono interamente colorati.

Artigianato in vetro
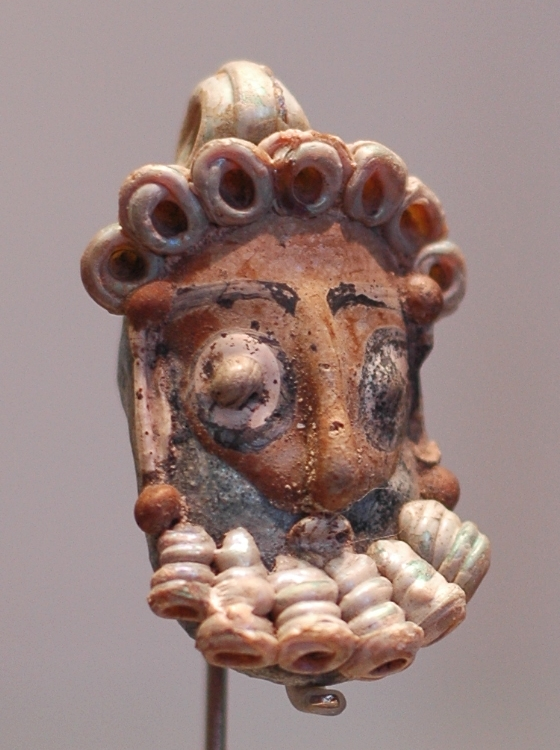
Testa di un uomo barbuto in pasta di vetro al Museo del Louvre (IV - III sec a.C.)
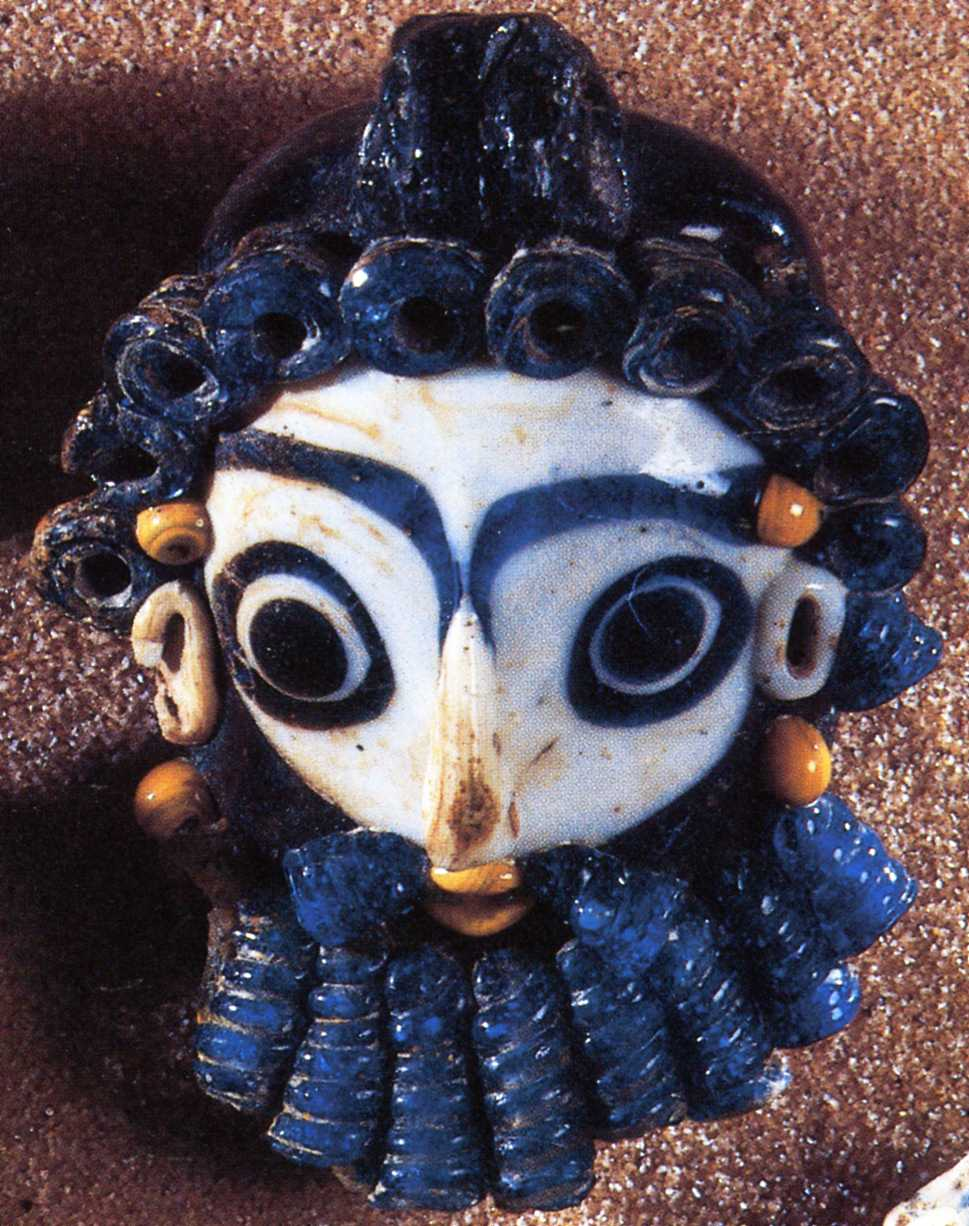
Amuleto di pasta di vetro al Museo Nazionale del Bardo (fine del IV inizio del III sec.a.C.)
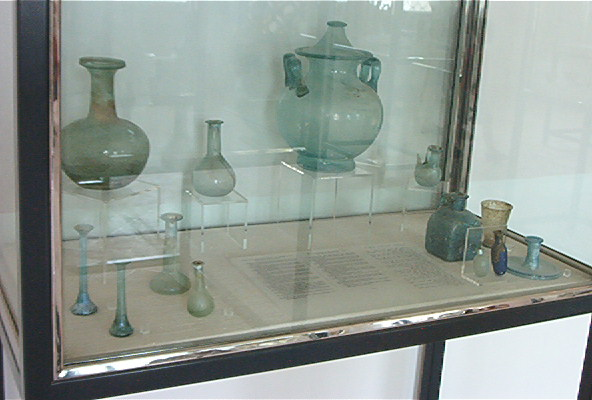
Vetreria al Museo Nazionale di Cartagine
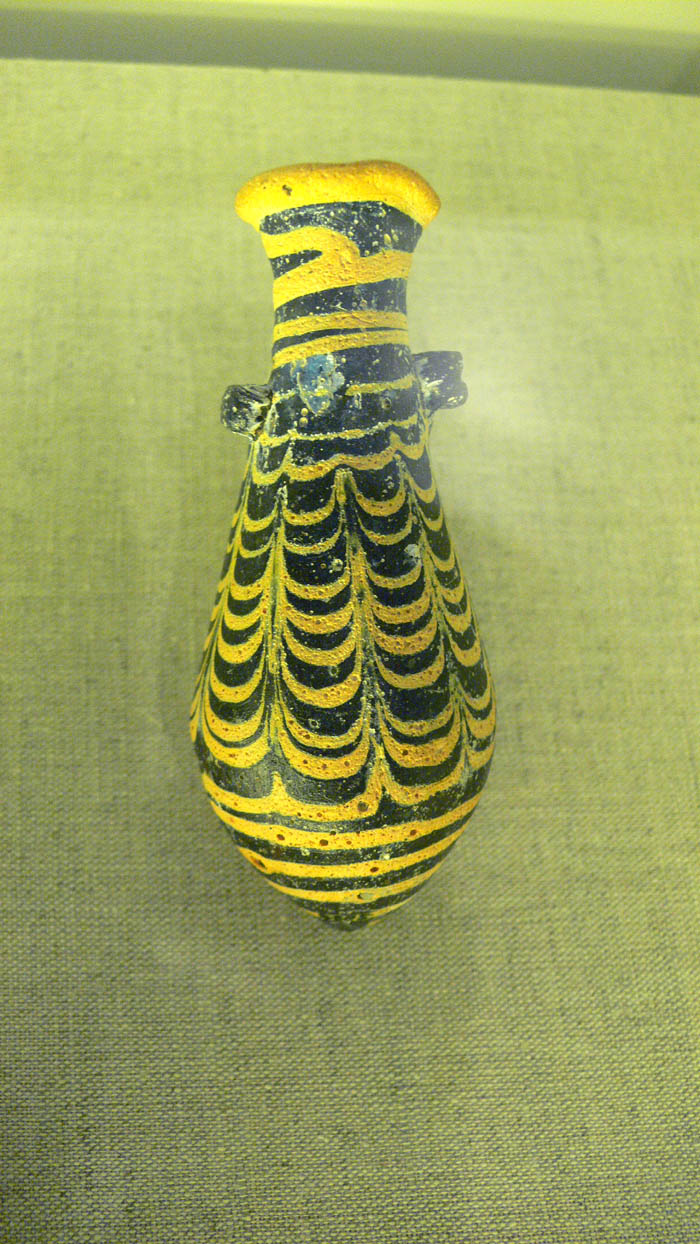
Vaso per unguento, museo di Puig des Molins

#### Numismatica

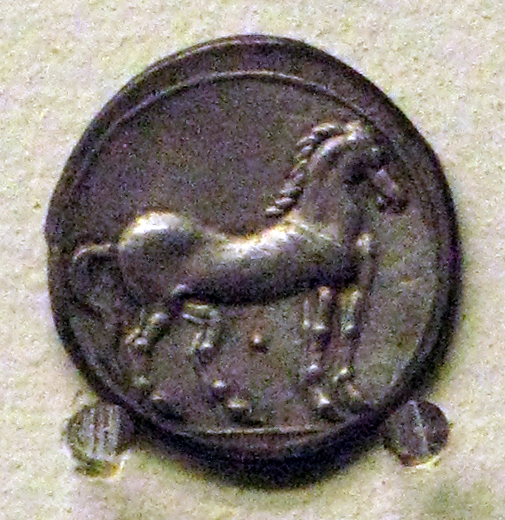
Mezzo shekel d'argento con cavallo, zecca di Cartagine di Zeugitania, 215-205 a.C.

Le monete cartaginesi appaiono in ritardo: l'economia punica non è monetaria all'inizio perché gli scambi sono fatti usando lingotti o persino con il baratto. Le prime datazioni dal 480 o 430 a.C. La nascita del conio punico è legata alla necessità di pagare i mercenari impegnati per conto della città punica in Sicilia, le officine di Mozia e Palermo sono considerati come i luoghi di conio delle prime monete di questa civiltà. A Cartagine, le officine iniziano la loro attività solo a metà del IV secolo a.C. Il metallo utilizzato è oro e argento alla fine del III secolo a.C. La qualità del conio declinò non appena terminò la Seconda Guerra Punica, e gli scavi archeologici non permisero che questo elemento fosse considerato come un argomento di presunta decadenza.
Le emissioni propriamente cartaginesi vanno da un sistema calibrato sulla dracma egea al siciliano fenicio. Secondo Jacques Alexandropoulos, questa transizione metrologica sarebbe legata alla perdita di posti commerciali siciliani, giustificando il passaggio da un sistema punico-greco con una vocazione internazionale a officine fenicio-puniche per uso interno, esprimendo anche un salto "nazionalista" di Cartagine. La tipologia delle monete di Cartagine sostiene da un punto di vista stilistico l'idea della paternità greca di questo conio. Questo è in particolare il caso del tipo, secondo Stéphane Gsell, Gilbert Kenneth Jenkins o Pierre Cintas, con la testa di Aretusa, Cerere o Tanit. Qualunque cosa possa essere, questo ritratto sembra dovere molto a Euainetos. Come le città greche e le loro colonie nella Grande Grecia, Cartagine afferma la sua identità. Promette di essere africana attraverso iconici tipi monetari: oltre alla controversa testa della divinità, il cavallo (al galoppo in protoma) e la palma sono usati alternativamente o congiuntamente.
Una maggiore varietà di tipi trattati nella coniazione cartaginese appare nella penisola siciliana, sarda, iberica e negli ultimi tre secoli di vita metropolitana.

#### Glittica
Numerosi anelli sigillari sono stati trovati nelle necropoli puniche. Spesso hanno una forma di scarabeo egizio inciso su pietre semidure (corniola, agata, calcedonio, diaspro, crisoprasio, onice, ecc.) Il piatto dello scarabeo offre spesso un argomento di ispirazione talismanica.
Questa mania proviene da una lunghissima tradizione orientale. Queste pietre trattate con intaglio potrebbero essere la fonte di prodotti importati. Le pietre incise provenivano da botteghe fenicie e più frequentemente dall'Egitto. Erano investite di virtù talismaniche simili alle credenze egiziane.
Tuttavia, vi è una certa degenerazione dalla seconda metà del IV secolo a.C., con una produzione meno nobile (incisioni su pasta di vetro) che potrebbe essere l'indice di una tipica produzione cartaginese mentre l'aspetto delle importazioni si evolve e presenta un'incisione più frequentemente in stile ellenistico.

## Lingua e letteratura

### Lingua

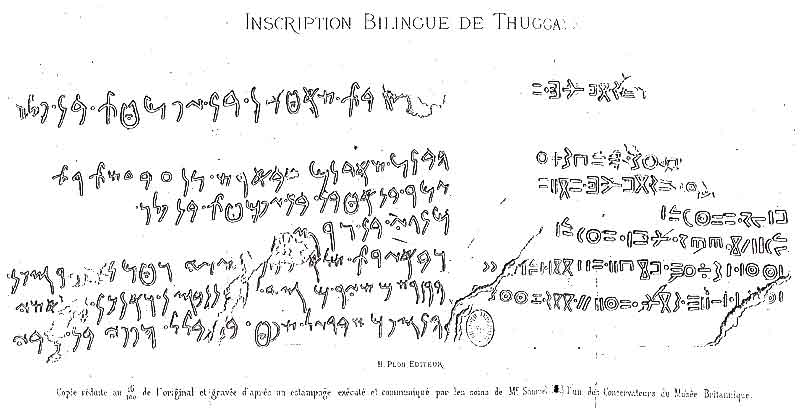
Iscrizione libica e punica del mausoleo libico-punico di Thugga ora in mostra al British Museum (II secolo a.C.)

La lingua punica serviva da legame e da fondo linguistico e culturale comune ai Fenici occidentali, il cui centro è Cartagine. Questa lingua, usata dalle élite e dalle popolazioni delle regioni sotto l'influenza punica - Numidi e altri berberi del Maghreb (come in Tunisia e Algeria o in Marocco) ma anche iberici e altre popolazioni del regno di Tartesso (nel sud dell'Hispania) - è stato trasmesso in profondità nei loro territori.
Continuò, nonostante il dominio del latino, fino all'arrivo degli arabi nel VI secolo. A quel tempo, questa lingua in declino era diventata uno sfondo locale, almeno in alcune regioni. Corollario della lingua, l'alfabeto fenicio, l'antenato dell'alfabeto greco, si è diffuso in tutto il bacino del Mediterraneo fino a diventare il vettore del pensiero dei popoli della sfera punica. Questa scrittura senza vocali cambiò dopo l'insediamento romano in Nord Africa, tendendo ad includere vocali. Il suo aspetto è stato diverso nel tempo e per regione. Nel IV secolo, l'alfabeto latino fu usato per trascrivere il linguaggio punico.
La lingua alla fine diventa, con il berbero, il substrato su cui si sono stabiliti l'arabo tunisino e altri moderni dialetti del Maghreb, influenzati dall'arabo.

### Letteratura ed epigrafia

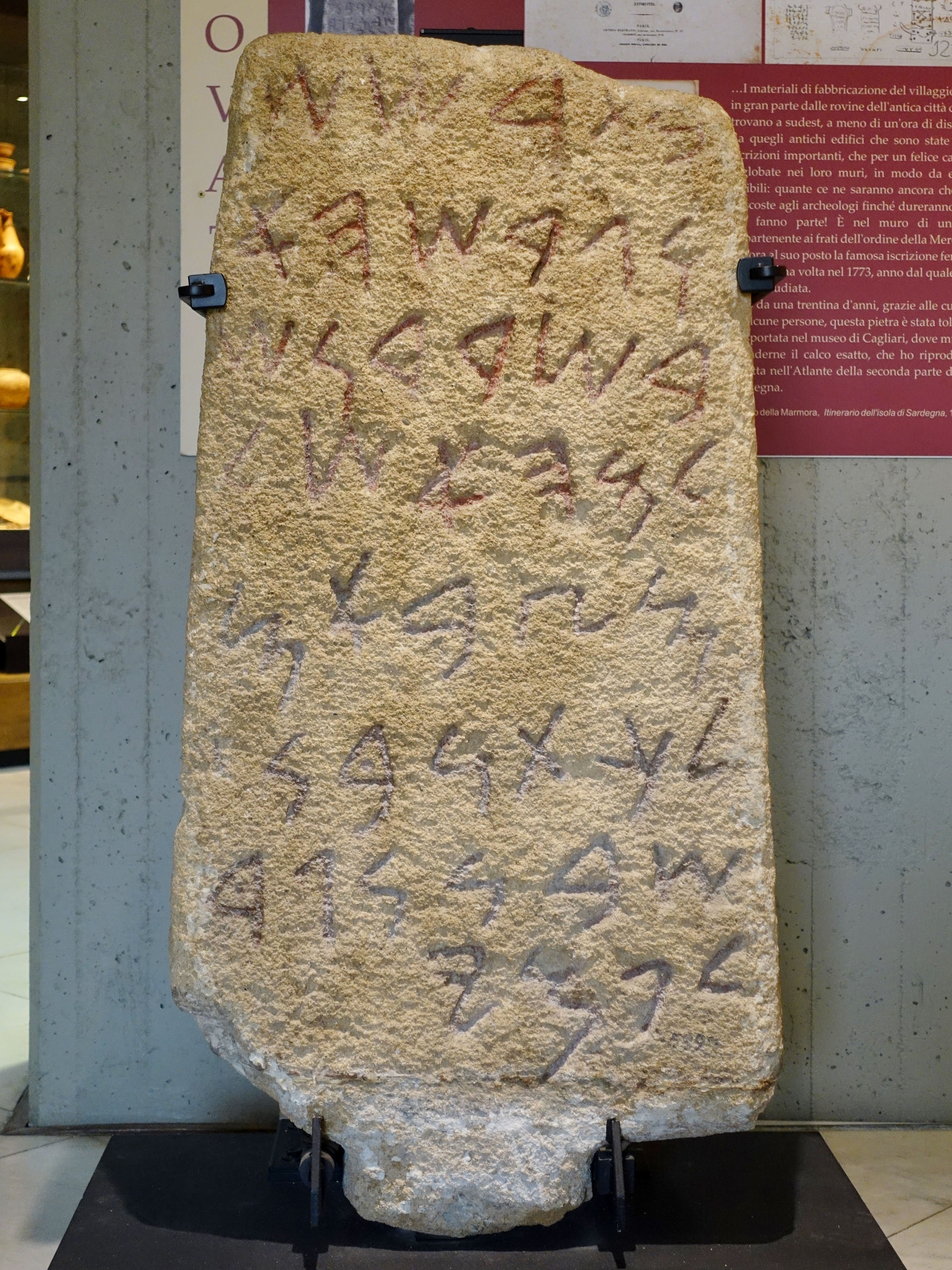
Stele di Nora con evidenziato dell'alfabeto fenicio (IX - VIII secolo a.C.), Cagliari, Museo Archeologico Nazionale

La letteratura cartaginese non ci è pervenuta, ma sappiamo che a Cartagine esistevano molte biblioteche, che inducevano una certa produzione letteraria o almeno una diffusione della letteratura dell'epoca, in particolare quella della lingua greca. La filosofia era diffusa nei circoli punici, alcuni nomi sono conosciuti da ciò che dice Diogene Laerzio o Giamblico; il filosofo più famoso di origine cartaginese è senza dubbio Clitomaco.
C'era una letteratura di diritto, di storia, di geografia, anche se tutto ciò è stato perduto. Tuttavia, sono stati conservati frammenti dell'importante trattato di agronomia di Magone, che influenzò fortemente i romani: la prova è che la traduzione in latino fu decisa dai conquistatori il giorno dopo la cattura della città. Gli scrittori romani successivi ne citano estratti e ne sono pieni di elogi (Plinio il Vecchio, Varrone e Columella,). La storia del viaggio di Annone, anche se è un testo scritto in greco, deve essere la traduzione di un testo punico probabilmente esposto in un tempio128. Tuttavia, difficile da interpretare, il documento ha suscitato molte controversie.
Molte stele, tuttavia, forniscono un intero insieme di iscrizioni, comprese le stele trovate in quantità nei tofet, tra cui quella di Cartagine. Questi testi sono stati raccolti all'interno del Corpus Inscriptionum Semiticarum. Ma sembrano molto stereotipati e portano poca conoscenza della città. Inoltre, non forniscono molte informazioni sugli onomastici, i nomi propri noti sono limitati in numero.
Inoltre, gli archeologi hanno scoperto un piccolo numero di documenti chiamati "tariffe di sacrificio", che sono stati collocati nei templi. Il più noto di questi è la "tariffa di Marsiglia", così chiamata perché si trova nel porto di questa città. Nonostante la sua posizione, secondo gli specialisti, è di origine cartaginese. Degno di nota è anche il caso delle lamine di Pyrgi rinvenute a Cerveteri, in Italia, che hanno fatto luce sui rapporti tra Etruschi e Punici nel VI secolo a.C.
Infine, le monete costituiscono anche una fonte epigrafica e consentono in particolare di studiare la variazione talvolta importante della calligrafia e della forma delle lettere.

## Religione
La religione è l'aspetto della civiltà cartaginese che è stato oggetto della più grande controversia a causa delle accuse di mostruosità sui riti di sacrificio infantile menzionate nelle fonti antiche, da Diodoro Siculo a Tertulliano, e trasmesso fino ad oggi da numerosi scienziati.

### Pantheon

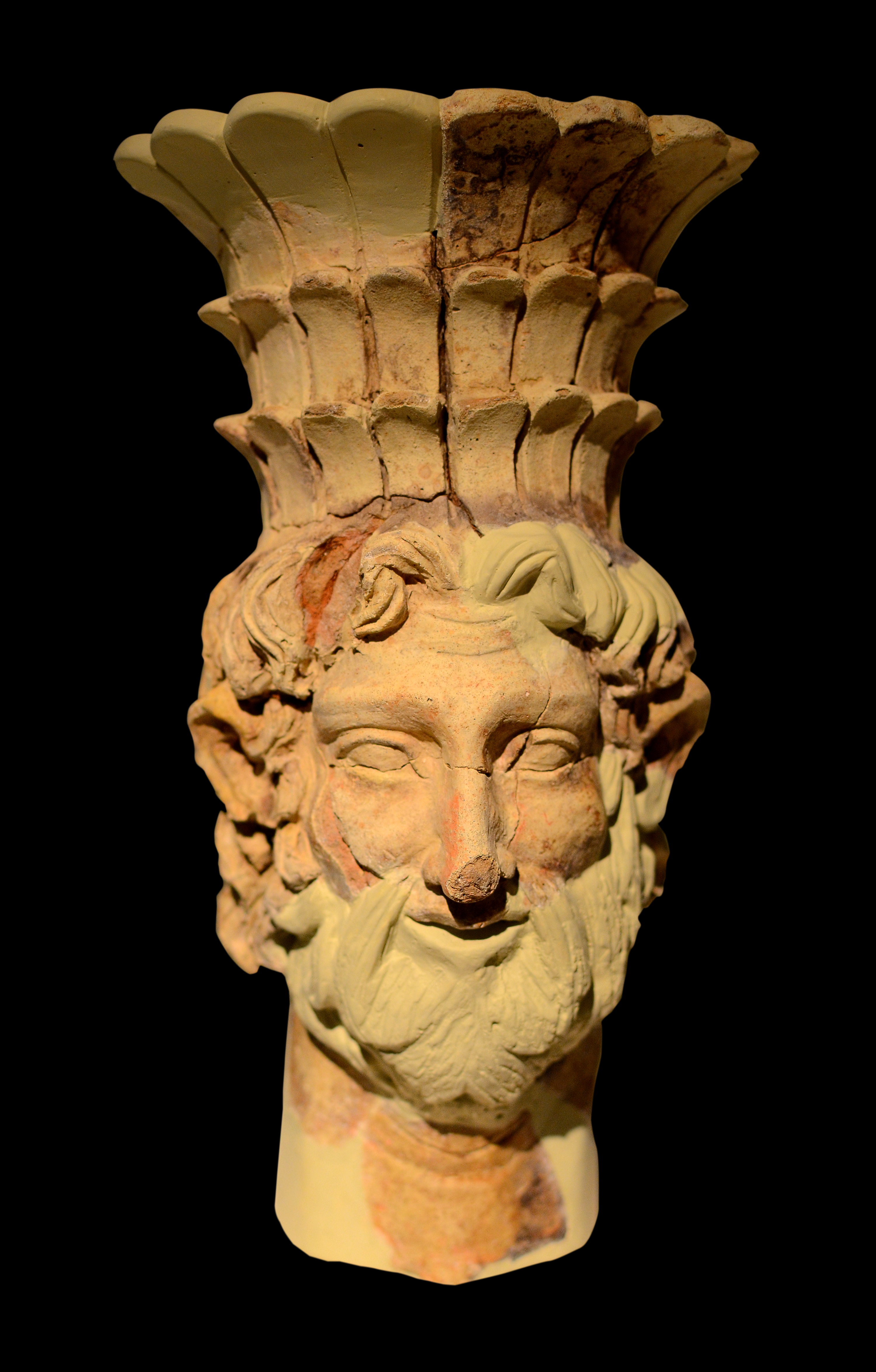
Brucia-profumi di Cartagine rappresentante Ba'al Hammon con una tiara piumata (II secolo a.C.), argilla, Museo Nazionale di Cartagine

La mitologia di Cartagine è in gran parte ereditata da quella dei Fenici, e la sua religione, nonostante una trascrizione in latino o greco nelle fonti antiche, conserva nel corso della sua storia questo carattere profondamente semitico-occidentale.
Il pantheon, basato su una base semitica, si evolve nel tempo, spesso dopo un incontro con le tradizioni locali. Inoltre, alcune divinità acquisiscono in varie colonie il carattere di poliade: Tinnit o Tanit potrebbe essere considerato il poliade di Cartagine, Melqart che interpreta questo ruolo a Gades - luogo in cui possedeva un famoso tempio - proprio come Sid (Sardus Pater in Era romana) in Sardegna. Il pantheon, che ha un numero relativamente elevato di divinità, è dominato da Ba'al Hammon nel Nord Africa e spesso accompagnato da Tanit (volto di Ba'al) come consorte. Ba'al e Tanit presumibilmente acquisirono personaggi specifici nel Nord Africa perché, in Oriente, i personaggi di Ba'al differivano da quelli della divinità cartaginese, mentre Astarte, che era la sua consorte in Oriente, sembra più svanita nella sfera cartaginese, anche se il suo culto è ben noto.

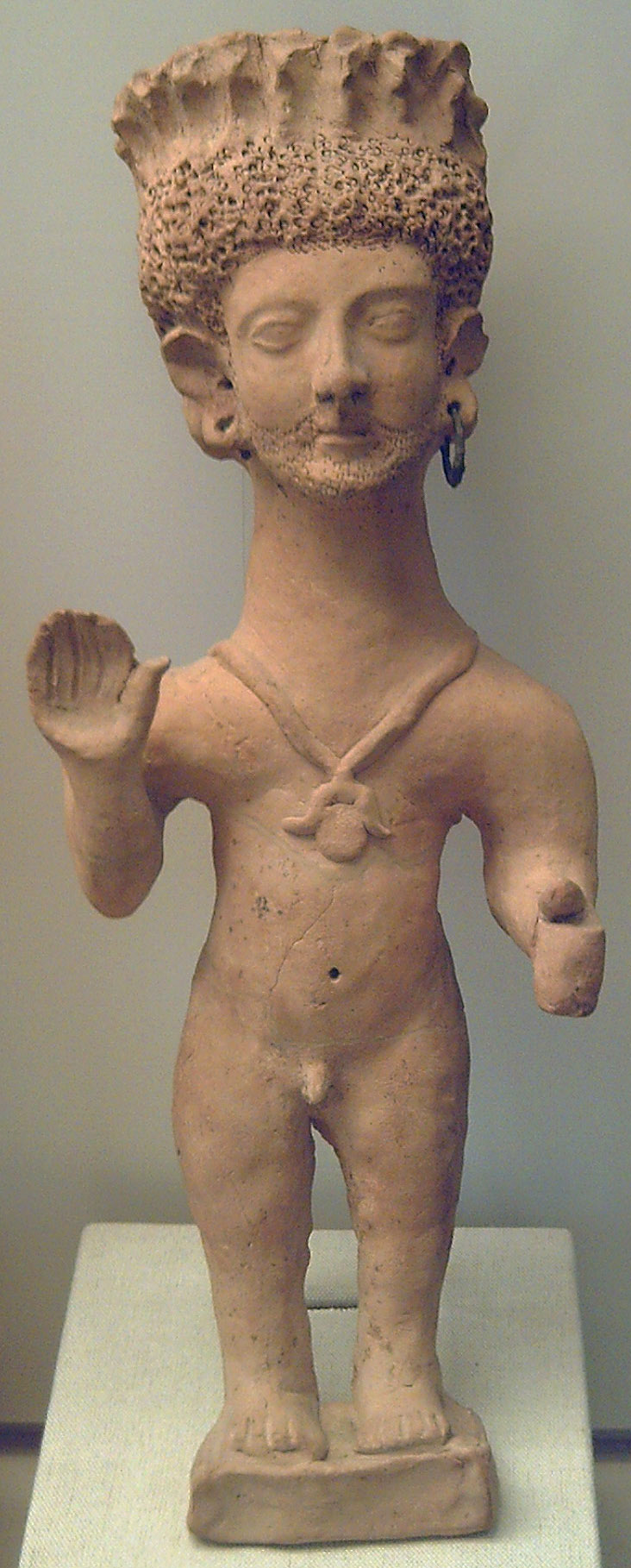
Statuetta di orante (III secolo a.C.) trovata nella necropoli di Puig des Molins (Ibiza) ed esposta al Museo Archeologico Nazionale di Madrid

Vi è quindi una certa continuità religiosa, gli antichi dei fenici essendo sempre venerati tra i Cartaginesi, come Astarte, dea della fertilità e della guerra, Eshmun, dio della medicina e Melqart, dio fenicio dell'espansione e dell'arricchimento dell'esperienza umana. Melqart adotta personaggi dell'eroe greco Eracle. Ba'al Hammon, originario della Fenicia, è anche influenzato dai contributi egiziani; Ammon era conosciuto in Libia e praticamente in tutto il Nord Africa, ed è paragonato a un dio locale la cui rappresentazione era anche un ariete.
Questo dio e il suo culto erano legati al fuoco e al sole. In epoca romana, il culto di Ba'al adottava tratti di Giove, il dio principale del pantheon romano. Era ancora in fase di cristianesimo. Infine, almeno un culto greco, quello di Demetra e Kore, legato alla fertilità e al raccolto, appare nella cultura cartaginese durante la guerra greco-punica. Secondo Diodoro Siculo, durante il saccheggio del tempio di queste dee a Siracusa nel 396 a.C., delle calamità si abbatterono sull'esercito cartaginese. Di conseguenza, le autorità decisero di introdurre i loro culti in modo che le divinità potessero ottenere riparazione. Ci sono anche prove di un culto della dea egizia Iside. Le divinità del pantheon punico sono state particolarmente onorate in momenti importanti della storia, ad esempio per ringraziare il successo di una spedizione marittima o per favorire una futura impresa militare.

### Santuari e riti

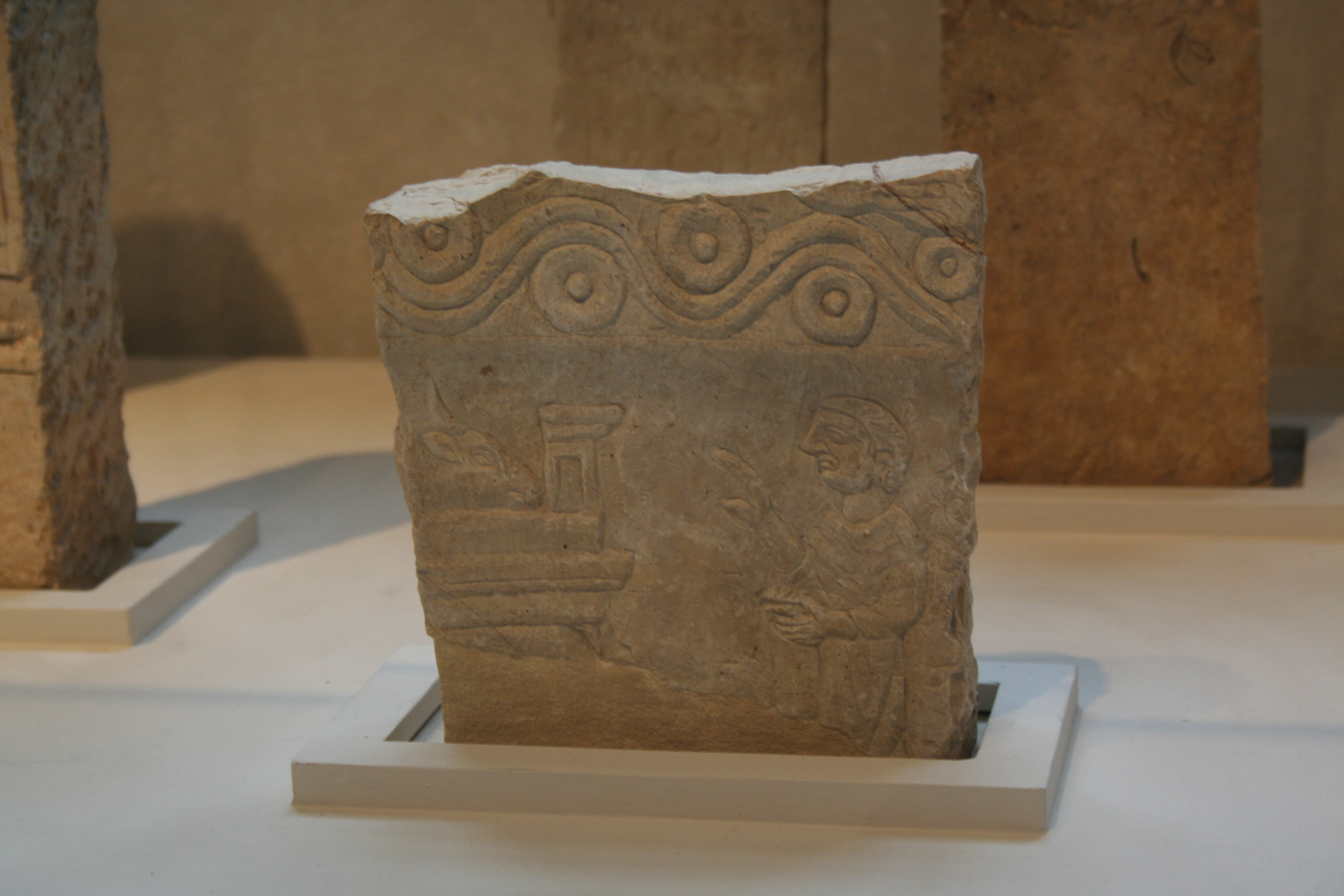
Scena religiosa raffigurata su una stele di Cartagine depositata al Museo del Louvre

I luoghi di culto sono costruzioni specifiche o spazi sviluppati. Diversi templi urbani sono stati trovati in vari luoghi; la loro posizione non ha seguito una regola specifica. Quelli situati in riva al mare hanno beneficiato del loro contatto con gli stranieri (offerte, ex voto, donazioni, ecc.) Sono stati anche scoperti dei santuari nelle caverne.
La religione era una questione di stato a Cartagine; anche se i sacerdoti non intervenivano direttamente nella politica interna o straniera, godevano di una grande influenza su una società profondamente religiosa. I culti erano strutturati da una gerarchia di sacerdoti le cui posizioni più alte erano occupate da membri delle famiglie più potenti della città. Un'intera società sembrava essere attaccata ai templi: servi, barbieri, schiavi. I fedeli potevano comprare ex voto nei locali del luogo di culto. In un certo numero di templi, esisteva una prostituzione sacra, maschile e femminile, definitiva o solo temporanea.

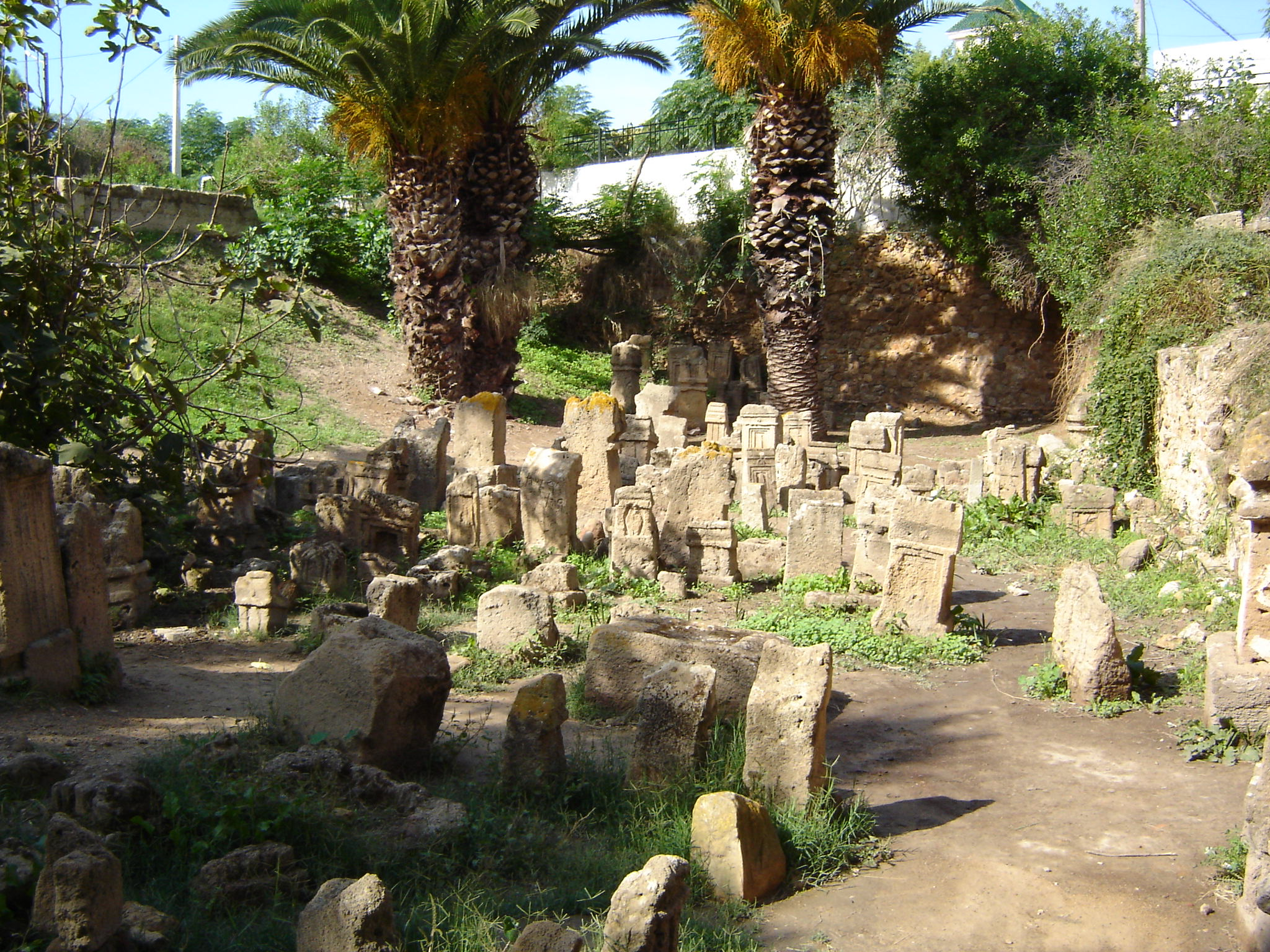
Vista di alcune delle stele del tofet di Cartagine

I culti hanno avuto un ruolo economico importante attraverso le offerte (come carne e altri beni) agli dei e ai sacerdoti. Il sacrificio ebbe anche un peso significativo: furono definite "tariffe" per ogni tipo di sacrificio in base a ciascuna richiesta, di cui furono conservati diversi esempi; uno di questi è esposto al Museo Borély di Marsiglia. I comprovati sacrifici in questi documenti sono vari: animali, piccoli (uccelli) o grandi (buoi), ma anche piante, cibo o oggetti. Dopo aver condiviso il prodotto del sacrificio tra divinità, sacerdote e fedeli, veniva eretta una stele come commemorazione.
La questione del tofet è centrale nella controversia, a causa della debolezza delle fonti che dà la stura alle interpretazioni più diverse. In particolare, fu identificato il tofet con il rituale moloch, raccontato dagli antichi autori come sacrificio di bambini. In vari tofet, gli archeologi hanno trovato stele in gran numero con iscrizioni stereotipate che evocano la realizzazione di un desiderio o un ringraziamento:
"Alla grande signora Tanit Ba'al e al signore Baal Hammon, ciò che [uno di questi] figli di [tale] ha offerto, che [Ba'al] o che [Tanit] hanno ascoltato sua voce e lo benedica."
Questi testi, tuttavia, rimangono poco chiari e per lo più ripetitivi. Nonostante le antiche fonti da caricare, va notata la mancanza di guida in alcuni dei testi chiave, come Tito Livio. Questo silenzio può sorprendere perché i romani non avevano interesse a nascondere una discussione che avrebbe giustificato il destino riservato a Cartagine. Il dibattito sul sacrificio dei bambini nella civiltà punica non è ancora concluso, la scienza non è in grado di dare le cause della morte dalle ossa contenute nell'urna o di dire se questo posto fosse diverso da una necropoli per bambini.
I culti e la loro pratica hanno lasciato tracce visibili nelle varie colonie fenicie del Mediterraneo occidentale, che sono diventate cartaginesi, ma anche tra i popoli che sono entrati in contatto con questa civiltà, come i berberi di Numidia e Mauretania e gli iberici.

### Religiosità popolare

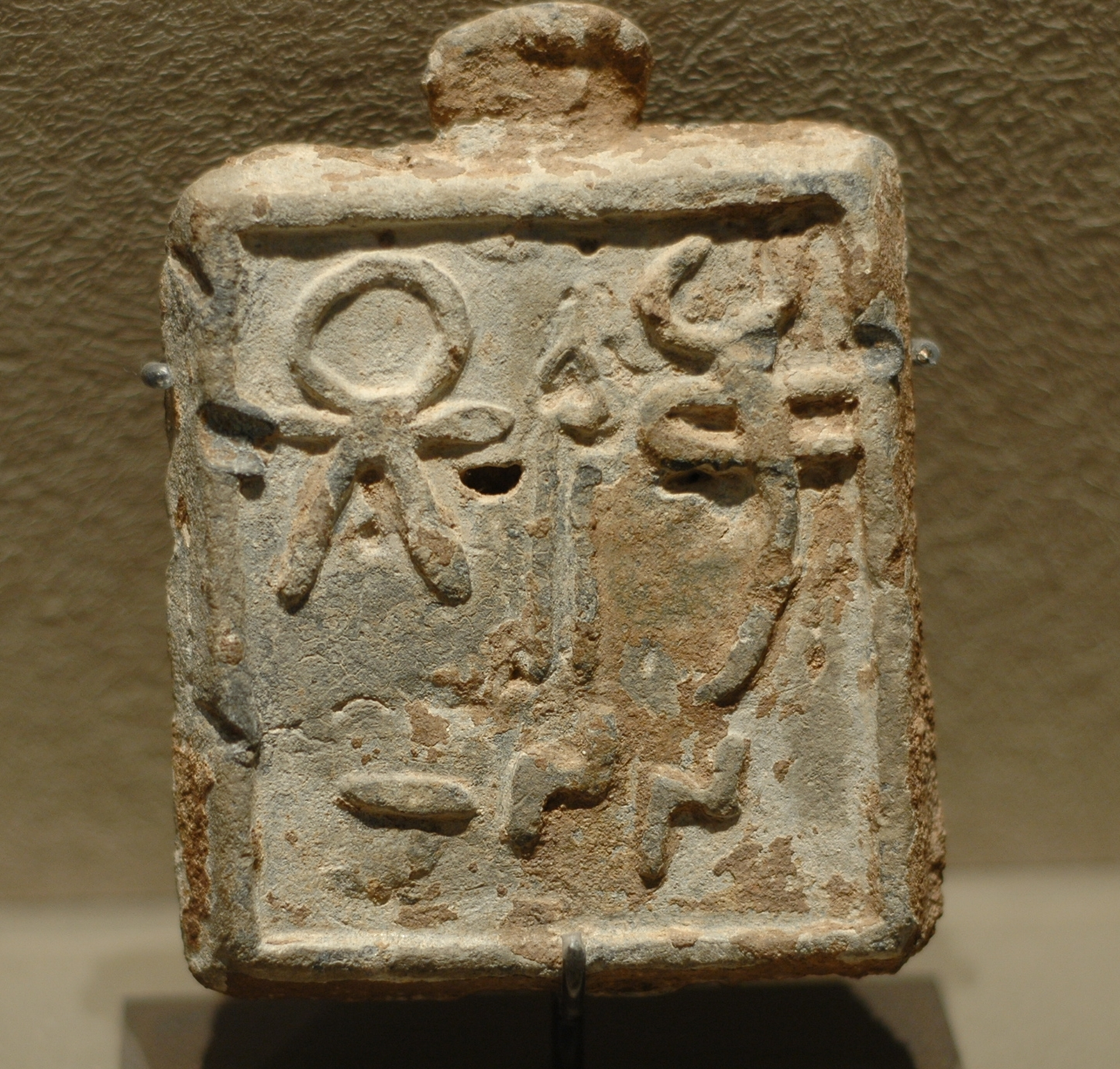
Peso quadrato di piombo con il segno di Tanit, V secolo a.C., Parigi, Museo del Louvre

C'è una differenza tra la religione di stato e la credenza popolare, a causa di amuleti e altri talismani per la protezione contro demoni o malattie, rivelando una forte influenza egiziana. Allo stesso modo, c'è un culto delle divinità egiziane, come il dio nano Bes, tra le classi inferiori. Pertanto, molti oggetti trovati negli scavi erano destinati alla protezione dei vivi e dei morti (maschere, amuleti inclusi Bez ma anche rasoi). La magia permeava la vita; era bianca ma anche nera per scongiurare potenziali rivali.
Il culto degli antenati fu probabilmente osservato nelle case ma rimane relativamente oscuro. I divieti alimentari, in particolare il maiale, continuarono fino all'inizio del IV secolo.
I Punici avevano fede in una vita dopo la morte, come dimostrano le camere mortuarie - anche se si praticava anche l'incenerimento - dove i defunti preparati per la loro vita nell'aldilà erano accompagnati da offerte di cibo e bevande. La loro tomba era decorata come una casa e la tomba era profumata prima di chiuderla. Alcuni dei morti erano posizionati secondo il rito orientale mentre altri erano in posizione fetale, secondo la tradizione berbera, e coperti di ocra, mostrando un'influenza locale sulla religione cartaginese, almeno nel Nord Africa. Allo stesso modo, le tombe puniche nelle Isole Baleari contengono statuette tipiche della cultura locale.

## Civiltà esogena e meticciato
La vita culturale di questa civiltà, che alcuni hanno chiamato talassocrazia a causa del suo rapporto stretto e duraturo con il mare, deriva dalla miscela di influenze indigene, fenicia, greca ma anche egiziana.

### Persistenze orientali e contributi africani
L'arte fenicia è una sottile miscela di elementi greci ed egiziani. Se la cultura egiziana ha influenzato profondamente i Fenici dal III millennio a.C., la cultura ellenica prese il sopravvento dal IV secolo a.C. La cultura fenicia emerge dal crollo egiziano, in seguito all'invasione dei Popoli del mare nel 1200 a.C. Prima della sua esistenza, era confusa nell'area siriano-libanese (paese di Canaan). Inoltre, alcuni punici dell'ovest saranno chiamati cananei per molto tempo dopo l'assorbimento dell'impero cartaginese da parte dei romani. In effetti, a causa della posizione geografica di Cartagine e mentre i Fenici sono presenti nel Mediterraneo occidentale, la città punica cristallizza e consolida questa presenza, trasformandosi in un impero, promuovendo nel contempo l'ascesa della colonizzazione.

### Identità cartaginese

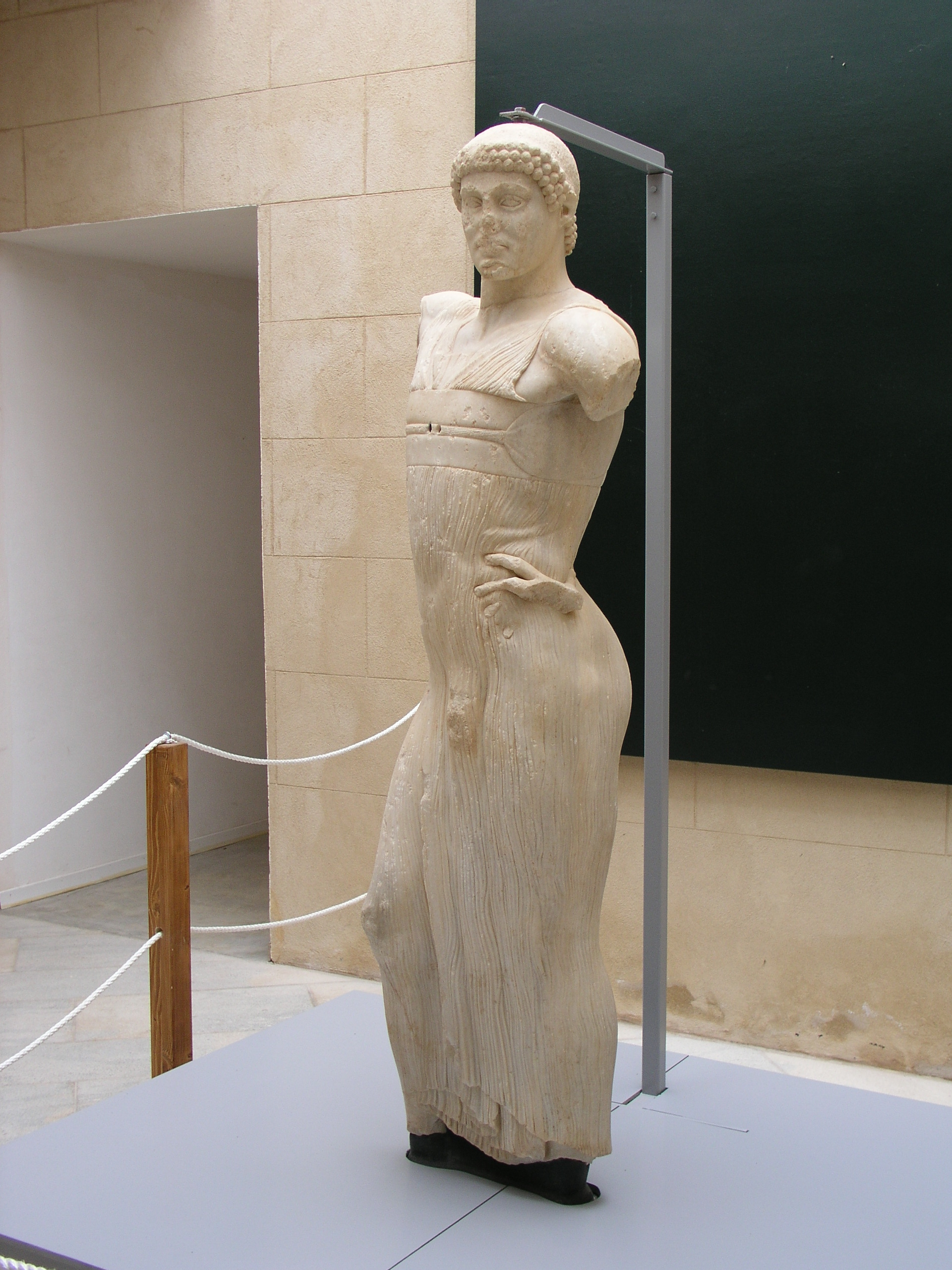
Efebo di Mozia, intorno al 450-440 a.C., marmo, Museo Whitaker, Mozia

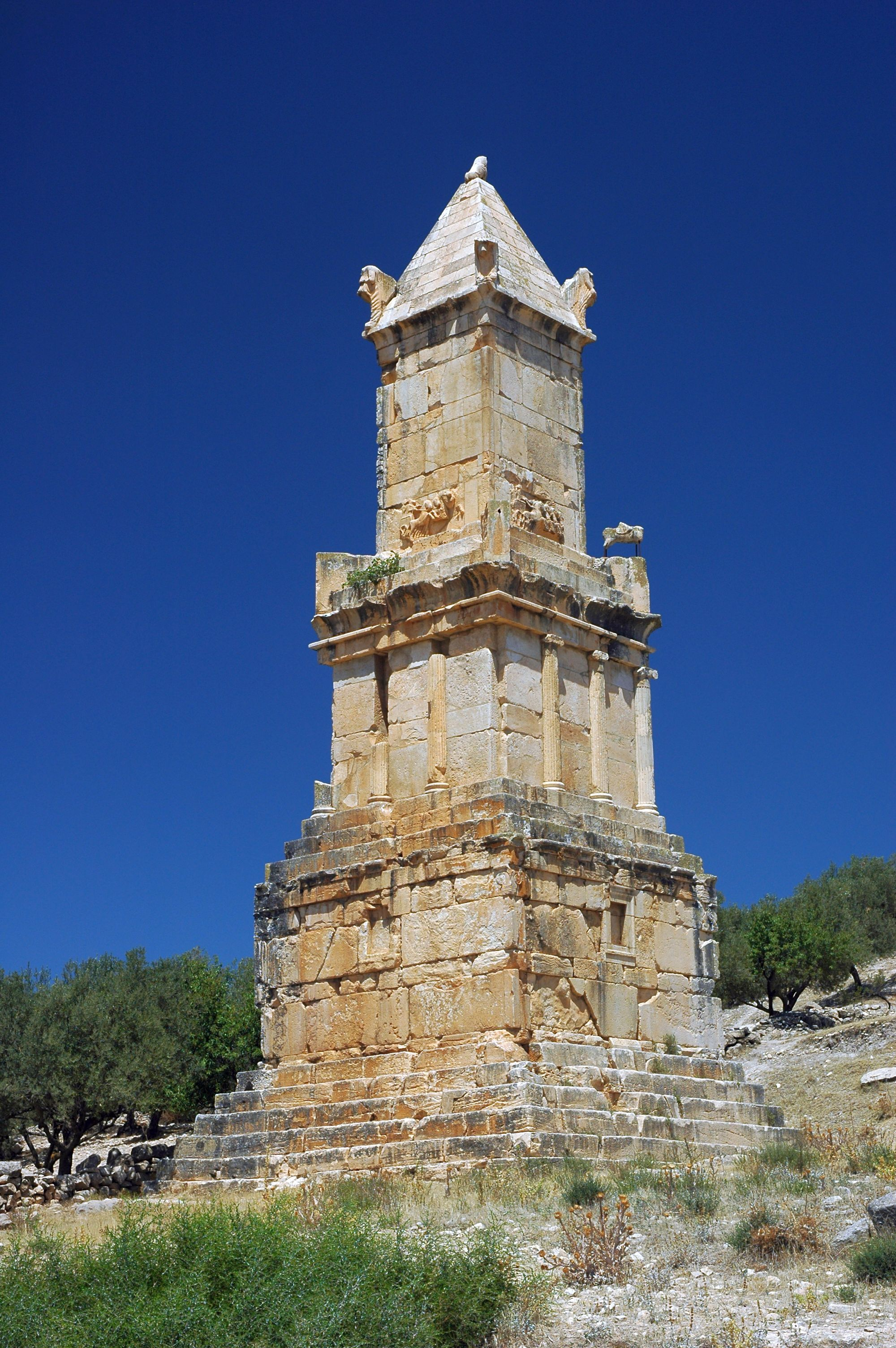
Mausoleo libico-punico di Dougga, I secolo a.C.

L'arte punica, quella dei Fenici occidentali, mostra componenti egiziane come il lavoro del vetro - con le piccole maschere di vetro delle tombe puniche specifiche della mentalità fenicia e che servono ad allontanare gli spiriti maligni o i demoni dai morti - e motivi come il loto trovato su oggetti o sulla decorazione di edifici. Inoltre, dal IV secolo a.C., appaiono tracce di influenza ellenica sovrapposte alle influenze egiziane e che si aggiungono alla primitiva cultura fenicia.
Il mausoleo libico-punico di Thugga occupa un posto speciale in quanto simboleggia il sincretismo architettonico tra tradizioni egiziane e contributi greci o addirittura ellenistici. Ci sono altri testimoni di questa monumentale architettura funeraria come a Sabrata.
La scultura si evolve da uno stile ieratico, quasi simbolico, a un'estetica più figurativa ma idealizzante perfezione. L'efebo di Mozia, un marmo del V secolo a.C. scoperto durante gli scavi terrestri nel 1979, testimonia di questo contatto con il mondo greco della Sicilia. Questa statua ha dato origine a varie tesi: alcuni hanno visto una rappresentazione di Melqart con una chiara influenza greca mentre altri ricercatori considerano la statua come un'opera greca trasportata a Mozia a seguito di operazioni militari. Altri ancora lo identificano come una commissione per un artista greco della Sicilia del V secolo a.C. ma secondo i canoni cartaginesi, in particolare in termini di abbigliamento; abbiamo persino citato un ruolo di auriga persino uno sponsor di giochi. L'ambiguità dei canoni di quest'opera comporta "una perdita dei soliti marcatori, fonte di disagio intellettuale ed estetico". Anche il sarcofago chiamato "la sacerdotessa" della necropoli di Rab mostra queste influenze contrastanti.
I canoni estetici dei protomi indicano la stessa mescolanza e i criteri all'origine delle scelte degli artigiani rimangono difficili da comprendere. Le statuette di Ibiza rivelano un'influenza locale, senza dubbio legata al relativo isolamento dell'isola. Una metropoli situata tra Oriente e Occidente, Cartagine ha svolto un ruolo di facilitatore negli scambi economici e culturali, rivelando una grande porosità ai contributi esterni.

### Persistenza dopo la caduta

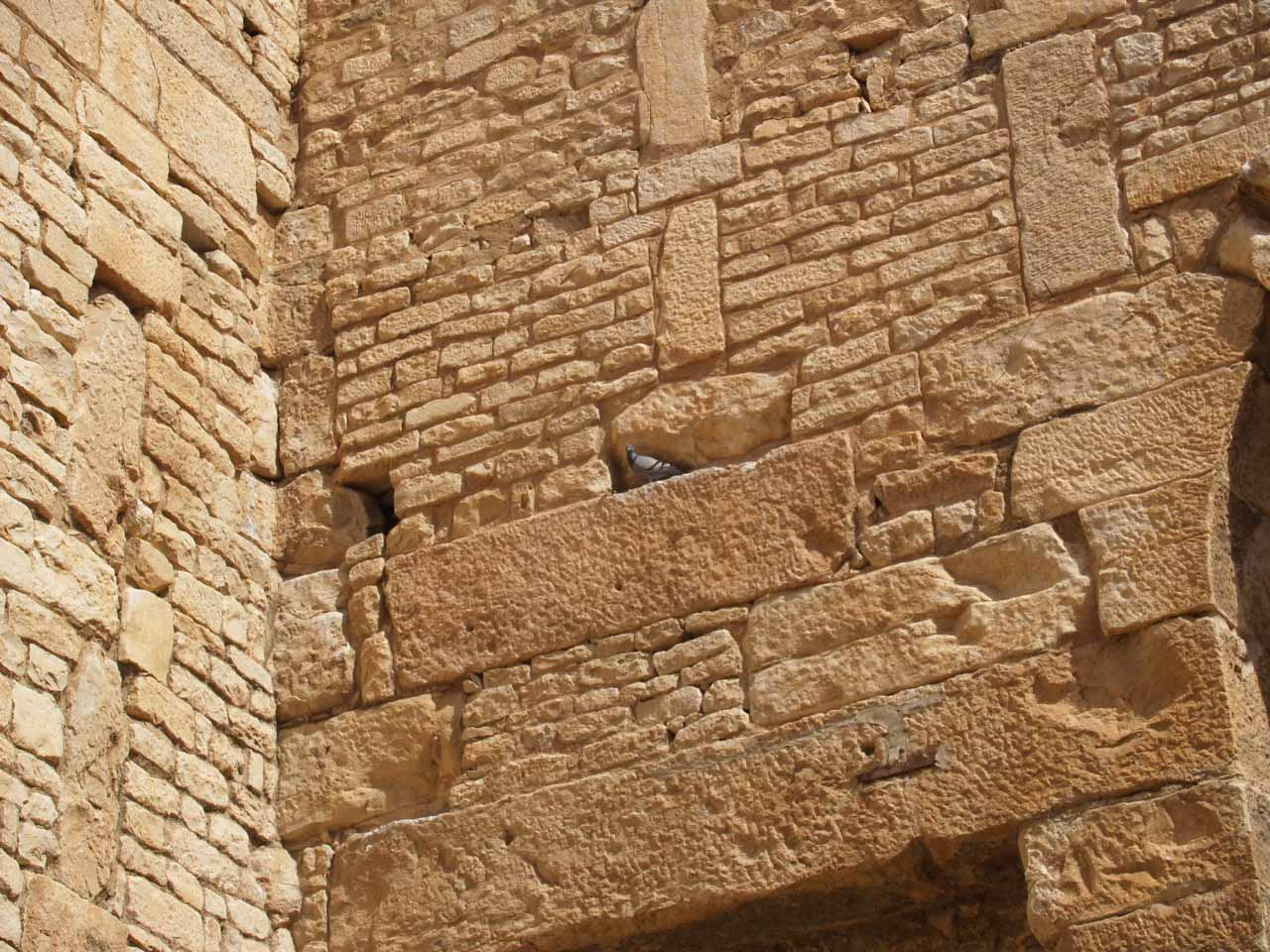
Opus africanum dal Campidoglio di Dougga, II secolo a.C.

La civiltà punica durò ben oltre la distruzione di Cartagine nel 146 a.C., nelle istituzioni locali delle città romane, nell'architettura e soprattutto nella religione e nella lingua. Ci sono suffeti, magistrati comunali, nelle istituzioni delle città romane del Nord Africa fino al II secolo. A volte i soggetti erano tre in numero, che alcuni considerano un contributo berbero.
La persistenza nell'architettura riguarda principalmente l'opus africanum e il mosaico. L'Opus africanum è un tipo di costruzione incatenata trovata negli scavi di Kerkouane e in molti altri siti punici, e uno degli esempi di epoca romana si trova nel Campidoglio di Thugga. Per quanto riguarda il mosaico, la scuola di mosaicisti africani, particolarmente abile e godendo inoltre di marmi di buona qualità, ha ampiamente diffuso i suoi modelli di bestiari e scene mitologiche nell'impero romano.

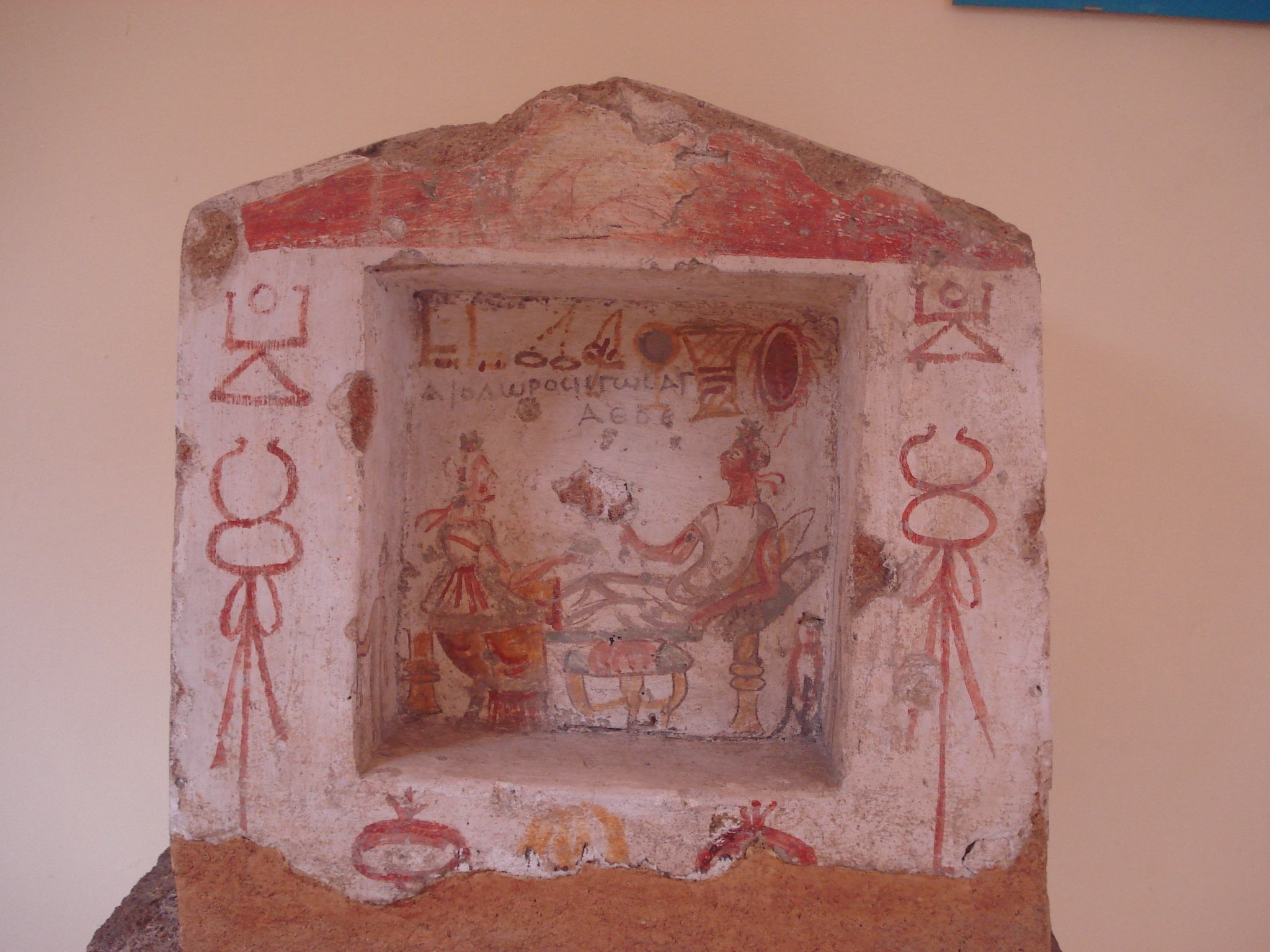
Edicola funeraria greco-punica di Marsala, epoca romana imperiale, attualmente in mostra al Museo archeologico regionale Antonio-Salinas

In campo religioso, è stata studiata la persistenza del culto reso a Saturno africano e l'interpretatio romana del Ba'al punico e quella del suo paredro Caelestis, che traspone la dea Tanit; il culto di Sardus Pater in Sardegna procede dalla stessa evoluzione. I santuari rurali sono stati mantenuti, come a Thinissut e Bou Kornine. Il santuario neo-punico più importante scavato finora e dopo aver fornito le più interessanti testimonianze della fusione di elementi libici e punici, si trova a El Hofra (Cirta). Sono stati scoperti elementi di continuità nelle cosiddette "stele di Ghorfa" e una vitalità del Saturno africano, dio infernale e fornitore del raccolto, fino alla fine del primo quarto del IV secolo.
La trasmissione dei "libri punici" delle biblioteche della città martirizzata ai sovrani numidi fu oggetto di accese discussioni, essendo stato menzionato il loro uso da parte di Sallustio durante l'elaborazione della sua Guerra giugurtina. Tuttavia, si perde rapidamente la traccia di questi lavori nelle fonti; non vengono più menzionati se non come ricordo di Agostino di Ippona.
Sembra anche che per molto tempo sia stata mantenuta la lingua punica, come dimostrano i cosiddetti testi "neo-punici" e la diffusione della lingua nei regni numidi, specialmente nella loro monetazione. Agostino lo evoca persino in una delle sue opere. Questo mantenimento di una lingua semitica potrebbe aver facilitato l'Arabizzazione del Maghreb secondo Stéphane Gsell e M'hamed Hassine Fantar dopo di lui.

## Nascita e crescita di una disciplina

### Riscoperta della civiltà
L'interesse per il mondo fenicio-punico nacque nel XVII secolo - in particolare con il ruolo dei fenici appreso nella Geographia sacra di Samuel Bochart - ma fiorì soprattutto nel XVIII e XIX secolo, dal punto di vista dell'epigrafia e della filologia. Fu nel XVIII secolo che la stele di Nora fu scoperta e studiata a fondo.
Nel XIX secolo, nel contesto della colonizzazione contemporanea, vennero effettuati ampi scavi nei paesi del Maghreb, concentrandosi principalmente sull'era romana e bizantina, le vestigia del periodo precedente sono meno impressionanti e non obbediscono all'ideologia alla base di questa ricerca. Tuttavia, all'inizio del XX secolo, importanti scoperte avvennero come il tofet di Cartagine nel 1921 e, prima di questa data, dobbiamo sottolineare il ruolo pionieristico di Joseph Whitaker a Mozia.

### Indipendenza della disciplina e contributi dell'archeologia
Dopo l'ultimo periodo di occupazione coloniale, con l'arrivo di ricercatori (come Gilbert Charles-Picard), l'ondata dell'indipendenza dal 1956 consente l'emergere di una scuola di ricerca in Tunisia, rappresentata in particolare da M'hamed Hassine Fantar e Abdelmajid Ennabli. Gli scavi dalla Libia al Marocco, così come in Spagna (Isole Baleari e Andalusia) e in Italia con ricerche in Sicilia e in particolare lo studio esaustivo del fenomeno fenico-punico della Sardegna, hanno notevolmente ampliato la problematica.

### Campo di studio attuale
Dalla fine degli anni '70 e dalla nascita del Congresso internazionale di studi fenici e punici, gli scienziati dei vari paesi dello spazio punico hanno creato una sinergia nei loro assi di ricerca, in particolare i ricercatori italiani dell'Università La Sapienza di Roma (a seguito di Sabatino Moscati) e i loro colleghi spagnoli e tunisini.
Stéphane Gsell, nel volume IV della sua monumentale storia antica del Nord Africa, ha parole molto dure sulla civiltà cartaginese:
I progressi dell'archeologia dalla seconda metà del XX secolo hanno qualificato questa affermazione, che rimane quella di un uomo segnato dal classicismo, perché la civiltà cartaginese non entra in questo modello di dominio delle arti maggiori e difficilmente poteva essere compreso da uno studioso del primo terzo del XX secolo, che lavorò anche per liberarlo dall'oblio.
Le numerose mostre che si sono svolte dagli anni '80, da quella di Palazzo Grassi nel 1988, per citare solo le più significative fino a quella dell'Institut du monde arabe nel 2007-2008, dimostrano l'interesse del pubblico per una civiltà aperta agli altri, "tra Oriente e Occidente" secondo Serge Lancel e per certi punti di vista contemporanea, nonostante la sua "ambigua identità".

### Generale
- Josette Elayi, Histoire de la Phénicie, éd. Perrin, Paris, 2013 ISBN 9782262036621
- Michel Gras, Pierre Rouillard et Javier Teixidor, L'Univers phénicien, éd. Arthaud, Paris, 1994 ISBN 2700307321
- Stéphane Gsell, Histoire ancienne de l'Afrique du Nord, tome IV «La civilisation carthaginoise», éd. Hachette, Paris, 1920
- Véronique Krings [sous la dir. de], La civilisation phénicienne et punique. Manuel de recherches, éd. Brill, Leyde, 1995
- Edward Lipinski [sous la dir. de], Dictionnaire de la civilisation phénicienne et punique, éd. Brepols, Turnhout, 1992 ISBN 2503500331
- Sabatino Moscati, L'épopée des Phéniciens, éd. Fayard, Paris, 1971
- «Carthage, la cité qui fit trembler Rome», Les Cahiers de Science et Vie, nº 104, avril-mai 2008

### Cartagine
- Maria Giulia Amadasi Guzzo, Carthage, éd. PUF, Paris, 2007 ISBN 9782130539629
- Azedine Beschaouch, La Légende de Carthage, coll. « Découvertes Gallimard / Archéologie» (nº 172), éd. Gallimard, Paris, 1993 ISBN 2070532127
- François Decret, Carthage o l'empire de la mer, coll. Points histoire, éd. du Seuil, Paris, 1977 ISBN 2020047128
- Hédi Dridi, Carthage et le monde punique, éd. Les Belles Lettres, Paris, 2006 ISBN 2251410333
- M'hamed Hassine Fantar, Carthage. Approche d'une civilisation, éd. Alif, Tunis, 1993
- Madeleine Hours-Miédan, Carthage, éd. PUF, Paris, 1982 ISBN 2130374891
- Serge Lancel, Carthage, éd. Fayard, Paris, 1992 ISBN 9973194209, rééd. Cérès, Tunis, 1999
- Yann Le Bohec, Histoire militaire des guerres puniques. 264-146 a.C, éd. du Rocher, Monaco, 2003 ISBN 2268021475
- Gilbert Charles-Picard et Colette Picard, La Vie quotidienne à Carthage au temps d'Hannibal, éd. Hachette, Paris, 1958
- Colette Picard, Carthage, éd. Les Belles Lettres, Paris, 1951
- Maurice Sznycer, «Carthage et la civilisation punique», Rome et la conquête du monde méditerranéen, tome 2 «Genèse d'un empire», éd. PUF, Paris, 1978, p. 545-593
- Jean-Gabriel Demerliac et Jean Meirat, Hannon ou l'empire punique, éd. Les Belles Lettres, Paris, 1983 ISBN 2251334173

### Cataloghi d'arte e mostre
- Elisabeth Fontan e Hélène Le Meaux [eds. di], Fenici mediterranei. Da Tiro a Cartagine, ed. Institute of the Arab World / Somogy, Parigi, 2007 ISBN 9782757201305
- M'hamed Hassine Fantar, Da Cartagine a Kairouan. 2000 ans di arte e storia in Tunisia, ed. Associazione francese di azione artistica, Parigi, 1982
- Sabatino Moscati [eds. di], I Fenici. Espansione fenicia, ed. The Green Way, Parigi, 1989 ISBN 2714423787
- André Parrot, Maurice H. Chehab e Sabatino Moscati, I Fenici, coll. L'universo delle forme, ed. Gallimard, Parigi, 2007
- Collettiva, Cartagine. La storia, la sua traccia e la sua eco, ndr. Associazione francese di azione artistica, Parigi, 1995 ISBN 9973220269
- Collettiva, "Il Mediterraneo dei Fenici," Connaissance des Arts, n 344, ottobre 2007
- Pierre Cintas, Manuel d'archéologie punique, éd. Picard, Paris, 1970 (tome 1)-1976 (tome 2 [posth.])
- Abdelmajid Ennabli et Hédi Slim, Carthage. Le site archéologique, éd. Cérès, Tunis, 1993 ISBN 997370083X
- M'hamed Hassine Fantar, Kerkouane, cité punique au pays berbère de Tamezrat, éd. Alif, Tunis, 2005 ISBN 9973-22-120-6
- Hédi Slim et Nicolas Fauqué, La Tunisie antique. De Hannibal à saint Augustin, éd. Mengès, Paris, 2001 ISBN 285620421X
- Collectif, «Carthage, sa naissance, sa grandeur», Archéologie vivante, vol. 1, nº 2, 1968-1969
- Collectif, «La Méditerranée des Phéniciens», Connaissance des arts, nº 344, octobre 2007
- Collectif, La Tunisie, carrefour du monde antique, éd. Faton, Paris, 1995
- Collectif, Pour sauver Carthage. Exploration et conservation de la cité punique, romaine et byzantine, éd. UNESCO/INAA, Paris/Tunis, 1992 ISBN 9232027828